# Île-Molène
Pour les articles homonymes, voir Molène.
Ne doit pas être confondu avec Île de Molène (Finistère).
LÎle-Molène (/il mɔlɛn/ ; en breton : Molenez) est une commune française, totalement constituée par le territoire de l'île. C'est une  île de l'Iroise au large de la côte ouest du Finistère, en Bretagne. La plupart des autres îles de l'archipel de Molène appartiennent en réalité à la commune du Conquet.
Ses habitants sont appelés en français les Molénois.

## Géographie

### Localisation
Distante d'environ 15 km de la côte ouest du Finistère, Molène est l'île principale de l'archipel de Molène.

### Géologie, relief et hydrographie
L'île mesure 1 200 mètres sur 800, soit 72 hectares. Son point culminant est situé à 26 m au-dessus du niveau de la mer. « On n'y trouve point de sources et elle ne possède que quelques puits, dont l'eau est presque toujours saumâtre » écrivait Benjamin Girard en 1889.
Le bourg et le port autour duquel il s'organise est situé à l'est, protégé par Ledenez Vraz, petite île qui y est rattachée par un estran à marée basse. À l'ouest, en face de l'île d'Ouessant, s'étale un paysage de lande bretonne caractéristique.
Comme l'ensemble de l'archipel de Molène, l'île présente un environnement remarquable et fragile.

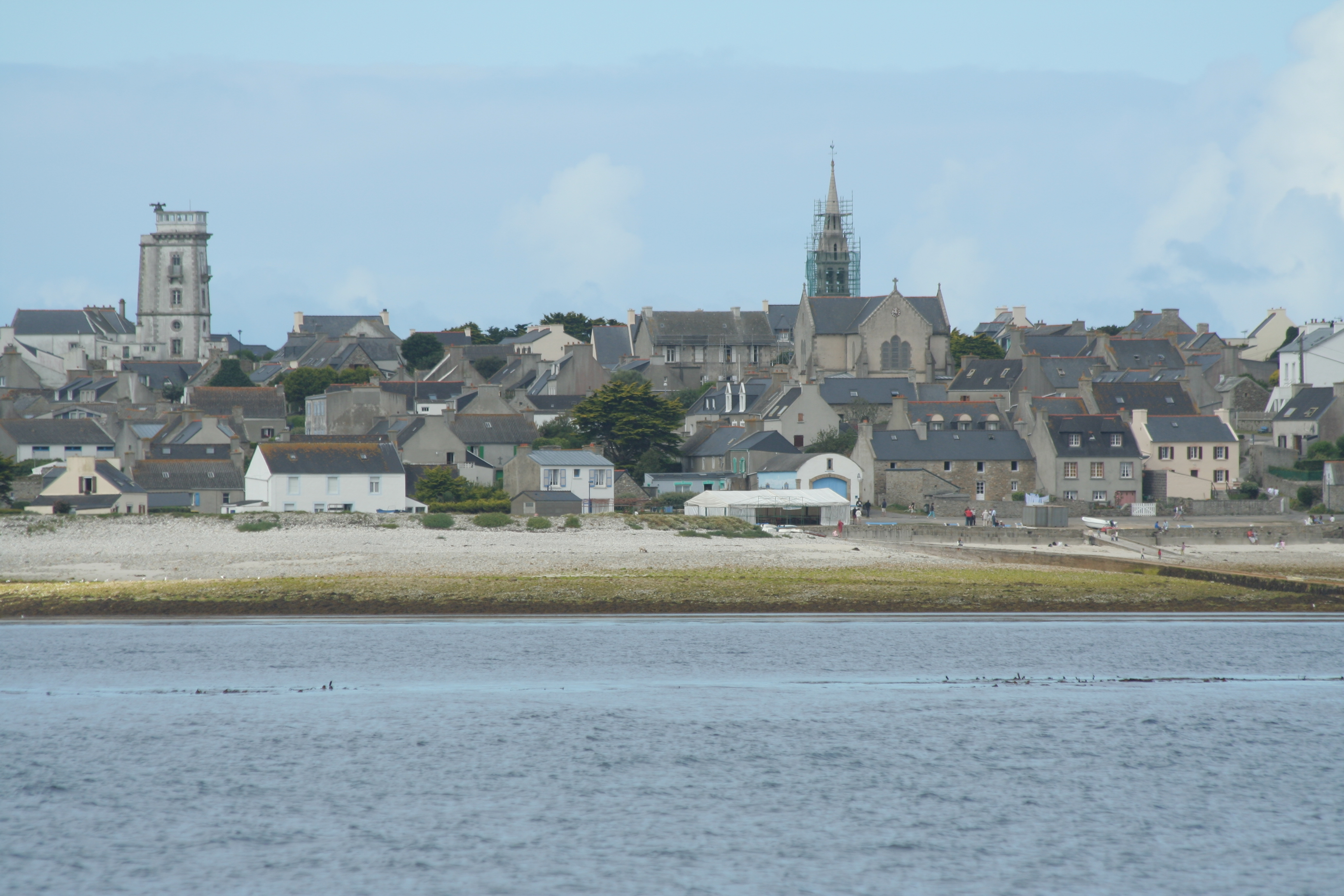
Vue de l'île depuis l'est.
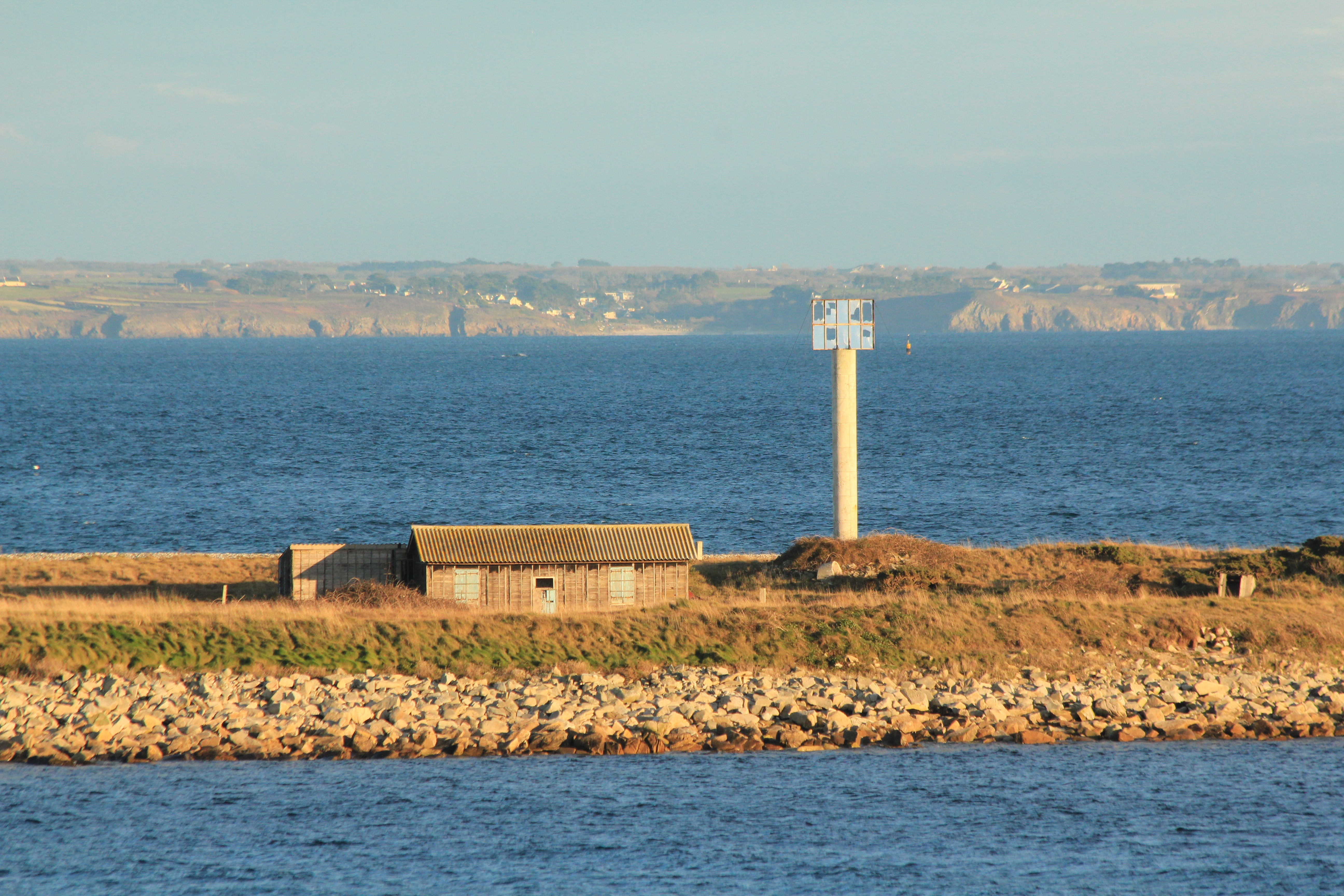
Le lédénès de Molène et le chenal du Four.
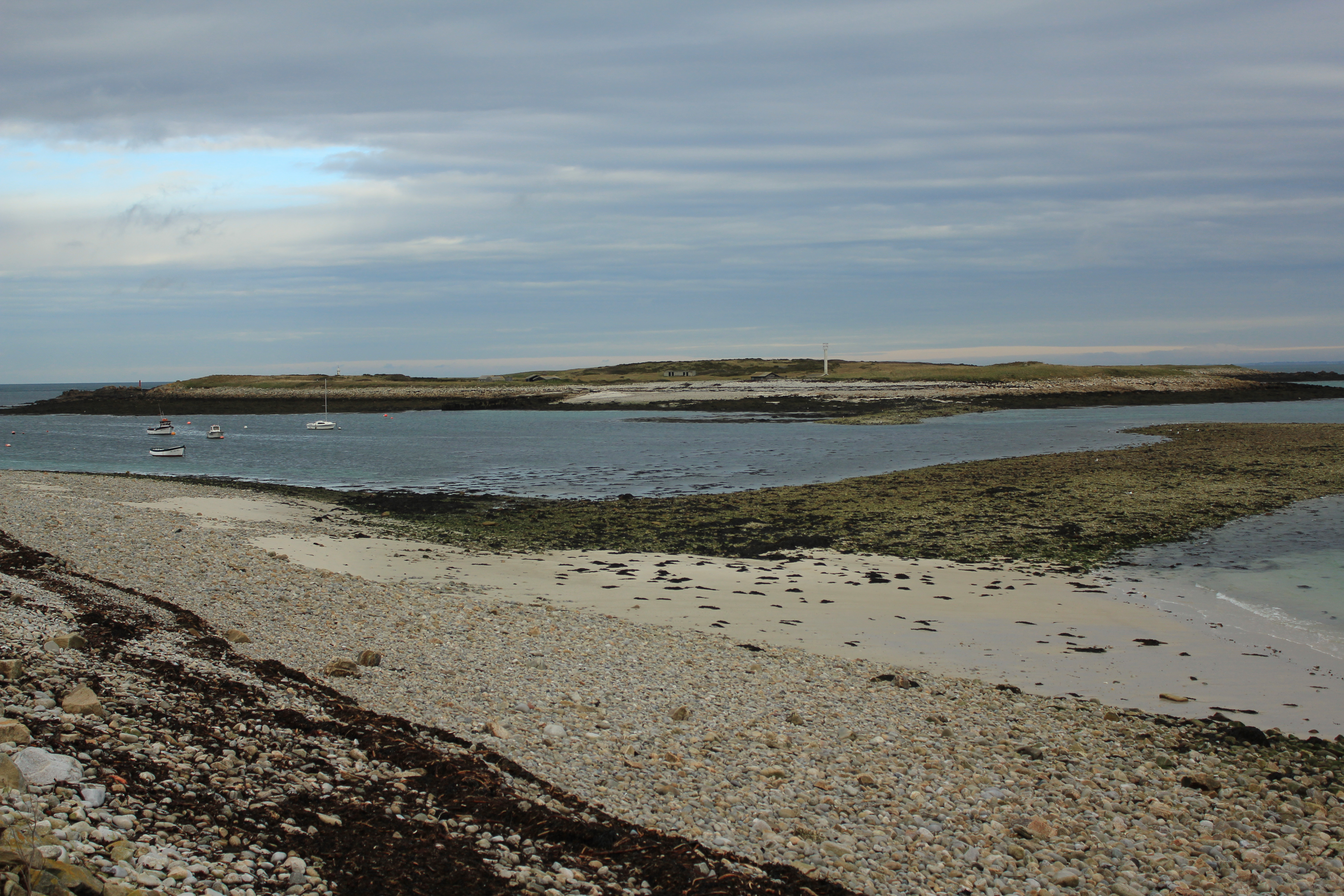
Le lédénès de Molène, relié à l'île de Molène par un cordon de galets à marée basse.
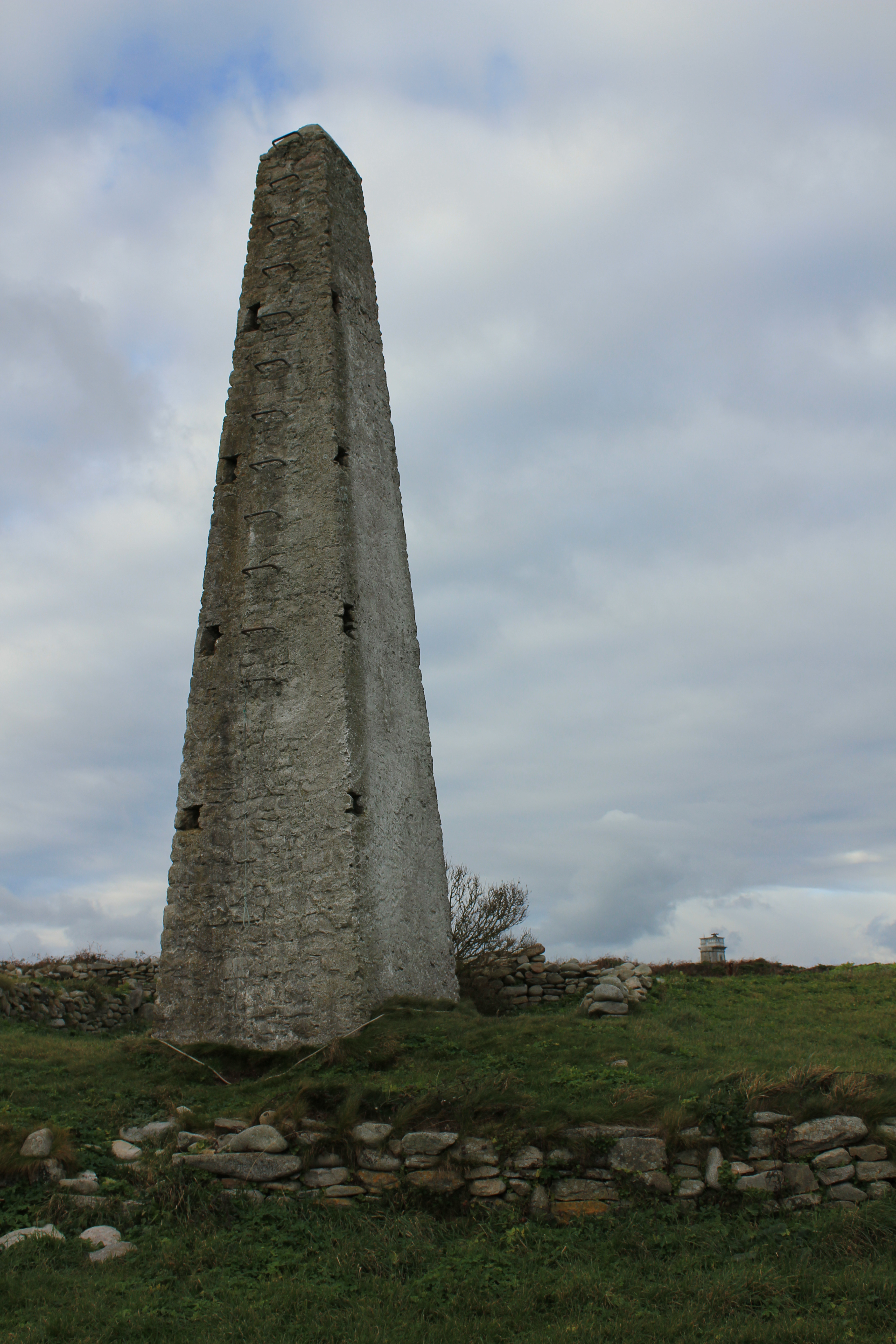
L'amer de Molène.

### Les principales familles molénaises
Comme dans toute île de petite dimension, l'isolement provoqué par l'insularité a provoqué une forte endogamie et certains noms de famille sont très présents à l'Île-Molène, devenus typiques de l'île : Cuillandre, Tual, Le Bousse, Masson, Cam, Gouachet, Rocher (descendants de Jean Rocher, sergent, qui rejoint l'Île au début du XIXe siècle, originaire de Marsac en Charente), Dubosq, Bidan par exemple.[source insuffisante]

### Les résidences secondaires
En 2020 la commune de l'Île-Molène compte plus de 240 électeurs inscrits pour une population légale de 141 habitants, en raison de l'inscription sur les listes électorales de nombreux résidents secondaires (68,9 % des logements y sont des résidences secondaires en 2018) et 70,6 % en 2020.

### Climat
Pour des articles plus généraux, voir Climat de la Bretagne et Climat du Finistère.
En 2010, le climat de la commune est de type climat océanique franc, selon une étude du CNRS s'appuyant sur une série de données couvrant la période 1971-2000. En 2020, Météo-France publie une typologie des climats de la France métropolitaine dans laquelle la commune est exposée à un climat océanique et est dans la région climatique Finistère nord, caractérisée par une pluviométrie élevée, des températures douces en hiver (6 °C), fraîches en été et des vents forts. Parallèlement l'observatoire de l'environnement en Bretagne publie en 2020 un zonage climatique de la région Bretagne, s'appuyant sur des données de Météo-France de 2009. La commune est, selon ce zonage, dans la zone « Littoral », exposée à un climat venté, avec des étés frais mais doux en hiver et des pluies moyennes.
Pour la période 1971-2000, la température annuelle moyenne est de 12,5 °C, avec  une amplitude thermique annuelle de 8,2 °C. Le cumul annuel moyen de précipitations est de 624 mm, avec 14,7 jours de précipitations en janvier et 5,4 jours en juillet. Pour la période 1991-2020, la température moyenne annuelle observée sur la station météorologique la plus proche, située sur la commune d'Ouessant à 13 km à vol d'oiseau, est de 12,3 °C et le cumul annuel moyen de précipitations est de 812,6 mm,. Pour l'avenir, les paramètres climatiques de la commune estimés pour 2050 selon différents scénarios d’émission de gaz à effet de serre sont consultables sur un site dédié publié par Météo-France en novembre 2022.

## Urbanisme

### Typologie
Au 1er janvier 2024, Île-Molène est catégorisée commune rurale à habitat très dispersé, selon la nouvelle grille communale de densité à 7 niveaux définie par l'Insee en 2022.
Elle est située hors unité urbaine et hors attraction des villes,.
La commune, bordée par la mer d'Iroise, est une commune littorale au sens de la loi du 3 janvier 1986, dite loi littoral. Des dispositions spécifiques d’urbanisme s’y appliquent dès lors afin de préserver les espaces naturels, les sites, les paysages et l’équilibre écologique du littoral, tel le principe d'inconstructibilité, en dehors des espaces urbanisés, sur la bande littorale des 100 mètres.

### Occupation des sols
L'occupation des sols de la commune, telle qu'elle ressort de la base de données européenne d’occupation biophysique des sols Corine Land Cover (CLC), est la suivante :
milieux à végétation arbustive et/ou herbacée (56,3 %) — une proportion sensiblement équivalente à celle de 1990 (55,5 %) —, zones urbanisées (25,9 %), zones humides côtières (17,8 %). L'évolution de l’occupation des sols de la commune et de ses infrastructures peut être observée sur les différentes représentations cartographiques du territoire : la carte de Cassini (XVIIIe siècle), la carte d'état-major (1820-1866) et les cartes ou photos aériennes de l'IGN pour la période actuelle (1950 à aujourd'hui).

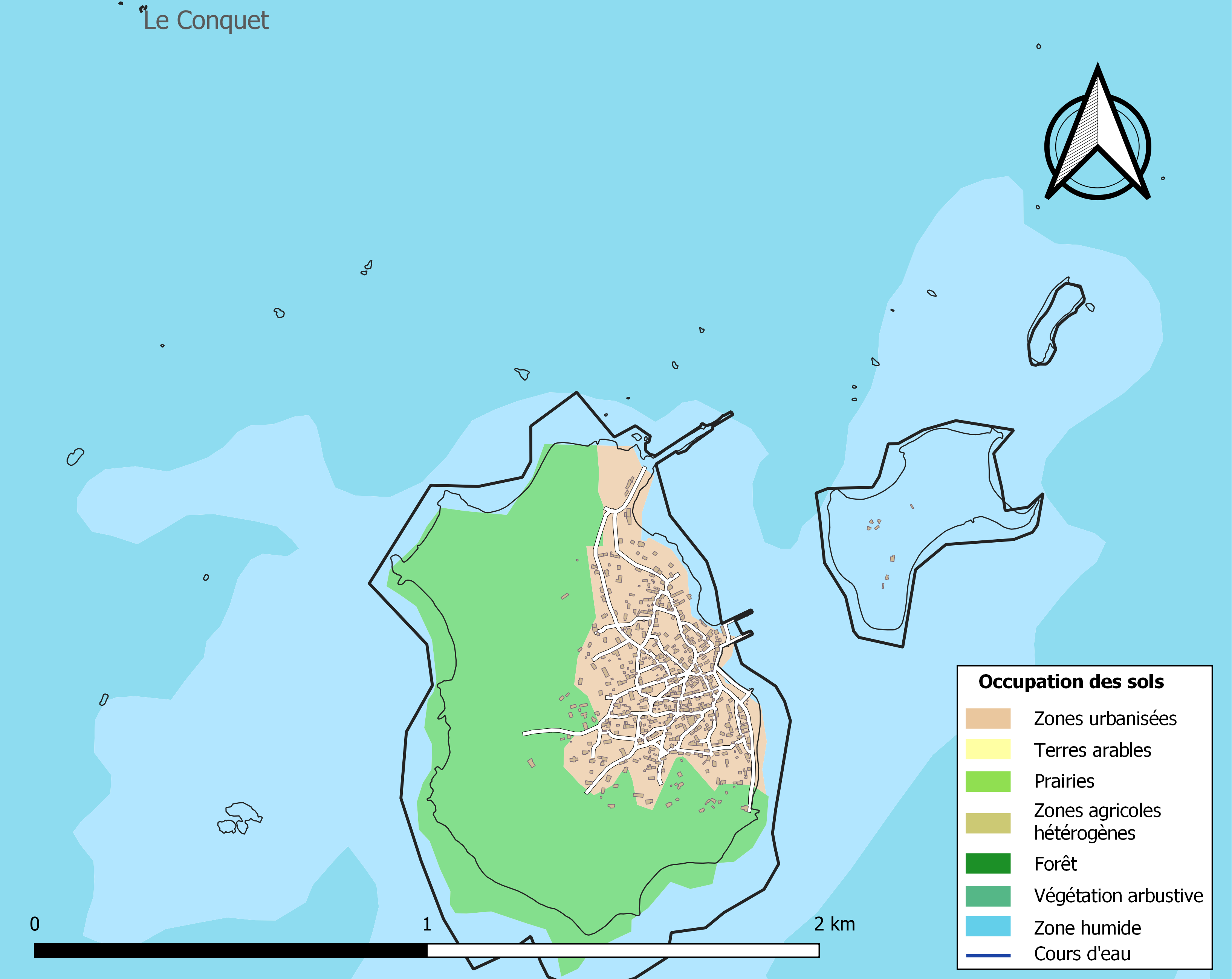
Carte des infrastructures et de l'occupation des sols de la commune en 2018 (CLC).

### Voies de communication et transports
L'île est reliée quotidiennement au départ de Brest et du Conquet par la Compagnie Maritime Penn-Ar-Bed. L'été, la desserte s'intensifie et atteint jusqu'à 5 bateaux par jour.
L'île est principalement sans voitures, seules quelques voitures et tracteurs permettent le transport de marchandises et de matériaux, mais l'essentiel des déplacements se fait à pied, étant donné les distances peu importantes.

## Toponymie
Attestée sous la forme Moelenes en 1330, Moalenez en 1472, Moalenes en 1516, Modenes en 1630, Isles Molaines en 1779.
Molène représente le breton moal enez, "île chauve" (c'est-à-dire sans arbre).
Molenez , enez Moul ou Moliz-Enez en breton.

## Histoire

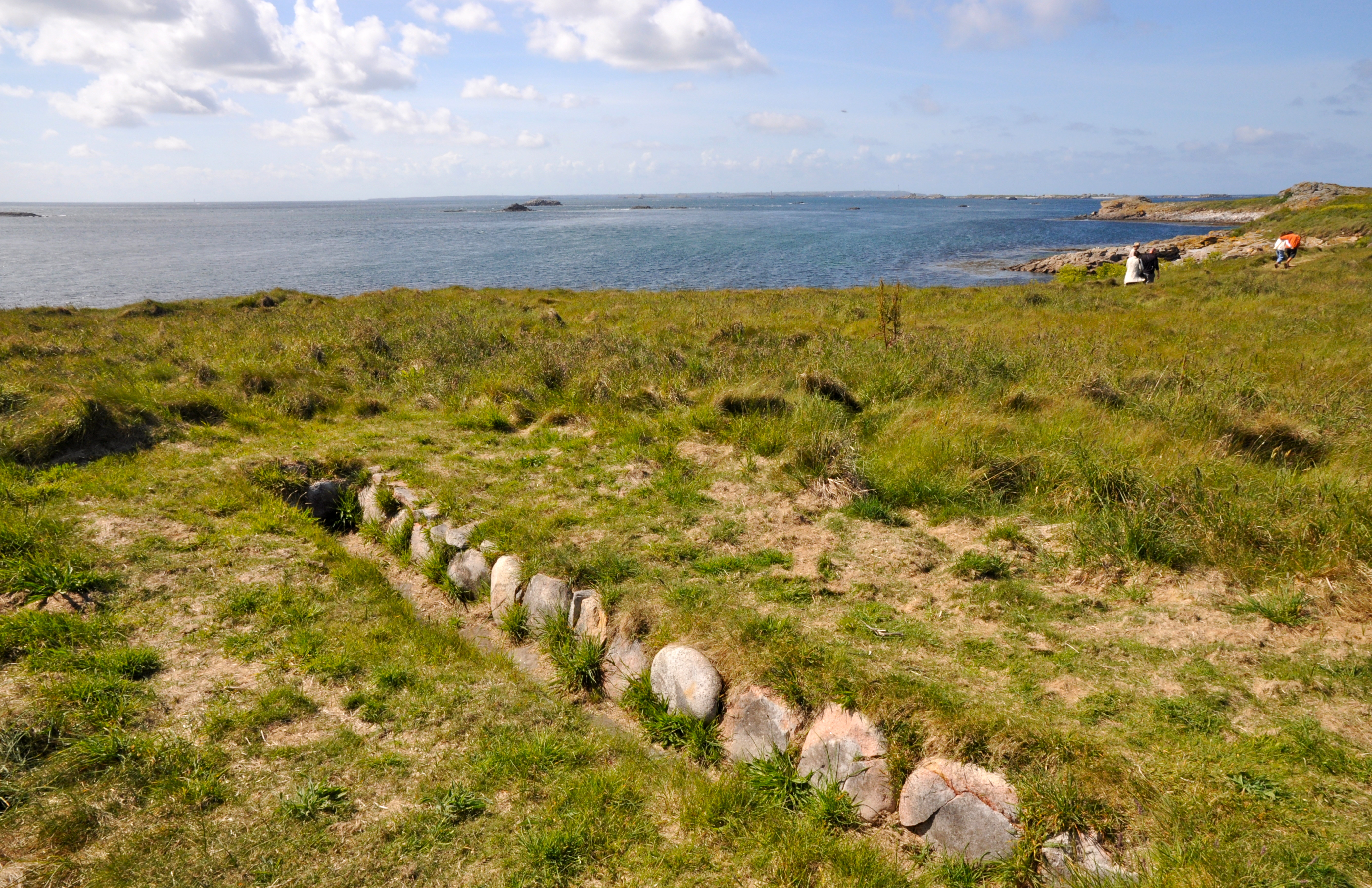
Four à soude.

L'abbé Rosuel, qui fut curé de Molène, a déclaré à un journaliste du journal Ouest-Éclair :

« Les archives ont été brûlées jadis ; les vieilles pierres tombales, ces repères de la navigation archéologique, servent ici de dalles aux chemins et ont, depuis belle lurette, perdu toute inscription sous le pas roulant et pesant des pêcheurs, devenant de ce fait aussi obscures que les petits menhirs dont nous avons noté la présence. Une vaste nécropole,découverte à la construction du sémaphore, ne put être observée avec soin, des fouilles rapides ayant eu le seul caractère utilitaire qui les avait provoquées »

### Préhistoire et Antiquité
C'est en 2001 qu'un amas coquillier, aperçu en coupe d'une micro falaise, fit penser à Yvan Pailler, archéologue brestois, qu'il s'agissait sûrement d'un dépotoir. Avec Anne Tresset, il parvint à convaincre le Service régional d'archéologie d'ouvrir une fouille programmée en 2003. L'île est habitée depuis le néolithique, comme l'atteste le site de Beg-ar-Loued, au sud-ouest de l'île, où des fouilles archéologiques ont mis au jour une habitation en pierres sèches remontant à cette période, ainsi que cinq pierres levées,.
Des monuments mégalithiques variés (menhir, dolmen, cromlech, chambre funéraire, enceinte fortifiée) ont été identifiés sur l'ensemble des îles de l'archipel et étudiés par Paul du Chatellier au début du XXe siècle.
Un programme de fouilles programmées a permis d'identifier deux maisons occupées à l'âge du Bronze ancien avec une équipe internationale de 52 chercheurs, et 170 fouilleurs étudiants entre 2003 et 2019. Seul habitat de ce type connu à ce jour dans le nord-ouest de la France. Maisons de forme ovale, avec des murs en pierres sèches d'un mètre de hauteur et 1,10 mètre d'épaisseur avec au centre un foyer pour préparer les repas, et se réchauffer. Des poteaux au centre retenait une charpente dont le revêtement devait être végétal

### Moyen Âge
L'Île-Molène a dépendu de l'abbaye de Saint-Mathieu et relevait jusqu'à la Révolution française de l'évêché de Saint-Pol-de-Léon.

### Temps modernes
L'abbé Kerdaffret écrit au début du XVIIe siècle, parlant des îles d'Ouessant et de Molène : « L'ignorance, entretenue par l'incapacité et l'incurie du clergé, y était si profonde que plusieurs ne savaient pas même répondre à cette question : combien y a-t-il de dieux ». Le célèbre prédicateur Michel Le Nobletz, après avoir séjourné à Ouessant, passa prêcher vers 1614 une mission à Molène « où il eut les mêmes succès ».
Le 22 mai 1696, une flotte anglaise « commandée par le vice-amiral Rooke parut à la vüe des isles d'Ouessant au nombre de près de cent voiles. (…) Ils se contentèrent de faire descente dans une des petites isles d'Ouessant nommée Molène, qui sert de retraite à quelques pêcheurs, d'où ils enlevèrent deux ou trois chaloupes et quatre ou cinq personnes. Ils en firent une autre au-delà du Conquet, d'où ils emportèrent une cloche pesant quarante livres ».
Ponchartrain, secrétaire d'État de la Marine, écrit le 3 avril 1697 au gouverneur d'Ouessant, Nicolas Lebreton-Lavigne : « Sa Majesté trouve bon que vos fassiez donner aux habitants de l'isle de Molènes les 30 fusils qu'ils demandent avec quelque peu de poudre et des balles ; mais chargez-en quelqu'un qui puisse en rendre compte. Pour ce qui est de l'ordre qu'ils demandent pour donner à un d'eux le commandement sur les autres, en cas d'occasion, ils n'ont qu'à s'adresser à celui qui commande dans la province, qui le leur donnera ».
En 1746, les Anglais envahissent à nouveau l'île. « Le siècle précédent, ils en avaient déjà brûlé toutes les barques et emmené prisonnier le recteur. Racheté par ses paroissiens, le pauvre homme, en traversant le chenal du Four, fut pris à nouveau par un corsaire, auquel il fallut encore payer rançon ». Fin mai 1758, le corsaire Charles Cornic, après avoir combattu plusieurs navires anglais qui faisaient le blocus de Brest et coulé l'un d'entre eux, le Rumbler, parvint, alors que son navire était gravement touché, à gagner l'île de Molène pour y faire des réparations sommaires avant de regagner Brest le 25 juin 1758.
D'origine beaucoup plus récente, on trouve également comme sur d'autres îles de l'archipel, d'anciens fours à goémon (ou fours à soude) dans lesquels on brûlait le varech pour obtenir de la soude.
En 1775, le recteur de Molène écrit à l'évêque du Léon, Mgr Jean-François de La Marche :

« Quel moyen de supprimer l'indigence et la misère ? Je n'en vois pas d'autre, Monseigneur, que la bienveillance et la libéralité du prince que la divine Providence nous a donné et celle des Seigneurs et Messieurs très nobles et très distingués qui composent ses États. Nous n'avons personne à qui nous adresser et qui s'intéresse à nous, que vous seul Monseigneur. »

Cette démarche fut suivie de quelque effet : Mgr de la Marche accorda quelques subsides « aux misérables de Molène ».

### Révolution française
Plusieurs Molénais combattirent pendant la Guerre d'indépendance américaine : Yves Masson et Jean-Louis Le Guilcher dans l'escadre de l'amiral d'Estaing; Yves Marec (tué au combat le 12 avril 1782) et Nicolas Mazé (mort le 3 mars 1782) dans l'escadre du comte de Grasse.
Vincent Masson et Louis Le Guilcher sont les deux députés de l'île de Molène qui participent à l'assemblée générale du tiers-état de la sénéchaussée de Brest les 7 et 8 avril 1789 et participent à la rédaction du cahier de doléances de la sénéchaussée en date du 8 avril 1789 dont l'article 2 est ainsi rédigé :

« On demandera l'affranchissement absolu de tous devoirs et impositions, sous telle dénomination que ce soit, sur toutes les boissons et liqueurs qui se consomment dans les îles de Molène et Ouessant, par les habitants. »

Le 20 mai 1790 est créé le canton du Conquet qui comprenait Plougonvelin (Saint-Mathieu inclus), Le Conquet, Trébabu, Molène et Ouessant ; il fut supprimé en l'an VIII).

### LeXIXesiècle

#### Des épidémies encore fréquentes

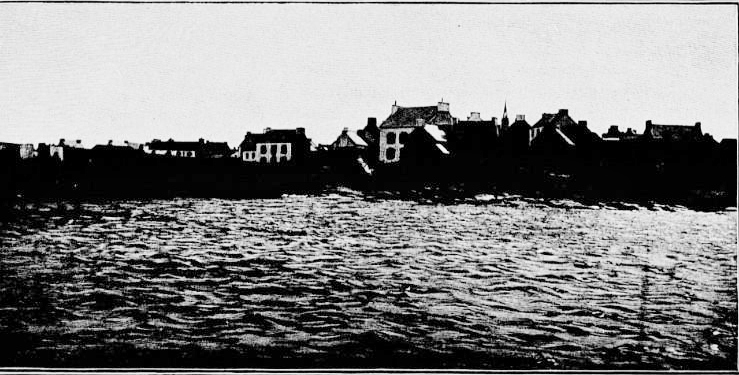
Molène en 1898 (photographie de Paul Gruyer).

En 1832, une épidémie de choléra fait 18 morts à l'Île-Molène. En 1877, plus de 70 cas de typhus (dans une île alors peuplée d'environ 500 habitants) sont signalés à l'Île-Molène et « la pêche y est délaissée faute de bras valides. (…) Pas une seule maison qui n'ait un malade atteint du typhus. La misère est grande. (…) Diverses souscriptions ont été ouvertes en faveur des malheureux insulaires. (…) Le vice-amiral préfet maritime vient d'y envoyer un médecin de la marine(…) accompagné de deux sœurs de la Providence ». Une épidémie de typhus a aussi sévi dans l'île en 1876 - 1877, faisant 12 morts parmi les 178 habitants de l'île : « la plupart des femmes atteintes à Molène avaient veillé des parents ou des amis frappés par la maladie ».

« À l'Île-Molène, la fièvre typhoïde se déclare : les Sœurs de l'Espérance de Brest sont appelées par les autorités, et pendant que plusieurs d'entre elles se rendent avec empressement à leur poste d'honneur, les autres recueillent à Brest même les secours en argent, linge, médicaments, vêtements, provisions de toutes sortes, qu'elles font passer aux habitants de l'île, pauvres pêcheurs sur lesquels le fléau avait d'autant plus de prise qu'il s'attaquait à des tempéraments épuisés par de longues privations. »

Le journal La Presse précise : « Pas une seule maison, disent les personnes qui ont visité Molène, qui n'ait un malade atteint du typhus. La pêche est délaissée faute de bras valides, et l'aspect de ces pauvres réduits est lugubre. Le vice-amiral, préfet maritime, a pris les dispositions nécessaires pour venir au secours de ces malheureuses gens. Il a envoyé dans l'île le médecin de la marine, et a mis au service de l'administration le stationnaire [bateau] Souffleur ».
Une épidémie de typhus exanthématique commença en novembre 1890 à l'Île-Molène, frappant 284 malades et dura près de deux ans.
En 1893, Molène est à nouveau frappée par une épidémie de choléra, qui frappe aussi Trielen. Le journal Le Gaulois du 13 octobre 1893 en fait la description suivante :

« À l'Île-Molène surtout, rocher perdu au milieu de l'océan, la mortalité a été effrayante. La population a été décimée. Pour faire des cercueils, on a dû démolir la toiture d'une maison d'école chrétienne en construction ! Un jour, le brave curé de l'île a été contraint de creuser lui-même une fosse ; menuisiers et fossoyeurs étaient morts ou malades ! Et maintenant, il reste des vieillards sans soutien, des orphelins sans pain. (...) M. l'abbé Lejeune, curé de Molène, tend la main aux riches pour tous ses petits paroissiens. »

Cette épidémie de 1893, qui était en fait peut-être une épidémie de typhus exanthématique frappa 284 malades et fit 54 décès à Molène alors peuplée d'un peu plus de 500 habitants. À Trielen, l'épidémie fit 14 morts dans un groupe composé en tout d'environ 25 personnes, qui étaient occupées à la fabrication de la soude.
En 1897, le ministre de la guerre autorisa le docteur Bourdon à accepter une épée d'honneur offerte par les habitants de Molène « en souvenir de services rendus par lui pendant une épidémie de choléra ».
En 1894, un réseau de distribution d'eau potable ouvre à l'Île-Molène, ce qui contribue fortement à l'amélioration des conditions sanitaires.

#### Des conditions de vie difficiles
Le Journal des débats politiques et littéraires du 13 janvier 1847 écrit :

« Informé de la situation malheureuse dans laquelle se trouvaient les populations des îles de Molène, d'Ouessant et de Sein, composées en grande partie d'hommes appartenant à l'inscription, M. l'amiral Leblanc, préfet maritime à Brest, s'est empressé d'appeler sur cette situation, que ne peut manquer d'aggraver l'hiver rigoureux dans lequel nous nous trouvons, l'attention du ministre de la marine, auquel il a proposé de venir en aide à ces populations, en consacrant à cet acte d'humanité une certaine quantité de denrées qui pouvaient être livrées par la direction des subsistances. Le ministre vient d'annoncer à M. l'amiral Leblanc que, répondant au vœu exprimé en faveur de ces malheureux insulaires, le Roi, en son conseil, a décidé que la délivrance de denrées proposée serait effectuée immédiatement. »

#### La cérémonie de laproëllaà Molène
Souvent décrite à Ouessant, la proëlla (ou broëlla) était aussi de tradition à Molène, quand un marin disparaissait en mer :

« Elle se compose essentiellement, comme à Ouessant, de la maison funèbre faite dans la chambre du disparu, et d'un service d'enterrement fait le lendemain à l'église. Mais à Molène la cérémonie est plus simple (...). Pas d'"annonciateur" pénétrant à "pas de loup", la nuit venue, dans la cour de la maison du mort, puis regardant par la fenêtre si la veuve est chez elle et frappant, comme signe d'avertissement "trois petits coups à la vitre". Pas davantage de ces concerts bruyants de gémissements et de cris dont, aux dires d'Anatole Le Braz, les femmes du voisinage accourent remplir la maison mortuaire, hurlant à qui-mieux-mieux parce que "plus les plaintes sont aiguës et déchirantes, plus elles réjouissent l'âme du mort". Ce n'est pas non plus dans la cuisine que se font les apprêts de la veillée funèbre, et ce n'est pas sur une table "déblayée des restes du repas" que l'on étale la nappe blanche sur laquelle, tout à l'heure, avec la croix, viendra s'(étendre l'ombre du mort ; la veillée funèbre se fait en effet dans la plus belle des deux pièces dont se compose toute maison de l'île, même la plus pauvre, la "pièce haute", et l'on aurait scrupule de faire servir à la cérémonie funèbre la table des repas. Je dois encore à la vérité de dire qu'à aucune broëlla, pas plus que je n'ai entendu de vocero ayant "le charme d'un sortilège barbare, je ne sais quelle vertu d'incantation", je n'ai vu de "vocératrice" prise "d'une ivresse spéciale, d'une sorte de délire sacré", interpellant la mort et déclamant son oraison funèbre "les yeux enfiévrés, la voix haletante"... Sans doute, le broëlla de Molène perd en pittoresque de ne pas comporter tous ces détails fort poétiques, mais il y gagne en vérité, en émotion profonde et contenue. La grande différence, et en fin de compte la seule et vraie différence entre le broëlla de Molène et celui d'Ouessant, c'est l'absence à Molène de croix de cire symbolisant le mort, et aussi au cimetière, l'absence de tout monument qui rappelle le souvenir des disparus. La dernière fois qu'il m'a été donné d'assister à un enterrement fictif, ce fut en 1906 à Molène. »

#### La récolte du goémon dans la seconde moitié duXIXesiècleet au début duXXesiècle
La récolte du varech à Molène et dans les îles voisines est ainsi décrite en 1864 :

« Le varech se récolte aussi après la tempête. Arraché alors des rochers par la vague, il est repêché par les habitants des côtes, qui s'exposent aux plus grands dangers pour saisir au passage ses débris flottants. Après un orage, on voit les récifs couverts de ces hommes penchés sur l'abîme, et qui, un long croc à la main, ramènent vers eux les algues errantes qu'entraînent les flots. Dans le petit archipel qui compose la pointe ouest de la France, et qui se compose des îles d'Ouessant, de Molène,(...), etc., cette pêche du goémon est presque l'unique industrie des habitants. On y voit les femmes, noires et robustes, dans la mer jusqu'à mi-corps, et occupées des journées entières à ce travail fatigant. Comme les femmes sauvages, elles portent leurs nourrissons attachés sur leurs épaules ; c'est là que l'enfant dort, bercé par le bruit des flots et les mouvements de sa mère. S'il crie, celle-ci le ramène sur sa poitrine et lui présente le sein ; lorsqu'il a bu, elle le replace sur son dos et continue de lancer son croc à travers les flots pour saisir les épaves du varech. »

La vie quotidienne des goémoniers venant faire la saison dans l'archipel de Molène était très dure :
« Il y a là, au centre de chaque îlot, deux, trois groupes de cahutes très sordides, tandis que quelques autres se dispersent sur le pourtour de la dune, presque à l’aplomb de la grève. (…) A côté, le plus souvent, se trouve le refuge du cheval. Construites de rien, de pierres sèches et de glaise, certaines enfoncées un peu en terre, ces bicoques s’appuient le plus souvent contre un épaulement de terre. Les toits, faits de plaques métalliques rouillées, de planches et de papier goudronné, se défendent contre le vent par des mottes de terre appuyées par une bordure de galets (…). L’intérieur, un réduit sombre, plutôt carré, peut faire quatre mètres de long et presque autant de large. Dans une encoignure placée près de la porte à cause de la fumée, un trou minuscule percé dans le mur fait office de foyer. (…). Les pigouillers dormaient dans des hamacs ». « Ce qui indéniablement caractérise la vie de ces gens, c’est la dureté du métier, la lutte continuelle, dans un dénuement presque total, contre une nature inhospitalière. Dans une débauche d’efforts continuels, ils font de sacrées journées sous le soleil de l’été qui cuit leur visage, comme sous les averses cinglantes et froides des débuts de saison, où les oreilles sont enflammées et douloureuses, les mains et les doigts gourds ».
À bord des bateaux, chaque goémonier dispose généralement d’une paire de guillotines (une guillotine ou pigouille est une forte faucille en acier, se terminant en pointe, qui sert à trancher la stipe, c’est-à-dire la tige prolongée par un crampon qui fixe l’algue aux cailloux), l’une avec un manche de 13 pieds (4,15 mètres), l’autre munie d’un manche de 15 pieds (4,80 mètres), utilisée dans les zones les plus profondes. C’est le lendemain de la Saint-Jean, dans la dernière semaine du mois de juin, telle est la règle, que commencent les brûlages, les premiers de la saison.
Cette activité, qui connût son plein essor pendant la seconde moitié du XIXe, provoqua la création de véritables flottilles goémonières, principalement dans le Léon, en particulier à Plouguerneau, Landéda, Portsall, Saint-Pabu, etc. à partir de la décennie 1870, les pigouliers (surnom donné aux goémoniers locaux) allant cueillir le goémon de fond, le tali, principalement dans l’archipel de Molène autour des îles de Béniguet, Quéménès, Trielen et Bannec, plus secondairement autour d’autres îles (archipel des Glénan, Sein, Ouessant, etc.).
Vers 1920, plus de 120 bateaux « font le goémon » autour des îles de l’archipel de Molène et près de 150 bateaux entre 1925 et 1930, années qui marquent l’apogée de cette activité. Le Conquet était, en raison de sa proximité des îles, le port où les pigouliers effectuaient leurs ravitaillements et embarquaient matériels et cheval, venus du Pays Pagan sur des charrettes goémonières le plus souvent menées par l’épouse ou par un homme âgé.
Dans l’île de Quéménès, une petite usine de fabrication de soude fonctionna pendant une partie de la seconde moitié du XIXe siècle, citée par exemple par Charles-Athanase Thomassin dans « Pilote des côtes de la Manche », un livre datant de 1871, qui écrit : « (…) Sur Quéménès, il y a aussi un four à soude dont la cheminée se voit de loin ».
Des environs de 1870 à la décennie 1950, deux types de population cohabitent sur les îlots de Béniguet, Quéménès, Trielen et Balanec, l’une permanente, composée de fermiers, de leurs familles et de domestiques, l’autre saisonnière, séjournant de mars à octobre, les pigouliers. Béniguet a compté jusqu’à cinq fermes et plus de 60 habitants permanents jusque dans la décennie 1910 ; deux exploitations agricoles subsistent après la Seconde Guerre mondiale, mais elles emploient une cinquantaine de domestiques se partageant entre l’exploitation des terres et la récolte du goémon. À Béniguet, en 1935, environ 25 bateaux de Plouguerneau, une quinzaine de Landéda et quelques autres, vinrent récolter le goémon.
Deux industriels, Pellieux et Mazé-Launay, installent vers 1870 deux usines à soude, l'une à Béniguet, l'autre à Trielen. Ces deux industriels ont inventé un nouveau modèle de four qui traite 60 kg de goémon toutes les deux heures, les convertissant totalement en 3 kg de soude. Mais ce brûlage du goémon est très polluant en raison de l'abondance des fumées émises.

#### Le commerce de la terre: les "cendres de Molène"
Paul Gruyer décrit le curieux commerce de la terre (la terre limoneuse atteint jusqu'à deux mètres d'épaisseur) de leur île pratiqué par les Molénais :

« Outre le commerce de la pêche, ils découpent des mottes de terre qu'ils sèchent, puis brûlent avec du goémon et des débris de coquilles ; la cendre en est mêlée avec du sable; et vendue comme engrais aux maraîchers de Brest. Mais il n'y a déjà pas dans l'île tellement de terre végétale pour faire pousser leurs moissons de seigle ; à ce métier, ils finiront par n'y plus laisser que du roc. On les accuse aussi de s'approprier quelquefois, pas très légalement, des restes d'épaves et d'être un peu demeurés les fils des « naufrageurs » d'antan. »

Le même Paul Gruyer leur trouve toutefois des circonstances atténuantes :

« Mais ils sont pauvres, mènent rude vie, risquent leur peau pour sauver les hommes, et c'est leur excuse s'ils gardent en échange quelques sacs de farine à demi gâtés par de l'eau salée. »

Selon Mme de Lalaing, cet engrais végétal était connu sous l'appellation "cendres de Molène".
Il semblerait que cette pratique ait eu pour origine une fraude liée à une volonté d'augmenter le volume des cendres de goémon :

« Le goémon ainsi recueilli est ensuite réduit en cendres par les insulaires, et celles-ci sont vendues sur le continent. Mais la misère a aiguisé l'astuce des Bretons de ces îles ; pour augmenter la quantité de leurs cendres, ils y mêlent le plus souvent la terre de bruyère, grise et friable, dont sont revêtus les rochers qu'ils habitent. Il y a quelques années, cette fraude donna lieu à une singulière réclamation ; on se plaignit au préfet du département de ce que les habitants de Molène, à force d'enlever la terre de leur île, la transportaient en détail sur le continent. Après examen, la justesse de la plainte fut reconnue, et des mesures furent prises pour arrêter cet abus. »

#### La construction de la nouvelle église de l'île
En 1879, le curé de l'Île-Molène demande le classement du clocher de la nouvelle église comme amer, afin d'obtenir une subvention supplémentaire pour la construction de l'église. Le ministère des travaux publics refuse ce classement, y voyant une astuce pour obtenir une subvention plus importante que celle déjà obtenue pour la dite construction. Le Conseil général du Finistère, en conséquence, décide lui aussi d'attendre avant de voter une nouvelle subvention. L'État avait déjà accordé en 1874 une subvention de 8 000 francs et le département une autre de 1 500 francs.

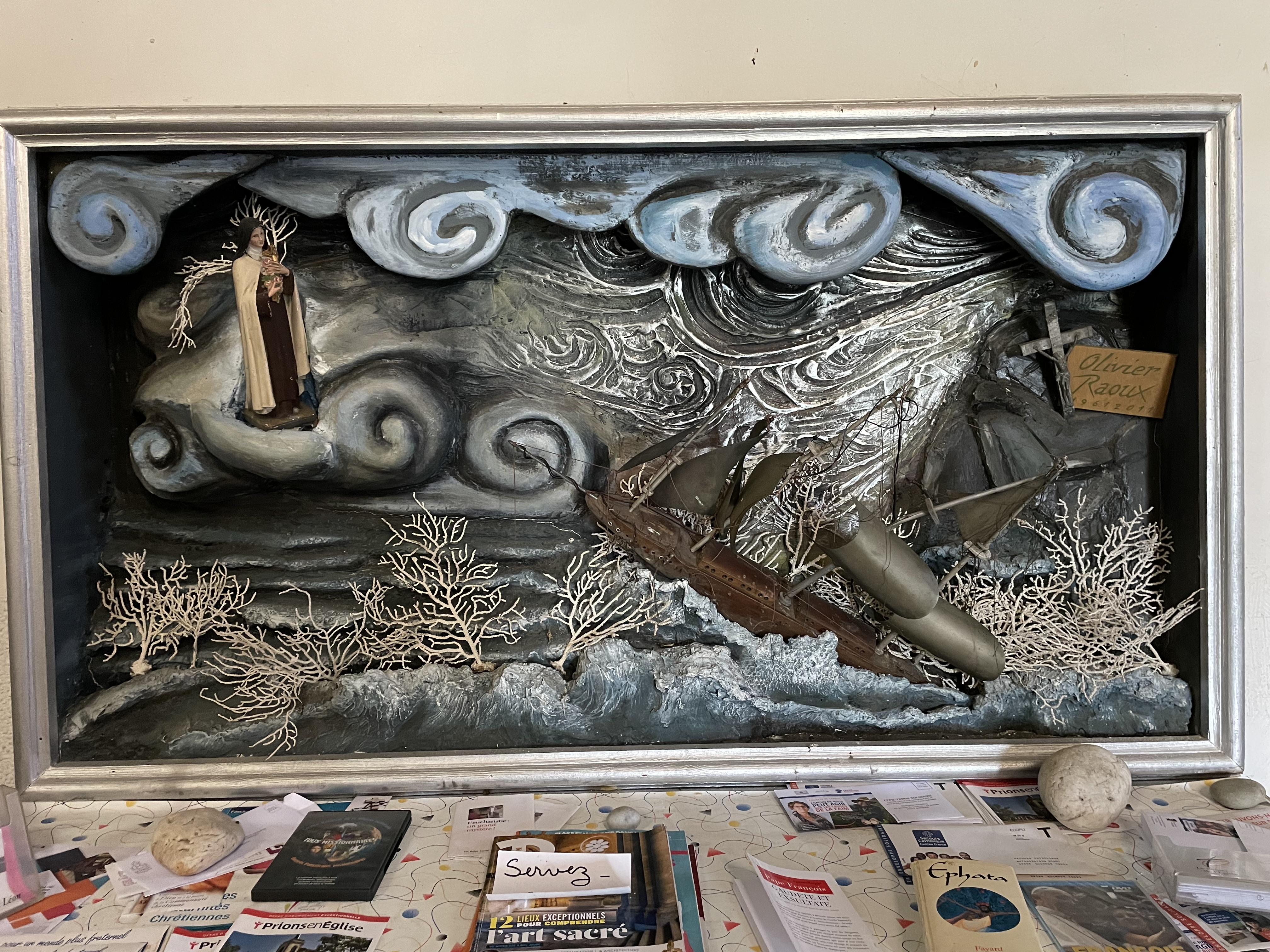
Ex-voto dans l'église St-Ronan

#### Descriptions de Molène vers la fin duXIXesiècle

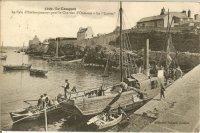
La Louise, premier courrier à vapeur reliant les îles au continent.

Une longue et intéressante description de l'archipel de Molène a été rédigée par Victor-Eugène Ardouin-Dumazet lors de son voyage dans ces îles effectué en septembre 1894. Seule la partie concernant l'ïle de Molène est retranscrite ci-après :

« Molène grandit. De loin cette terre basse développe en amphithéâtre une masse de maisons que nous prenons pour une grande ville, l’illusion est complète. Il semble que nous allons la toucher du doigt, mais ici les écueils se comptent par centaines, la Louise va de roche en roche pour doubler les Trois-Pierres, ces farouches écueils dont on nous avait parlé. Les Trois-Pierres se sont humanisées, il y a bien un peu de ressac, mais enfin nous entrons sans trop de secousses dans l'espèce d’anse ouverte par Lédénès de Molène, îlot parasite relié à l'île à marée basse, par une jetée sablonneuse et la terre principale. »

« La ville de tout à l'heure est devenue une humble bourgade de pêcheurs ; les maisons, basses, d’un blanc éclatant, se rangent en pente douce sur un plateau qui a l'apparence d’une lande rase. Un canot me conduit à terre ; le capitaine a peu de marchandises à décharger, il me recommande narquoisement de faire vite. Je le comprends, il s’imagine que je prends l'île pour une vaste terre, mais la carte me l'a appris : Molène a juste un kilomètre dans sa plus grande longueur, et 800 mètres à peine de largeur, c'est un ovale presque parfait. »

« Le village est propre, même gai, avec ses maisons basses escaladant la hauteur. Pas un arbre, mais contre les murs des rosiers et des fuchsias géants ; beaucoup de goémon séchant au soleil, à même la rue. Le goémon et la bouse de vache sont ici encore le combustible national. Justement dans la cheminée d’une maison ouverte flambe (?) un feu de ce genre. Une bonne femme vient de pétrir la pâte, elle en remplit un vase plat qu'elle pose sur la sole, là-dessus elle entasse son brasier de bouse de vache. C’est la façon locale de faire et cuire le pain. Les galettes ainsi obtenues n'ont rien de particulièrement appétissant, ni la forme, ni la couleur, ni le parfum. »

« Voici l'église, très humble ; une croix de pierre, quelques moulins à vent, plus loin, au point culminant ; dominant l'île, un sémaphore, 21 mètres au-dessus de la mer. J'y cours. De là, on découvre tout Molène, étroit plateau de 127 hectares. La surface est fauve, parce que la moisson d'orge est achevée ; des taches vertes sont formées par les champs de pommes de terre. Sur les 127 hectares de l'île, la moitié environ sont cultivés en champs grands comme une table, car la propriété n’est pas moins morcelée que dans les autres îles ; le reste est couvert par le village, les chemins, les moulins, les embryons d'ouvrages militaires installés sur la côte. »

« Ici encore les femmes seules cultivent la terre. Toute la population mâle est inscrite sur les registres de la marine et se livre à la pêche, le curé et l'instituteur seuls font exception à la règle. Les inscrits pêchent la langouste et le homard comme leurs voisins d'Ouessant. Marins intrépides, ils ont des embarcations réputées pour leur tenue à la mer. Pendant qu'ils sont à la pêche, les femmes bêchent ou moissonnent, récoltent le varech et fabriquent la soude. Ce sont elles qui entretiennent ces feux innombrables dont les épaisses fumées donnent à l'archipel un caractère si particulier. Ce sont elles encore qui exploitent pour le continent le sol de l'île : il a, paraît-il, de grandes qualités comme engrais. (…) »

« Je serais resté longtemps à contempler cet inoubliable tableau qui s'étend des côtes du Conquet aux farouches roches d’Ouessant, mais la Louise sifflait. Je me suis hâté d'accourir au port, entouré par les marchandes de homards et de langoustes puisant ces crustacés à même les viviers. Profitant de ce que le capitaine n'était pas encore revenu de la poste où il avait porté un sac de courrier, si menu et exigu, je commençais à interroger les pêcheurs pour connaître leur existence, quand le capitaine est arrivé et m'a ramené à bord. (…) Il me fallut quitter Molène, un des 569 habitants de l'île me fit promettre de revenir l'an prochain pour la fête patronale, saint Renan, qui a lieu le 15 août. Y retournerai-je jamais ? »

Dans une autre description datant presque de la même date (elle visite Molène en 1869), Valentine Vattier d'Ambroyse précise :

« Toute la population masculine vit de la mer, par la mer. Il n'y a pas une douzaine d'hommes qui ne soient pas inscrits maritimes ou pensionnés. La pêche, avant ou après le service, voilà leur existence. Dans les moments de repos, c'est-à-dire quand la mer n'est pas tenable, circonstance fréquente, ils essaient de faire pousser quelques récoltes sur l'étroit espace dont ils disposent. Les engrais marins les y aident. Ils ont défriché des îlots qu'au premier aspect on jugerait inaccessibles. (...) »

Benjamin Girard en 1889 écrit :

« En partie cultivée, elle donne des pommes de terre et du seigle, mais les produits du sol sont insuffisants pour nourrir la population, qui n'a pour ainsi dire, d'autres ressources que la pêche des crustacés et la fabrication de la soude. L'île n'est point cadastrée et est exempte d'impôts. Le port, qui compte une trentaine de bateaux de pêche, est protégé par un môle de 75 mètres de longueur, construit de 1864 à 1867. (...) On y trouve une école de garçons et une école de filles, bien suivies. »

La pauvreté reste grande à la fin du XIXe siècle, même si les conditions de vie s'améliorent lentement, si l'on en juge par cette évocation en 1872 par Théophile de Pompéry, conseiller général, des Îles de Sein et de Molène :

« Autrefois, les habitants de ces Îles n'avaient pas de quoi vivre et c'était le Gouvernement qui pourvoyait à leur subsistance en leur abandonnant des vivres de marine légèrement avariés. Aujourd'hui, ils se passent de l'assistance du Gouvernement ; ils vivent bien et mangent du pain blanc au lieu de pain noir. »

En 1895, un mareyeur de l'Aber-Wrac'h, qui achetait jusque-là des langoustes et des homards à Molène pour les mettre dans son vivier, décide d'acheter désormais en Espagne les crustacés dont il a besoin, privant les îliens d'un débouché notable.
C'est en 1877 que l'Île-Molène est reliée télégraphiquement au continent, grâce à un câble venant de Porsmoguer en Plouarzel.

### LeXXesiècle

#### Avant laPremière Guerre mondiale
En 1900, le journal La Presse s'inquiète que « l'île Molène, qui compte six cents habitants, (…) ainsi que les autres îles de l'archipel d'Ouessant n'ont aucune protection contre un ennemi venu du large. Dans toutes ces îles [sauf à Ouessant] n'existe ni un canon, ni un soldat : elles sont à la merci de l'ennemi ».

##### La persistance des difficultés de ravitaillement et la misère

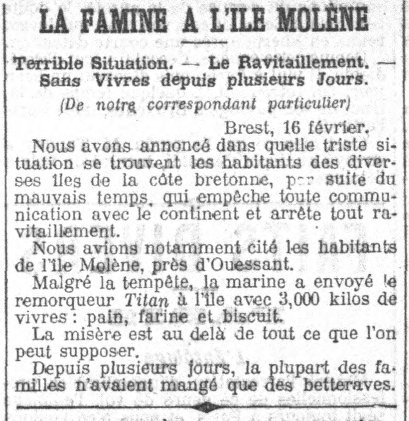
La famine à l'île Molène (journal Le Petit Parisien du 17 février 1904).

Le 27 décembre 1891, le journal La Lanterne évoque le sort des habitants de l'îlot de Trielen, qui ont failli mourir de faim :

« Pendant la dernière tempête, les 25 habitants de l'île de Trielen ont failli mourir de faim : la mer avait emporté le seul bateau de l'île. Ils ont mis alors un pavillon en berne ; le sémaphore de l'île Molène, dès qu'il eut aperçut le signal, envoya le bateau de sauvetage porter des vivres. »

Le 3 janvier 1897, la Gazette du village écrit que les habitants de Molène sont menacés de famine : 

« Samedi, il n'y avait ni pain, ni biscuit, ni viande. (…) L'île elle-même ne présente aucune ressource ; quelques insulaires ont une réserve de pommes de terre et de lard salé, les autres vivent au jour le jour. Un remorqueur de Brest a été envoyé, mais l'état de la mer ne lui a pas permis d'aborder pendant plusieurs jours. »

Le journal Le Petit Parisien, sous le titre : « Une île affamée » écrit le 31 janvier 1901 :

« Les habitants de l'île Molène commencent à se trouver dans une situation des plus critiques. Par suite de la tempête violente qui a sévi dans ces parages, aucun navire n'a pu depuis quelques jours accoster dans l'île. Les provisions sont épuisées et le maire a télégraphié au sous-préfet de Brest demandant au secours. (....) Ordre a été donné au remorqueur Titan d'embarquer une provision de vivres de toutes sortes, provenant des magasins d'approvisionnement de la marine. On espère que le Titan, qui est parti à midi, pourra accoster et ravitailler les cinq cent cinquante habitants de l'île. »

Le 27 janvier 1903, le journal Le Figaro écrit : « On nous télégraphie que la situation des pêcheurs de l'île Molène est exceptionnellement critique. Les boulangers, à leur tour, sont atteints et sont contraints de fermer le crédit aux pêcheurs qui ne les payent pas ». En janvier 1903, le consul anglais de Brest remet au préfet maritime de Brest 1 000 francs, produit d'une souscription faite en Grande-Bretagne pour venir en aide aux pêcheurs d'Ouessant et de Molène en proie à la misère. Le 8 février 1904, le journal Le Petit Parisien écrit : « le maire de l'île Molène signale aux autorités maritimes que ses administrés sont dans la plus profonde détresse, l'île ayant été absolument ravagée par les tempêtes continuelles de cet hiver, notamment par le raz-de-marée du 5 février ». Le 17 février 1904, le même journal écrit, sous le titre : "La famine à l'Île-Molène" :

« Nous avons annoncé dans quelle triste situation se trouvent les habitants des diverses îles de la côte bretonne, à la suite du mauvais temps qui empêche toute communication avec le continent et arrête tout ravitaillement. (...) La misère est au-delà de tout ce qu'on peut supposer. Depuis plusieurs jours, la plupart des familles n'avaient mangé que des betteraves. »

Le journal La Lanterne écrit le 9 février 1904, précisant par ailleurs que le remorqueur Titan est parvenu à rejoindre l'île la veille pour y débarquer 3 000 kilos de vivres (pain, farines, biscuits) :

« On peut s'étonner que cette île soit, du fait de la tempête, privée des ressources les plus élémentaires. Formée de rochers, l'île n'est recouverte que d'une mince couche de terre arable où ne poussent que de l'orge et des pommes de terre ; mais, l'année dernière, la récolte d'orge a été plus que médiocre et celle des pommes de terre a été complètement manquée. La population de l'île ne vit que de la pêche des langoustes et de la récolte des goémons. La tempête de la fin novembre a détruit ou détérioré les engins de pêche et la récolte des goémons est moins que rémunératrice ; de plus la tempête du 2 février a enlevé tout le goémon recueilli. Enfin, le dernier raz de marée a balayé, en beaucoup de points, la terre végétale. »

Le 16 février 1904, le journal La Presse écrit : « La situation est très grave à l'île Molène. Depuis dix jours, par suite de la tempête, l'île se trouve privée de communications avec le continent. Les provisions de pain, biscuit, farine, pommes de terre, manquent presque partout. Le maire a câblé hier et aujourd'hui que la famine est imminente et demande du secours ». Le même jour, le maire de Molène télégraphie que, faute de pain, il a fait distribuer à la population toute l'épicerie qui restait dans l'île.
Le 21 février 1904, le Journal des débats politiques et littéraires indique :

« L'île Molène va être désormais protégée contre la famine. Le Président du Conseil, le préfet du Finistère et le vice-amiral préfet maritime du deuxième arrondissement, ont pris diverses mesures pour constituer un stock d'approvisionnement de 700 kg de farine et de 300 kg de viande de bœuf »

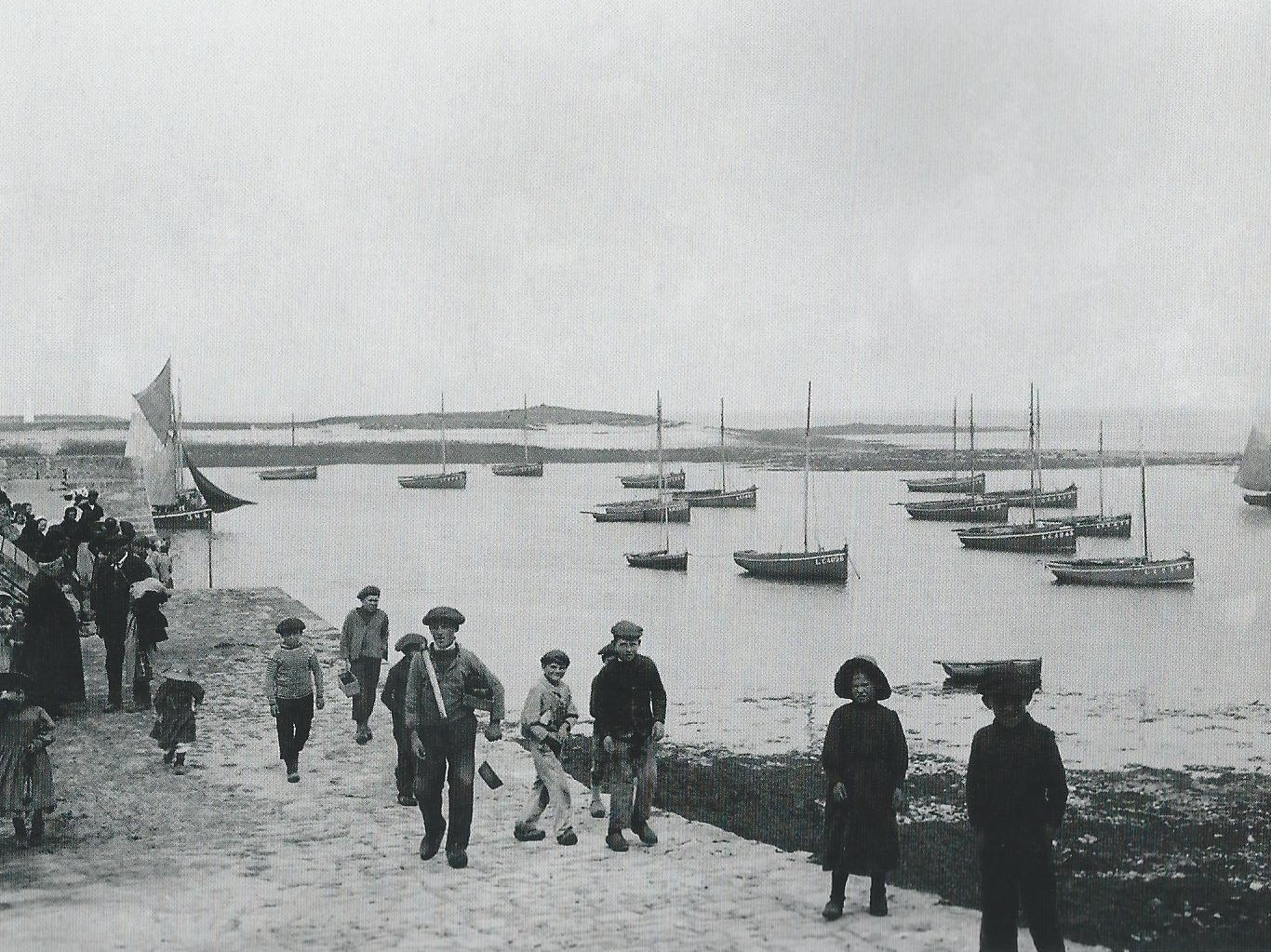
Le port de Molène en 1912 (photographie de Jacques de Thézac).

L'année 1909 fut difficile : le 9 janvier 1909, le journal Le Petit Parisien écrit : « Une épidémie de diarrhée sévit à Molène. Les habitants ont été obligés de boire de la mauvaise eau pendant plusieurs jours ». Le 9 septembre 1909, le journal Le Figaro écrit : « À la suite de la sécheresse qui a contraint les habitants de l'île de Molène à absorber l'eau saumâtre de l'unique citerne de l'île, une épidémie assez grave de diarrhée et de cholérine ; vient de se déclarer dans l'île. Le préfet a interdit l'accès de l'île aux marins et soldats. Le service postal même va être suspendu ». Le 8 décembre 1909 encore, le journal La Lanterne écrit : « Depuis plus de huit jours, en raison de la tempête, le vapeur Travailleur n'a pu quitter le port du Conquet pour ravitailler les habitants des îles Molène et Ouessant, qui sont réduits, depuis cinq jours, à se nourrir exclusivement de pommes de terre. Le pain et le biscuit manquent totalement ».
En 1912, André Savignon précise que l'île n'a pas de boulangerie : « Là, des canots bruyants entourèrent la Louise. Ils étaient pilotés par des gamins auxquels on jeta des sacs de pain, car l'îlot n'a pas de boulangerie. La semaine d'avant, le pain était arrivé si détrempé par l'eau embarquée pendant une traversée difficile, que les habitants avaient dû le refuser ».
Ces difficultés de ravitaillement se poursuivirent : le journal Le Petit Parisien du 3 janvier 1925 écrit : « Le vapeur qui ravitaille chaque semaine les îles du Finistère n'ayant pu accoster à Molène, les habitants sont privés de farine, de pain et de viande ».
Parfois, c'est l'eau potable qui manque : par exemple, le journal La Lanterne écrit le 10 juillet 1921 : « On signale qu'avec la sécheresse persistante, le seul puits qui alimente Molène est complètement à sec et que la population est sans eau ».

##### Les autres faits du début duXXesiècle
Un fait divers tragique se produisit à Molène le 25 novembre 1901, un adolescent de 14 ans tuant sa mère, veuve, qui envisageait de se remarier.
Le 2 février 1904, Molène fut victime d'un raz-de-marée d'une ampleur exceptionnelle qui balaya toute l'île de Béniguet et en rendit les terres stériles, à cause du sel, pendant quatre ans. Dans l'île même de Molène, la mer pénètre sur une centaine de mètres une bonne partie du pourtour de l'île, rendant « stérile une partie des terres cultivées, mais aussi emport[ant] toute la récolte de goémon péniblement amassée et séchée durant les mois d'été et d'automne pour la soude et l'engrais des champs ; la seule perte du goémon destinée à la production de soude fut estimée entre 15 et 20 000 francs ; les habitations, blotties sur le versant est, ne furent pas touchées ». Le 17 février 1904, le journal Le Petit Parisien écrit même que les habitants de Molène envisagent sérieusement d'abandonner leur île, où les habitants ne trouvent plus de quoi vivre. Le maire de l'époque, Le Mao, déclare : « Le budget communal de Molène se chiffre par un déficit, les dépenses obligatoires étant de 950 francs et les recettes de 500 francs seulement ; il y a donc impossibilité d'améliorer la situation des îliens ».
La querelle des inventaires concerne l'Île-Molène comme l'écrit le journal Le Figaro du 9 décembre 1906 :

« [L]a visite [du percepteur du Conquet] à l'Île-Molène, dans la matinée, n'avait pas donné de meilleurs résultats. Après s'être entretenu avec le maire, il avait voulu pénétrer dans l'église, mais il en a été empêché par les fidèles. Pris entre les battants de la porte, il a dû se retirer rapidement à bord du Léon Bourdeiles, bateau des Ponts et Chaussées, qui l'avait amené. »

Le 11 décembre 1906, il est enfin procédé à l'inventaire :

« 50 soldats d'infanterie coloniale et 30 gendarmes se sont embarqués à bord du Titan, à Molène. M. Fontanes, sous-préfet, et les autres représentants du gouvernement, ont été reçus par M. Mao, maire. Les paroissiens réunis devant l'église ont crié : « Vive l'Église ! Vive la France ! ». Le curé, M. l'abbé Pelleter, a lu une énergique protestation. Les portes ont été enfoncées à coups de haches, de pics et de pioches, puis l'inventaire a eu lieu. Un superbe calice en or, offert par la reine d'Angleterre, est compris dans l'inventaire. Au départ des agents du gouvernement, les manifestants ont poussé des cris hostiles. Une cérémonie de réparation a eu lieu. »

Le 14 juillet 1910, les habitants de Molène, privés de sage-femme, adressent une supplique au sous-préfet de Brest :

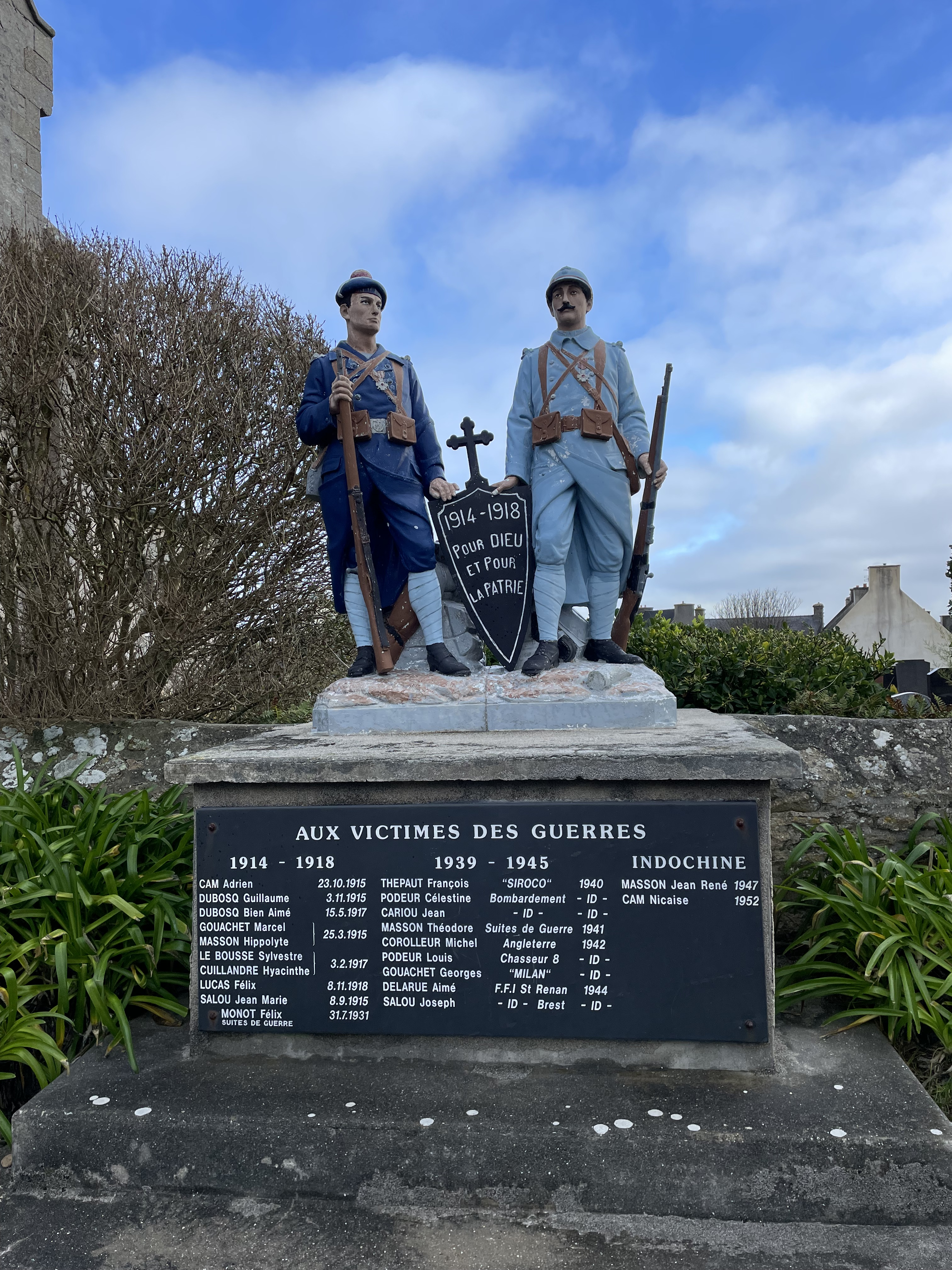
Monuments aux Morts de Molène

« Depuis le mois de mars dernier (...) l'île est privée de sage-femme [la précédente est décédée]. « Plusieurs d'entre nous ont dû expédier sur le continent leur femme sur le point de devenir mère. Il en résulte que notre foyer est désert et que nos autres enfants sont privés des soins les plus élémentaires ». Le plus triste est que, d'après les pétitionnaires, leurs compagnes sont très prolifiques et qu'un grand nombre d'entre elles sont dans un état très intéressant, il y a donc urgence. »

Monument aux Morts de Molène

##### Le sémaphore de Molène
Le sémaphore de Molène a été construit en 1908 ; auparavant, on hissait un drapeau en haut d'un simple mât pour avertir d'un naufrage et alerter les marins de l'île. Ce sémaphore n'est plus en activité depuis 1983.

#### L'entre-deux-guerres

##### Les liaisons avec le continent
Le débarquement à Molène reste difficile et haut en couleur. En voici une description qui date de 1918 :

« Des barques environnent aussitôt le vapeur, venant chercher les passagers et les provisions. Le débarquement des bestiaux et des porcs es plutôt mouvementé ; enfin, à grand renfort de cris et de bourrades, parmi les lazzi des spectateurs, l'embarquement se termine et les barques à force de rames regagnent la cale, tandis que le vapeur recommence à cheminer à travers les récifs. »

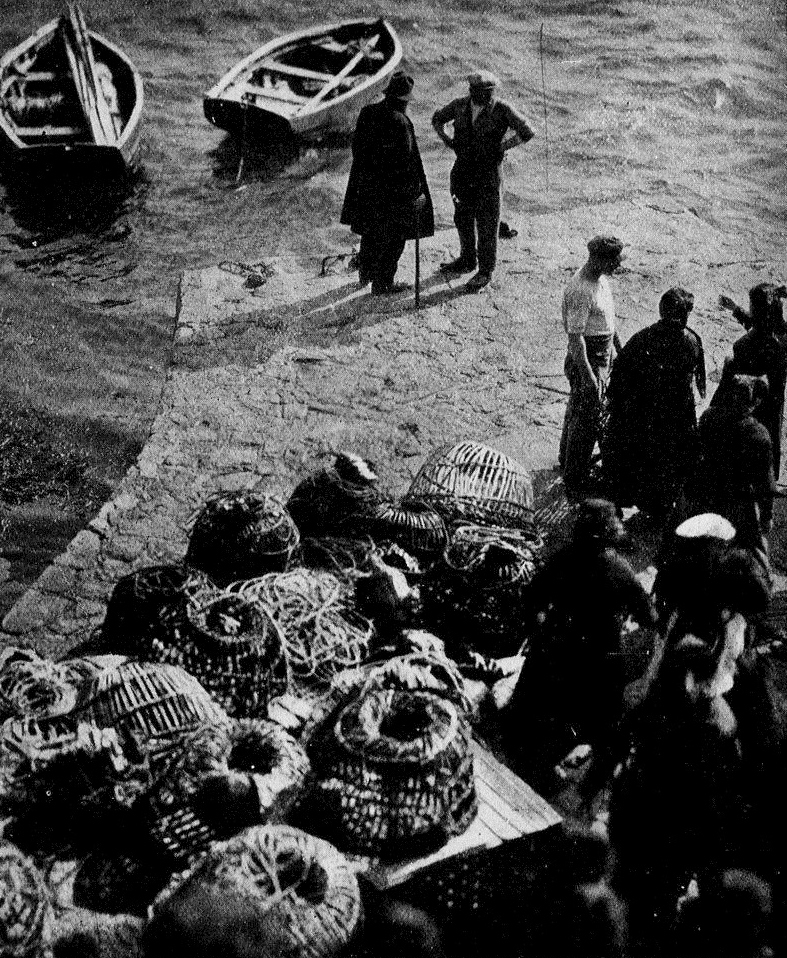
Homardiers de Molène en 1925 : casiers séchant dans le port avant le départ des pêcheurs (photo tirée du film de Jean Epstein).

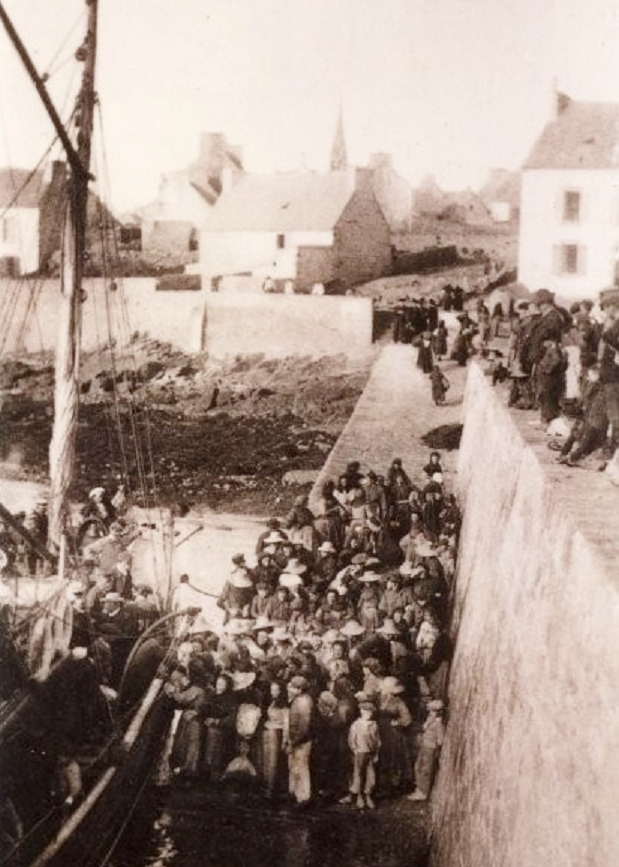
Le débarquement à l'Île-Molène vers 1920.

En novembre 1921, une femme de Molène âgée de 40 ans, Madame Marcel Masson, met au monde son dix-huitième enfant.
Le 9 août 1921, une agence postale s'ouvre à Molène.
Le raz-de-marée du 9 janvier 1924 ne provoque pas trop de dégâts à Molène : « seules les maisons situées à l'ouest ont beaucoup souffert ».
C'est en 1924 qu'est acheté par le département du Finistère pour assurer le service des îles de Molène et Ouessant le Celuta, vapeur de 39 m de long et 6,30 m de large, construit en 1905 en Écosse et qui avait appartenu sous le nom de Yoskil dans un premier temps à Ferdinand Ier de Bulgarie avant d'être plusieurs fois revendu. Rebaptisé Enez Eussa en 1925, il est armé par la Compagnie des Chemins de fer départementaux du Finistère et peut transporter 250 passagers l'hiver, 350 l'été. Victime d'un abordage accidentel dans le port de Brest en 1930, il est réparé. En 1944, il est coulé à l'embouchure de l'Élorn, renfloué en 1945 et reprend du service en 1946 après d'importantes réparations et transformations, jusqu'en 1960, date à laquelle il est remplacé par l' Enez Eussa II.
En 1930, l'île n'a pas de médecin. Elle en a eu un jusqu'au 22 avril 1928, date du décès du docteur Tricard, ancien médecin de marine, inhumé à Molène.

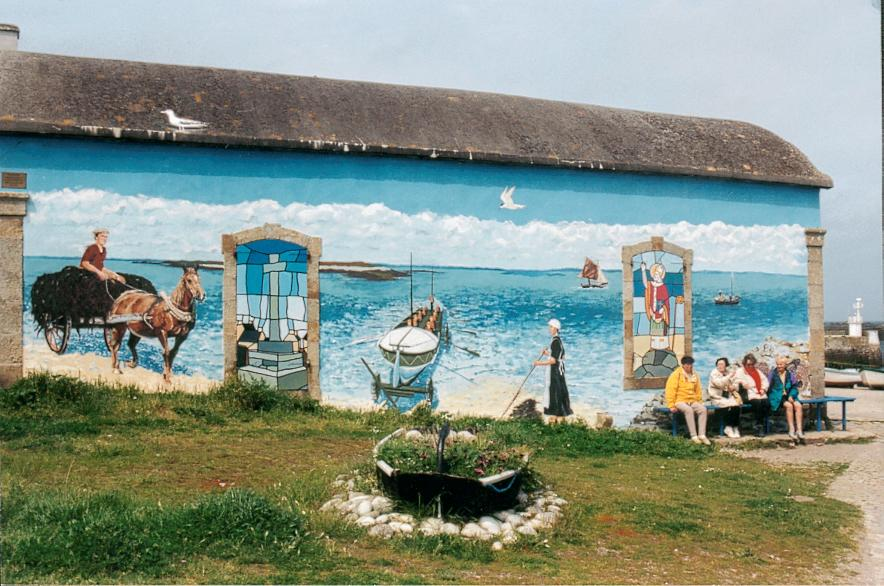
Fresque sur un mur de l'abri Amiral-Roussin.

Le journal La Croix fait cette description de l'Île-Molène en 1935 :

« Le débarquement s'opère avec mille difficultés et, lorsque le temps est mauvais, il devient impossible. Le vapeur reste au large : une vedette à moteur vient cueillir, pèle-mêle, colis et passagers, qui s'entassent au petit bonheur ; à basse mer, il faut encore recourir, à quelques brasses de la côte, aux petites embarcations des pêcheurs, qui vous déposent enfin au pied d'une jetée minimale prolongeant le quai, et derrière laquelle se rangent tant bien que mal cotres et langoustiers. Sur le versant Sud-Ouest du rocher granitique qui s'élève peine à 10 mètres au-dessus du niveau de la mer, et le long des pentes caillouteuses descendant vers les grèves, s'entassent les chétives demeures de la pittoresque localité. Maisons modestes, à peine crépies, mais propres à l'intérieur, accolées l'une à l'autre au point que les ruelles qui les séparent ne peuvent livrer passage qu'à deux personnes à la fois et que, les bras tendus, on touche les murailles opposées. Ces ruelles, toutes en pente, sont pavées de cailloux acérés, sauf quelques-unes revêtues en leur milieu d'un ciment inégal et bosselé. Tous ces sentiers mènent vers le port composé d'un quai exigu que termine, à l'appui du môle court et trapu, une cale étroite où se débarquent passagers, marchandises et produits de la pêche. Sur le quai, au débouché de la cale, une maison de jolie apparence s'intitule gravement "Restaurant du port", qui délivre à bon marché aux voyageurs une saine nourriture de crabes et de poissons frais. »

« En face, une langue sableuse, jalonnée de morceaux de goémon sec et de cabanes de refuge, remplace la digue inexistante, et accorde à l'humble port une certaine sécurité d'ancrage. Dans l'espace compris entre cet îlot et le quai, les barques viennent s'amarrer, luisantes de peintures vives, et leurs casiers à langoustes débordent des bas appontements. C'est d'ailleurs la seule pêche à laquelle s'intéressent les habitants de Molène, et qui n'est pas toujours fructueuse. Au temps de la prospérité, non seulement les crustacés se vendaient, mais l'industrie de la soude amenait dans cette île rocailleuse des bénéfices dont vivaient largement les familles nombreuses de l'endroit. »

« À Molène, tous les hommes sont marins-pêcheurs ; peu s'expatrient comme le font ceux d'Ouessant, prompts à s'engager au long-cours ou au cabotage. Ici, ils se contentent de vivre simplement et aiment leur île d'une affection sans partage. Combien n'en ai-je pas entendu dire qu'ils préféraient leur petite terre isolée au séjour des grands ports maritimes, malgré les incommodités, la vie monotone et pénible, les frimas dont l'hiver couvre inlassablement les bords de leur rocher perdu ? Les vivres, à l'exception des choses de la mer, y sont mesurés. Le pain, qu'un seul boulanger fournit à grands coups d'interminables crédits, risque les jours de tempête de faire défaut quand la farine ne peut être débarquée ; l'eau elle-même, avec le puits de Saint-Renan, se donne avec parcimonie et doit être importée du continent et conservée dans une citerne en ruines. Malgré tout, fidèles à leur pays déshérité, aux mânes de leurs ancêtres, à la misère, les intrépides habitants de ces lieux désolés vivent heureux et isolés du monde. »

« Sur les hauteurs de l'île, un sémaphore s'élève, d'où l'on a le spectacle de la toute petite terre environnée d'écueils moutonnants, blocs de granit acérés,qui lui font comme une couronne d'épines. Près du sémaphore, une église modeste que domine un clocher à jour offre aux visiteurs l'accueil consolant de sa saine simplicité ; les murs intérieurs en sont couverts de gracieuses enluminures et de naïfs ex-voto. (...) Deux prêtres aimables, dont l'un de surcroît dirige l'école libre, desservent la paroisse insulaire (...). « La population est excellente », disait le bon recteur, « mais bien privée de ressources par les maigres apports de la pêche côtière. Et, depuis longtemps, celle-ci ne donne pas ce qu'on pourrait attendre de l'effort continu des travailleurs. Le besoin règne en maître sur la bourgade, et les commerçants y demeurent les éternels banquiers des pauvres gens. On les paye aux jours d'abondance, mais comme tout le monde est honnête, le créancier perçoit, à intervalles plus ou moins longs, l'argent qui lui est dû ». »

« L'Île Molène affecte la forme d'une irrégulière circonférence, enceinte de rochers bas dont les abords sont impraticables et dont le port seul, protégé à marée basse par un sillon de galets, permet un accostage facile. Alentour, les vagues et les courants d'une inexprimable puissance interdisent tout accès, et seuls des marins expérimentés peuvent se risquer dans ces endroits dangereux. Ils l'osent, parce que ce sont des hommes intrépides, et que la mer, ils la connaissent depuis l'enfance, leurs premiers pas les ayant inévitablement menés vers les rochers couverts d'écume et les grèves de sable doré. Accueillants et hospitaliers, les Molénais professent pour l'étranger un respect non exempt de familiarité : cela tient à ce que, ne recevant pas journellement de nouvelles de la "grande terre", ils sont avides d'informations sur tout ce qui se passe en dehors de leur tout petit pays. Bien plus, ils ont appris à leurs enfants à saluer poliment le voyageur qui les frôle dans les ruelles étroites et à s'empresser d'en satisfaire les moindres désirs. »

« Au bout du quai minuscule qui dessine le port, un hangar imposant abrite le canot de sauvetage à deux moteurs, indispensable dans cette région, toujours prêt à être lancé, et dont les équipages se relaient pour les départs fréquents. Au premier signal d'alarme, rapidement donné grâce à la T.S.F., les marins accourus font glisser sur les rails le colosse insubmersible, s'entourent de leurs ceintures de liège et se hâtent de toute la vitesse des machines vers le lieu présumé du sinistre. Rapidement, ils joignent le navire en péril et s'efforcent de tirer de leur mauvaise situation les malheureux surpris par l'ouragan. Leurs exploits sont légion et ne se comptent plus. »

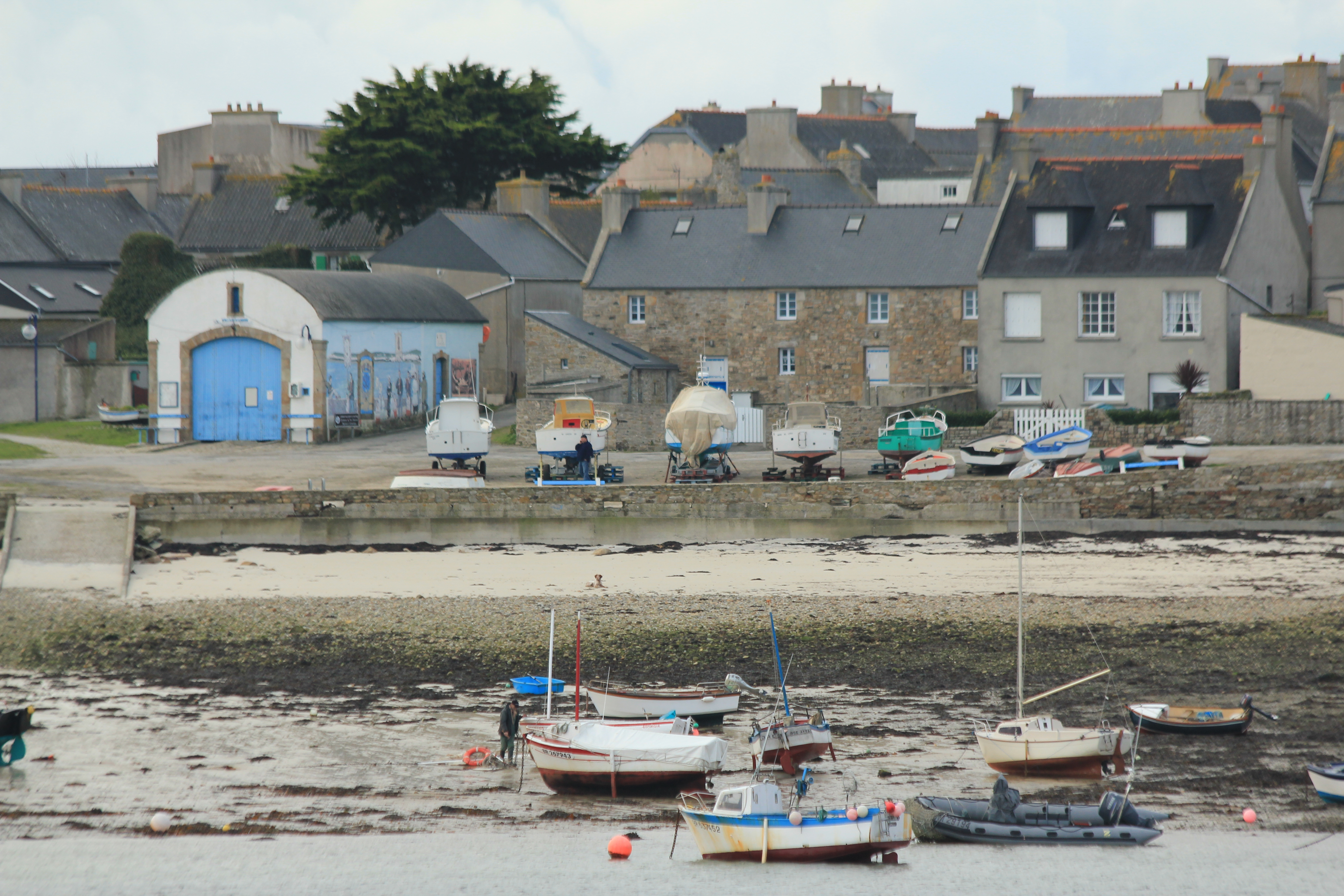
Molène : le port et l'abri Amiral-Roussin.
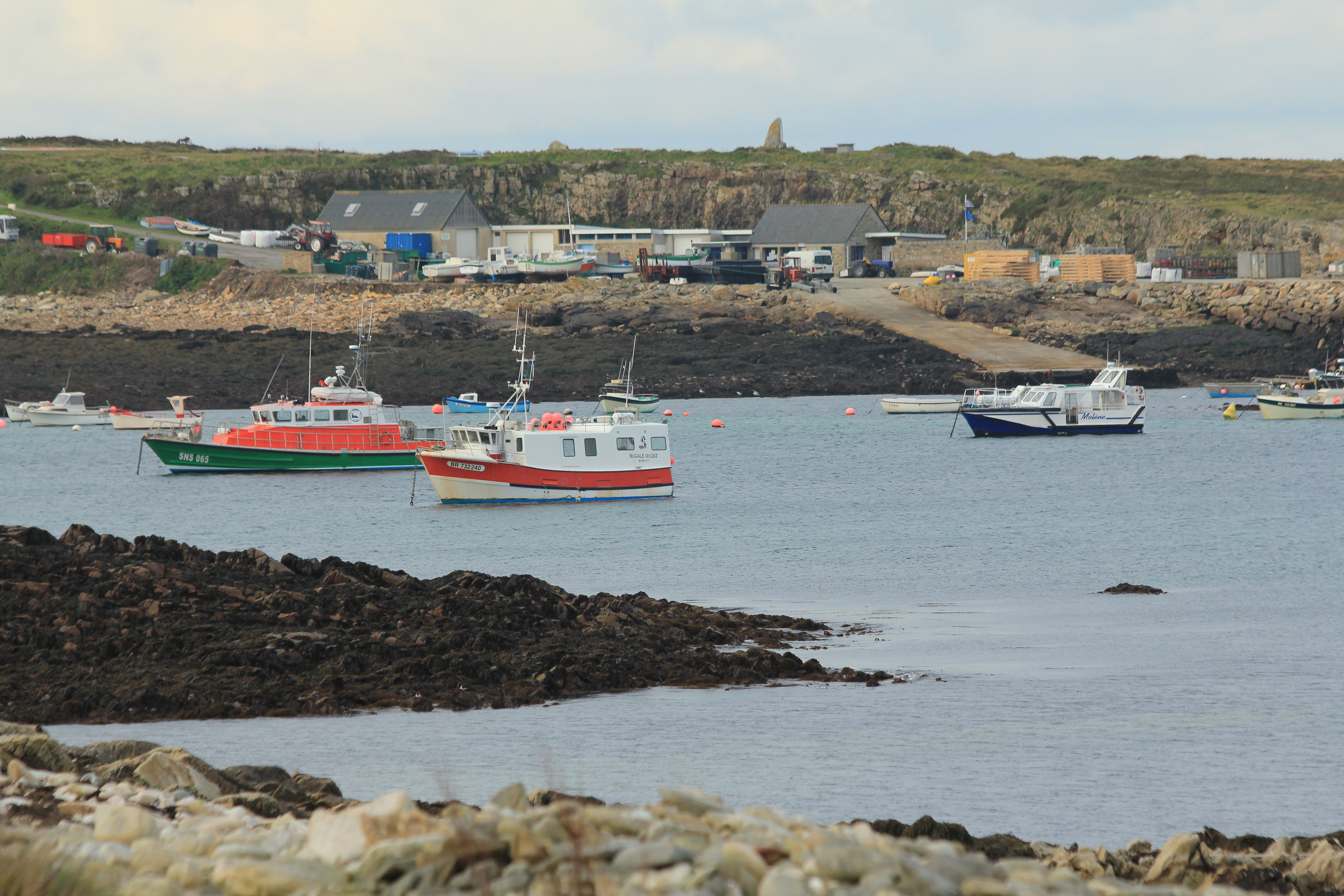
Le port de Molène : la zone de débarquement du fret et de chantier, avec le mouillage en "eau profonde".
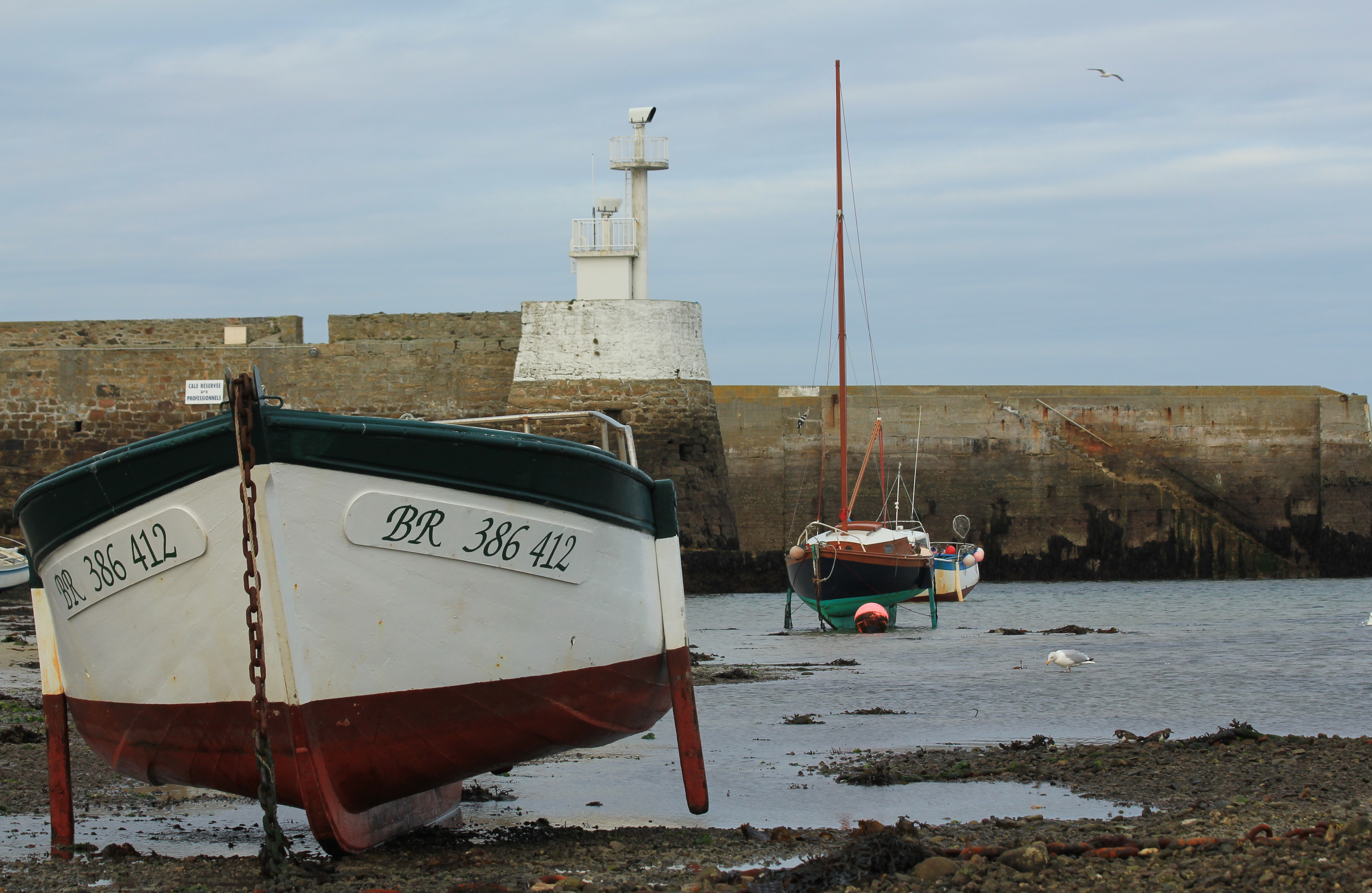
Le port de pêche de Molène à marée basse 1.
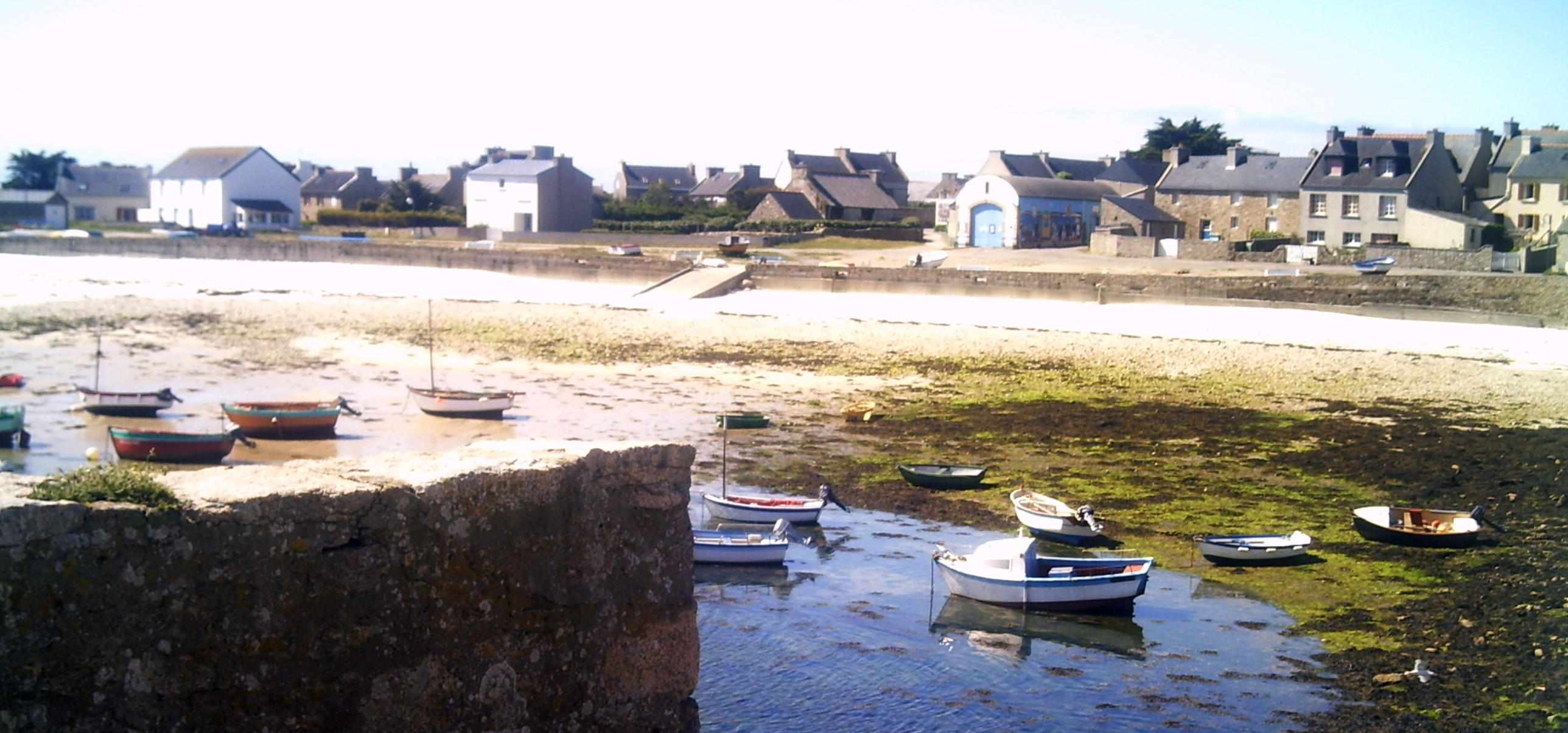
Le port de Molène à marée basse 2.
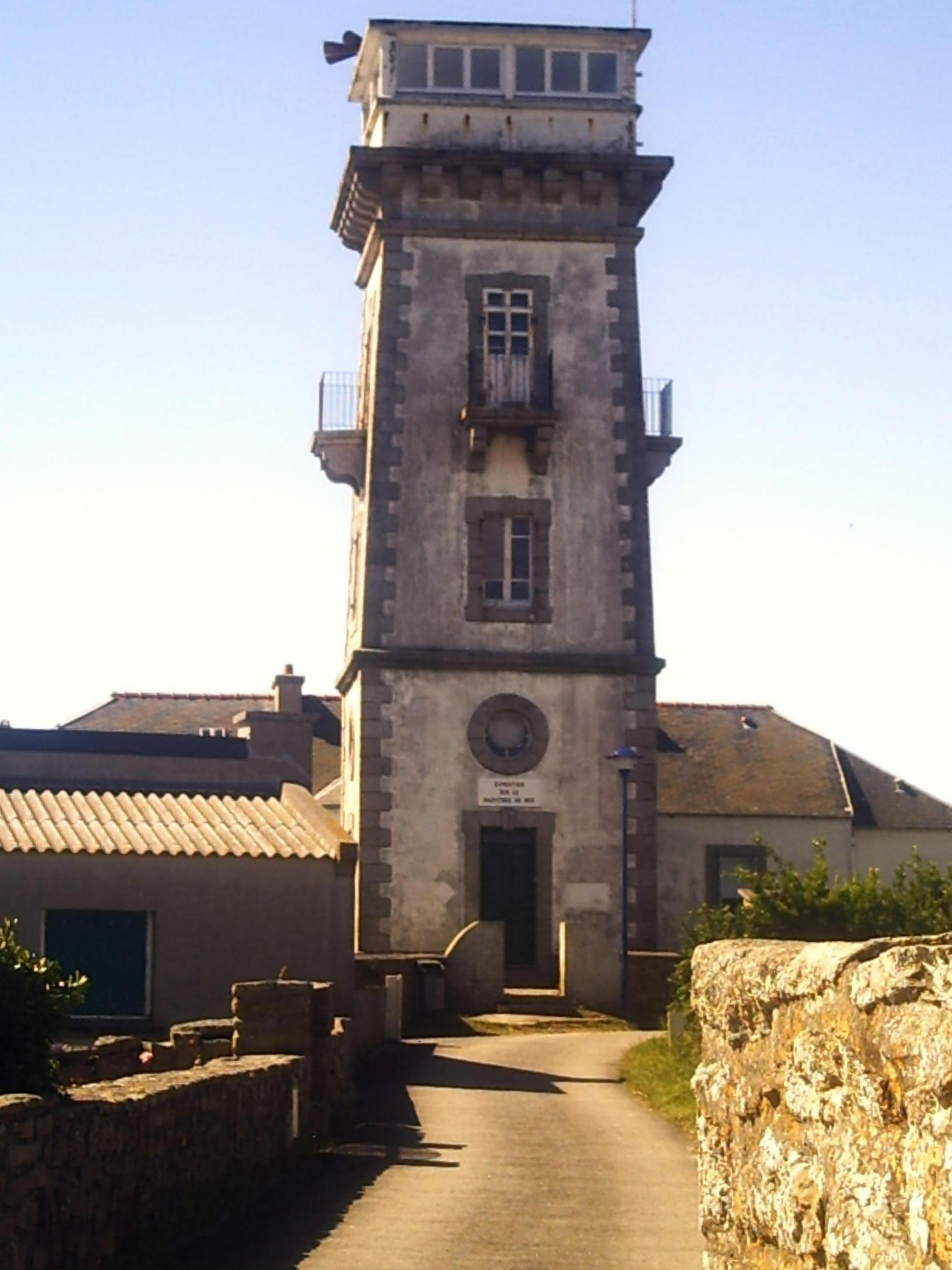
Le sémaphore de Molène.
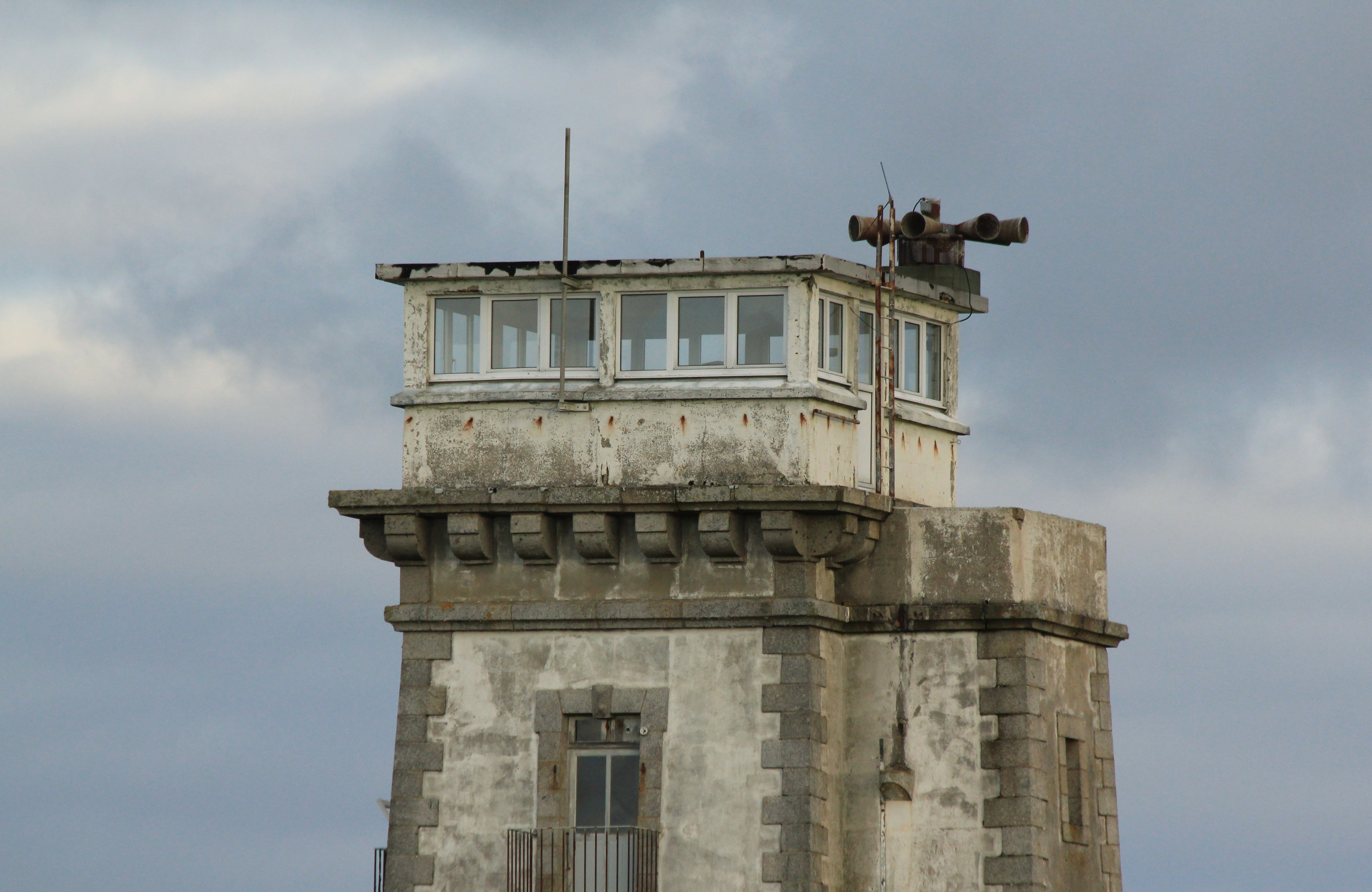
Le sémaphore de Molène (partie supérieure).

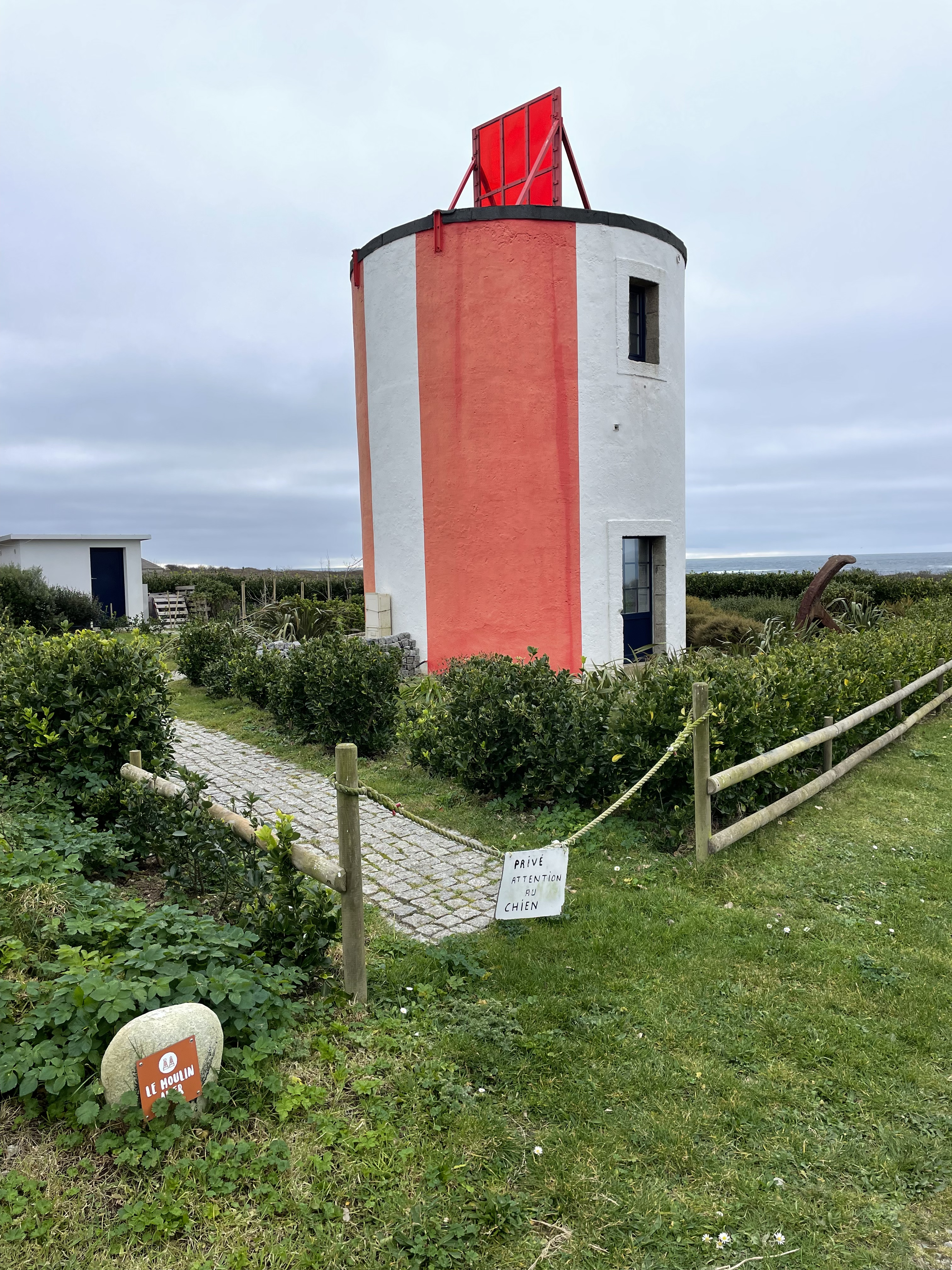
Ancien moulin de Molène reconverti en habitation

##### La pêche et le ramassage du goémon
En 1937, selon un article du journal Ouest-Éclair, « À Molène, la pêche est pratiquée par 33 bateaux à moteur et 23 bateaux à voiles, montés par 153 marins. 200 familles vivent uniquement du produit de la pêche. La moyenne des gains par part, depuis un an, a été de 4 500 francs au maximum ; sur plusieurs bateaux, la part du matelot n'a pas dépassé 2 500 francs. L'hiver a été particulièrement désastreux. (…) Plusieurs familles, chargées d'enfants, ne vivent, comme dans presque tous les ports de pêche, que grâce à la pension d'un vieux parent inscrit maritime ».
Vers le milieu du XXe siècle encore, la grève et l'estran étaient divisés en parcelles où chaque famille ramassait son petit goémon (chondrus crispus), dénommé localement pioka, mis ensuite à sécher au soleil, avant d'être vendu aux usines du continent.

##### La vie rurale
Chaque famille possédait du terrain, de tout petits lopins entourés d’un muret et délimités par des bornes appelées « arces ». De la même façon, beaucoup de familles élevaient des moutons ou des cochons, dans une moindre mesure des vaches. À la différence d’Ouessant, les moutons n’étaient non pas élevés pour leur laine, mais principalement pour la viande, et étaient attachés par couple (l’agneau et la mère). Les cochons étaient élevés dans des crèches mitoyennes aux habitations. On tuait le cochon entre septembre et novembre lors de la « Fest An Hourc’h » : on y invitait ses voisins et ses amis à partager la charcuterie et une partie des salaisons prévues pour l’année.
En mars 1938, l'électricité parvient à Molène, pour quelques heures par jour seulement au début.

#### La Deuxième Guerre mondiale
Le 19 juin 1940, seize civils et cinq militaires ont quitté l'île et rallié l'Angleterre à bord du canot de sauvetage Jean-Charcot mené par Michel Corolleur.
Molène est libérée le 25 août 1944 : des FFI du bataillon de Ploudalmézeau, des marins et des pêcheurs attaquent par surprise la petite garnison allemande, qui fuit dans une vedette rapide dont elle disposait et gagna Ouessant, qui ne fut libéré que début septembre.

#### L'après Seconde Guerre mondiale
À partir de 1961, Sein, Ouessant et Molène reçoivent deux fois par semaine leur courrier en hélicoptère.
En 1963, un nouveau môle de 80 mètres de long est construit dans le port de Molène, relié par un terre-plein de 43 mètres à l'ancien môle de 75 mètres de long construit entre 1864 et 1867. Une digue protégeant un embarcadère sont construits en 1975, permettant aux bateaux de passagers d'accoster directement à quai, mais en partie détruits par une violente tempête en 1984. Ils furent reconstruits. Une autre violente tempête survient le 10 mars 2008, endommageant la gare maritime et drossant des canots sur le quai.
Entre le 13 juin et le 24 septembre 1995, le Molénais Jo Le Guen traverse l'océan Atlantique à la rame.

### LeXXIesiècle
Alors que l'agriculture avait disparu de Molène, un agriculteur s'est installé en 2017 pratiquant le maraîchage en circuit court.
Un projet d'installation de panneaux solaires au-dessus de la dalle de béton recouvrant l'impluvium est remis en question en 2021 en raison de la crainte de voir l'eau qui glissera sur les panneaux solaires polluée par ceux-ci. Ces panneaux solaires sont censés couvrir 69 % des besoins électriques de l'île.

### Les naufrages et sauvetages dans les parages de Molène

#### L'attitude des Molénais lors des naufrages
Comme ceux d'Ouessant, du Pays pagan ou du Pays bigouden, les Molénais ont longtemps eu une réputation de naufrageur, certainement exagérée, même si l'usage du droit de bris était par contre pratique courante. Un cantique breton ne dit-il pas :
Madame Marie de Molène

À mon île envoyez naufrage

Et vous Monsieur Saint Renan

N'en envoyez pas un seulement

Envoyez-en deux, trois plutôt…
À partir du milieu du XIXe siècle au moins (sans doute avant), les Molénais se montrèrent au contraire pleins de compassion à l'égard des naufragés comme le montre ce récit lors du naufrage du Waratah le 3 mars 1848 :

« Sur la pointe de Molène, au point du jour, on récita pour les agonisants la prière des morts. Suivant le pieux usage de l'île, un prêtre, le recteur, vêtu de ses ornements noirs, disait à haute voix les versets du Miserere ; femmes et enfants, agenouillés autour d'une croix portative, lui répondaient avec angoisse. »

Le 9 février 1898, le journal La Lanterne écrit :

« Le maire de l'Île-Molène a télégraphié à la préfecture maritime [de Brest] pour demander des forces afin de rétablir la tranquillité parmi les pêcheurs de l'île. Ceux-ci s'emparent des nombreuses épaves provenant du naufrage du steamer Gallia et d'autres navires, et refusent de les déposer au bureau maritime. Le préfet a envoyé un vapeur avec plusieurs gendarmes. »

Le même journal du 10 février 1898 écrit : « L'ordre est rétabli à Molène. Les gendarmes de Brest sont de retour ».
Le naufrage du Vesper, chargé de vin, sur les rochers d'Ouessant, le 2 novembre 1903, provoqua une dérive des fûts qui allèrent s'échouer en fonction des courants ; ce fut l'occasion d'orgies à l'Île-Molène comme à Ouessant et le long de la côte du Léon.
En 1905 encore, le journal La Lanterne écrit : « L'Umzumbi, remorqué par deux vapeurs, est arrivé au port de commerce [de Brest].(…) Les chambres et les cabines du steamer sont dans le plus grand désordre ; elles portent les traces du passage et des vols évalués à environ 40 000 francs, commis après le naufrage par les habitants de l'île Molène »; le même événement est également évoqué par le journal Le Figaro du 28 septembre 1905 qui écrit : « On a constaté que ses chambres et ses cabines avaient été pillées par les insulaires ».
Le 28 octobre 1911, le journal La Lanterne écrit : « Un grand vapeur espagnol, le Gorbeamundi, naufragé près de Molène et abandonné par son équipage, aurait été pillé pendant la nuit ». Toutefois, le même journal a écrit quelques jours auparavant, le 23 octobre 1911, que le canot de sauvetage Amiral Roussin a sauvé les 25 hommes d'équipage du vapeur espagnol, échoué sur un récif, au milieu de difficultés inouïes ; et en outre 18 ouvriers et un pilote qui travaillaient au sauvetage de l'épave.
Les Molénais ont depuis, au contraire, multiplié les actes de courage pour se porter au secours des victimes de naufrages ou de navires en difficulté, comme l'illustre la suite de cet article.

#### Les naufrages et navires en difficulté dans les parages de Molène

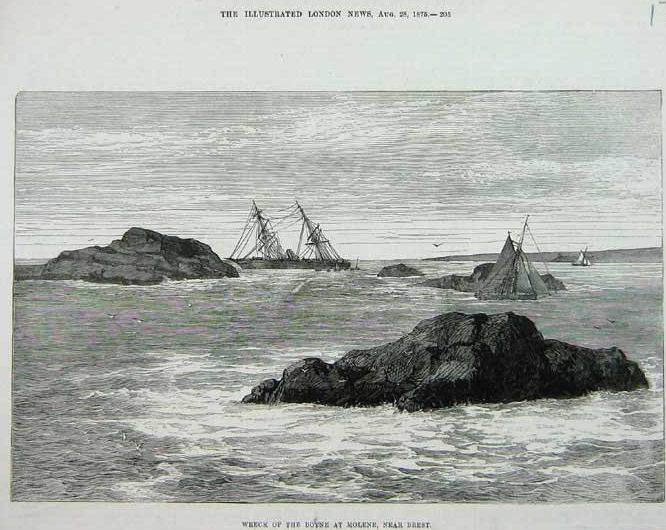
Le naufrage du paquebot Boyne près de Molène (gravure).

Comme les abords d'Ouessant, les parages de Molène ont été de tout temps redoutés des marins ("Qui voit Molène voit sa peine" dit le dicton). La liste des naufrages indiquée ci-après reste très incomplète :
- 1667 : naufrage du Concorde, navire hollandais
- 1693 : naufrage de l'Espérance, navire de Marseille (260 tonneaux, 20 canons, 76 hommes d'équipage)
- 1700 : naufrage du Saint-Philippe, de Honfleur, sur l'île de Béniguet.
- 2 décembre 1739: l' Atlas, venant de Louisiane et se dirigeant vers La Rochelle, est « déchiré sur les roches de l'île de Molène » (16 marins périssent ; 30 hommes de l'équipage parviennent à Brest)[123]. L'équipage, victime de la fièvre jaune, n'était plus que de 114 survivants, dont 43 capables de se tenir debout, et 11 seulement capable de faire la manœuvre des voiles, lors du naufrage sur les rochers d'Ouessant[124].
- 11 janvier 1744 : Nicolas Le Borgne, de l'île de Molène, se porte au secours de la frégate Saint-Vincent, prise aux Anglais, « qu'il a beaucoup contribué à la tirer des roches où elle était dans un danger pressant »[125].
- 18 mars 1779 : l’Arethusa (ancienne frégate française Aréthuse prise par les Anglais et devenue navire de guerre anglais) sous les ordres du capitaine Charles Holmes Everitt, combat contre la frégate française L'Aigrette, commandée par le lieutenant de vaisseau de la Couldre de La Bretonniere. Après une canonnade de deux heures, ayant essuyé des dégâts considérables, elle tente de prendre le large. Mais soit qu'elle fut devenue impossible à manœuvrer, soit qu'elle eut une confiance excessive en son pilote, l’Arethusa s'échoua le lendemain sur l'ile de Molène et s'y brisa, à 48° 27′ 04″ N, 5° 04′ 04″ O[126].
- 21 juin 1833 : naufrage de l' Étoile à quatre lieues des Cardinaux; le navire était chargé de blocs de marbre. Le naufrage donne lieu à un procès qui est relaté dans le "Journal de jurisprudence commerciale et maritime"[127].
- 3 mai 1848 : naufrage du navire anglais Waratha (9 marins sauvés par Zacharie Dubosque) :

« Le 3 mars 1848, un grand trois-mâts anglais, le Waratah, chargé de marchandises valant plus d'un million à destination de la Nouvelle-Galles du Sud, fut affalé, de nuit, dans le dédale de Molène. La tempête en fit son jouet et le lança de récif en récif comme un volant entre deux raquettes. Ballotté par les lames folles, le bateau laissait à l'un sa fausse quille, à l'autre ses bordages. La carène défoncée, il rebondissait pour retomber durement, perdant ses mâts, perdant son gouvernail, perdant ses hommes. Enfin la mer l'abattit et le cloua sur Bressourial, un pan de mur naturel qu'on aperçoit à deux milles au nord-ouest de Molène. Puis, continuant l'œuvre de destruction, elle donna l'assaut à la carcasse pantelante, brisant encore, brisant toujours, dévorant et engloutissant pour vomir ensuite aux écueils voisins des tombereaux d'épaves informes. Neuf hommes, seuls survivants aux coups de ressac, se tenaient accrochés au beaupré. Mais peut-on bien dire que ce fussent-là des vivants ? (...) On pria donc pour le salut des âmes de ceux qu'on regardait comme morts. Tout à coup, la prière fut interrompue par un cri d'admiration et d'effroi. Un homme, seul dans sa barque, s'en allait au secours des mourants? Dubosque ! Zacharie ! (...) Et, dans sa barque, son seul bien, ce ère de famille alla tendre la main à ses anciens ennemis car, c'est ici le moment de le dire, il avait commencé par être corsaire alors que Molène lançait à flot des barques vaillantes qui capturaient chaque jour des navires anglais. (...) »

- 21 novembre 1848 : un bateau-pilote du Conquet, le Kerriel, avec à son bord deux marins, Maurice Coquet, de Molène, et Prosper Quellec, du Conquet, se perd du côté de la Pointe Saint-Mathieu, alors qu'il sortait pour piloter la corvette la Meurthe qui se préparait à entrer en rade de Brest[129].
- 17 janvier 1865 : naufrage du vapeur anglais Columbian : six habitants de Molène, sur le bateau du pilote Victor Toussaint, parviennent, par un temps affreux, à sauver trois des hommes de l'équipage, les 30 autres se noyant toutefois. En remerciement, le consul anglais de Brest, Sir Anthony Perrier, offre aux Molénais une chaloupe de sauvetage provenant du navire anglais Lord Byron naufragé au large de Belle-Île quelques mois avant[130].
- 1er février 1869 : naufrage de la goélette Couran, partie de Marseille et se rendant à Leith (Écosse), près de l'île de Molène :

« Un bâtiment en détresse a été aperçu de l'île Molène (...) et nous a été aussitôt signalé échoué sur une basse au milieu de brisants, seulement à quelques encablures dans le nord-ouest de l'île. (...) Nos intrépides sauveteurs ne tardèrent pas à voir les mâts d'une goélette dans le plus grand danger pour la vie de son équipage, réfugié dans la mâture, que l'on pouvait s'attendre voir à chaque instant brisée par la mer. Le corps du navire était entièrement submergé. Arrivés sur le lieu du sinistre, nos braves marins, de l'avis du patron Mao, jugèrent plus prudent de ne pas s'approcher trop près des mâts qui, par le roulis du bâtiment et par leur chute, peut-être, auraient pu causer la perte de tous les hommes ; il fut donc décidé de se tenir à petite distance et de se servir de la ligne de jet dont ils étaient munis pour sauver ces malheureux naufragés que la présence de notre bateau rendait plus courageux. Bientôt six sont arrivés pour saisir cette ligne et ont pu être recueillis par nos marins ; le septième, qui était le capitaine, resté le dernier, et qui voulait prendre le même moyen de salut, tomba à la mer en descendant du mât et s'est malheureusement perdu. »

- nuit du 18 au 19 décembre 1869 : la corvette Gorgone, se perd dans les roches des Pierres Noires, au sud de l'île de Molène, lors d'une très violente tempête (on n'en avait pas vu de semblable depuis 1788 et 1811 les habitants d'Ouessant et Molène ne s'aperçoivent pas du naufrage ; la totalité des 93 hommes d'équipage disparaît en mer, y compris son commandant, Eugène Mage[132], capitaine de vaisseau, âgé de 33 ans. Le naufrage fut quand même connu dès le 19 décembre car l'on retrouva des épaves du côté de la Pointe Saint-Mathieu et plus tard, les îliens d'Ouessant et de Molène retrouvèrent entre autres, quinze chapeaux de marin sur lesquels était écrit le mot Gorgone[133].
- 29 novembre 1874 : un trois-mâts anglais, le Fruiterer, de Sunderland, se perd dans les brisants à trois milles à l'ouest de Molène et s'échoue. Trente-sept Molénais, à bord de leurs bateaux, viennent à son secours et parviennent, grâce à la marée montante, à le déséchouer et à le guider jusqu'au goulet de Brest[134]. Deux médailles de bronze furent accordées par la Société centrale de sauvetage des naufragés au patron Jean-René Masson et à Olivier Masson et un diplôme d'honneur remis à tous les canotiers de la station de Molène[135].
- 8 mai 1875 : le navire anglais Cadix-London, de 1 000 tonneaux, chargé de vins et de fruits, qui se rendait de Lisbonne à Londres, s'échoue au sud-ouest de l'île de Bannec et sombre immédiatement. Quatre survivants accrochés à une roche sont recueillis par des pêcheurs de Molène (29 hommes d'équipage et 35 passagers, dont 5 femmes et 5 enfants, périssent dans la catastrophe)[136].
- 14 août 1875 : naufrage du paquebot RMS Boyne[137]. Venant de Buenos Aires, et après une escale à Lisbonne, le paquebot se dirigeait vers Southampton avec 108 passagers et 113 hommes d'équipage, transportant aussi du tapioca, du café et des cuirs, lorsque, dans une brume très dense, il met le cap trop à l'est et heurte un écueil (la roche Peste-ar-Gamel) entre les îles de Bannec et Molène. Les passagers et l'équipage sont sauvés, à l'exception de deux chauffeurs qui ont péri noyés, et accueillis à Molène, avant d'être transportés à Brest par un aviso de la marine nationale, le D'Estaing.
- 23 septembre 1875 : le paquebot transatlantique Ville de Bilbao, parti de Liverpool à destination de La Havane via Santander fait naufrage aux environs de l'île Molène. Le Souffleur, de la Marine nationale, prend en charge trois embarcations chargées de naufragés. Deux hommes seulement auraient péri[138]. Le bateau, échoué pendant quelques jours, finit par sombrer le 12 octobre 1875 après de vaines tentatives de sauvetage, les marchandises à bord étant dispersées sur tous les récifs avoisinants et jusqu'à la Pointe Saint-Mathieu[139].
- 7 novembre 1875 : « Un navire suédois dont on ignore le nom s'est perdu cette nuit aux environs de l'île Molène »[140].
- 17 novembre 1875 : le trois-mâts russe Neutrat, chargé de liège, qui venait de Sines (Portugal) et se rendait à Riga, avec 13 hommes d'équipage, s'échoue près de Molène après avoir perdu son gouvernail et une partie de sa voilure. On réussit à le déhaler et à le faire gagner Brest[141]. L'aviso Souffleur, qui avait appareillé de Brest pour se rendre à son secours talonna une roche entre la Pointe Saint-Mathieu et le récif "Les Moines", qui provoqua une importante voie d'eau. Le commandant du Souffleur tenta de gagneur le port du Conquet, mais dut s'échouer près de la Pointe Sainte-Barbe ; les opérations de déséchouage du navire durèrent plusieurs jours[142].
- 8 mars 1876 : la goélette anglaise Gorland, chargée de bœufs, fait naufrage à l'île de Molène. L'équipage put être sauvé[143].
- 15 avril 1877 : naufrage du Marie-Suzanne (10 morts) entre Le Conquet et Ouessant. Parti du Conquet pour desservir Molène et Ouessant avec deux hommes d'équipage (dont le patron Marec, originaire de Molène), 8 passagers, 25 porcs, les dépêches et les provisions pour huit jours des habitants des îles, c'est le quatrième bateau-poste assurant le service des îles à être naufragé en un peu plus d'un an[144].
- 30 juillet 1879 : naufrage du Cordova, navire anglais de 1290 tonneaux, chargé de minerai de cuivre, sur un rocher à deux milles au nord-ouest de l'île de Molène (tous les personnes à bord sont sauvées par le navire Le Souffleur et amenées à Brest)[145].
- 20 septembre 1880 : la goélette anglaise Margaret s'échoue au sud-est de l'île de Quéménès. L'équipage est recueilli par le canot de sauvetage de Molène[146].
- 16 novembre 1882 : la goélette française Progrès, avec 4 hommes à bord, en perdition au milieu des roches au sud-est de Molène par une mer très grosse, est sauvée par le canot de sauvetage de Molène[147].
- 27 novembre 1882 : sauvetage de l'équipage du vapeur grec Volagnao (20 hommes) par le canot de sauvetage de Molène[148].
- 2 septembre 1883 : le navire suédois Charles-John heurte les roches de Men-Hir et coule. Seul le mousse, qui s'était accroché aux roches toute la journée, put être sauvé[149].
- nuit du 26 au 27 janvier 1884 : la goélette anglaise Lotti, venant de Vigo et se dirigeant vers Londres, est jetée à la côte par la tempête sur l'île de Molène. L'équipage est recueilli[150].
- 18 mars 1884 : le vapeur anglais Aristocrat, de Newcastle sombre près de l'île de Molène. Les 22 hommes d'équipage sont sauvés et débarqués à Molène[151].
- 24 novembre 1885 : le navire anglais City of Manchester, de Glasgow, venant de Calcutta à destination de Londres s'échoue près de Molène et est perdu. L'équipage a été sauvé[152].
- 12 février 1891 : le steamer anglais Milo, chargé de minerai, venant de Huelva et se rendant à Rouen, coule à deux milles nautiques au sud de Molène. Quinze hommes d'équipage trouvent refuge au Conquet, 5 autres à Ouessant[153].
- 13 août 1891 : le vapeur allemand Trifeld venant de Brême, s'échoue par un temps brumeux sur les récifs des Pierres Noires ; l'équipage se réfugie dans une embarcation et parvient à gagner l'île de Molène[154]. Pendant les opérations de tentative de renflouement, trois hommes sont victimes d'une asphyxie en tentant de retirer des marchandises avariées de la cale dont un pêcheur de l'Île-Molène[155].
- 9 octobre 1891 : le brick-goélette Adèle-Catherine, de Nantes, venant de Lisbonne à destination de Plymouth fait naufrage à deux milles au sud-ouest de Molène. L'équipage est sauvé par le canot de sauvetage Saint-Renan[156].
- 5 mars 1892 : un canot monté par sept personnes chavire au moment où il accostait à l'île de Molène :

« Samedi, vers 7 heures du soir, un canot monté par sept personnes, deux femmes, trois enfants et deux marins, Jean Cuillandre et Pierre Richard, chavira au moment où il accostait à l'île Molène. Richard, qui était déjà sur la jetée quand le canot chavira, n'hésita pas à se précipiter dans la mer, saisit une des femmes et un enfant, et les soutint la tête hors de l'eau. Cuillandre porta secours à l'autre femme qui tenait dans ses bras ses deux enfants. À cette heure, le port était complètement désert et personne n'entendit les cris de détresse des naufragés. Les deux marins luttèrent ainsi pendant vingt minutes contre les vagues, nageant ou s'accrochant à la jetée, mais ne pensant pas un instant à abandonner les femmes et les enfants que leur héroïsme arracha à une mort certaine. Au bout de vingt minutes, une jeune fille entendit les cris et, au moyen de cordages, on put retirer les naufragés de leur terrible position. »

- 14 janvier 1893 : la goélette Pervenche, partie de Dunkerque avec un chargement de rails, prise dans une tempête de neige, sombre à hauteur de l'Île-Molène. L'équipage a pu se réfugier dans le canot de sauvetage[158].
- 7 mai 1893 : un canot se rendant de Quéménès à Molène chavire à la suite d'un fort coup de vent : les personnes qui se trouvaient à bord sont noyées dont Mahé, instituteur à Molène ; Léostic, syndic ; Marrec, ancien pilote, et plusieurs marins[159].
- 22 mars 1895 : le steamer anglais William Banks, monté de 15 hommes d'équipage, chargé de 1 960 tonnes de charbon, venant de Cardiff et se dirigeant vers Brest, se jette sur les rochers des Pierre vertes et coule huit heures plus tard. Le canot de sauvetage de Molène recueillit tous les naufragés et les emmena au Conquet[160].
- 16 juin 1896 : Naufrage du Drummond Castle, voir plus loin.
- 21 décembre 1896 : sauvetage de l'équipage du sloop Noé (trois personnes sauvées) par le bateau de sauvetage de l'Île-Molène[161].
- février 1897 : une goélette de Boulogne, la Joséphine s'échoue sur des roches aux environs de Molène et est abandonnée par son équipage recueilli par un navire anglais. Bien que s'enfonçant de manière inquiétante, la goélette put toutefois être amenée à Brest par des pêcheurs[162].
- 6 décembre 1897 : le bateau-passager assurant le service de l'île, venant du Conquet, s'échoue sur un récif de l'île de Trielen. Le canot de sauvetage Amiral-Roussin parvient difficilement à sauver un homme cramponné désespérément à un rocher. Deux autres personnes sont sauvées par un autre bateau[163].
- 1er février 1898 : naufrage du vapeur Gallia, de Marseille, navire de 75 mètres de long, entre Ouessant et Molène, à l'est de l'île de Bannec : les 22 hommes de l'équipage sont sauvés par le canot de sauvetage de l'Île-Molène[164].
- 20 juin 1898 : le vapeur anglais Rubno, trompé par la brume, s'échoue sur des roches près de Molène, puis coule. L'équipage a pu être sauvé[165].
- 20 août 1898 : le vapeur français Marie-Dubuisson, de Dunkerque, venant d'Oran avec un chargement d'orge, se jette sur la roche Bazoulousquet, à un mille au sud-ouest de Molène, et s'échoue avant de couler[166].
- 5 avril 1901 : sauvetage par le canot de sauvetage de Molène des 23 hommes du steamer Rubinstein qui venait de Mer Noire chargé de blé, se dirigeant vers Rotterdam ; il s'était brisé, par un temps très brumeux, sur la roche Basse Losquet[167].
- 2 janvier 1902 : le navire anglais Vénus, de Yarmouth (Île de Wight), est secouru par des Molénais : François Piton, pilote de Molène reçoit pour cette raison une médaille d'argent et une jumelle d'or du gouvernement britannique, et Étienne Gouachet, patron pêcheur, ainsi qu'Ambroise Dubosq, matelot, une médaille d'argent du même gouvernement[168].
- 30 mars 1902 : le vapeur grec Georgios-Ambatiellos-Pireos, venant de Nikolaïev et se dirigeant vers Hambourg, coule à cinq milles au sud de Molène. Les 22 hommes d'équipage et les 3 passagers sont sauvés par le canot de sauvetage de Molène et un bateau de pêche[169].
- 23 octobre 1903 : le dundee Notre-Dame-de-Rumengol, chargé de ciment, coule près de Molène ; l'équipage est sauvé par le bateau de sauvetage[170].
- 16 février 1904 : la chaloupe Marie-Augustine, partie de Brest pour ravitailler le phare des Pierres Noires, dont les gardiens étaient privés de nourriture depuis plusieurs jours en raison de la tempête, disparaît en mer[95].
- 17 août 1904 : le bateau de pêche Notre-Dame-de-Folgoët chavire en raison de la tempête au sud-ouest de l'île Molène (1 survivant, 2 noyés)[171].
- 17 décembre 1904 : un bateau de Noirmoutier, l' Idia, chargé de ciment, coule sur la roche Denahorvan, dans le passage de Molène ; l'équipage est sauvé par le bateau de sauvetage de Molène[172].
- 3 septembre 1905 : le vapeur anglais Umzumbi, de Londres et venant du Cap, fait naufrage sur la roche Staoun près de l'île Bannec, tout près de Molène. Les 75 personnes à bord sont sauvées, y compris les femmes et les enfants, et accueillis à l'Île-Molène avant d'être transférés à Brest par le remorqueur Titan. Quatre caisses scellées contenant deux millions de francs sont également sauvées[173].
- 11 novembre 1905 : le bateau de pêche 1027, de Molène, fait naufrage près de l'île de Quéménès. Les personnes à bord sont recueillies par le bateau de sauvetage[174].
- 26 décembre 1905 : le vapeur anglais Bedegracq, de Newcastle, jaugeant 4500 tonneaux, venant de Carthagène avec un chargement de minerai, fait naufrage près de la roche Fromveur, aux environs de Molène. Le canot de sauvetage Amiral Roussin recueille les 24 homes d'équipage et le capitaine[175].
- 10 mars 1906 : naufrage du vapeur Nelson, de Londres, échoué dans un premier temps sur les récifs des Pierres Vertes, qui réussit à de déséchouer grâce à la marée montante, mais coula finalement en raison des voies d'eau provoquées par l'échouage 800 mètres plus loin entre Ouessant et Molène. L'équipage fut recueilli par les canots de sauvetage de Molène et Ouessant, ainsi que par des bateaux de pêche[176].
- 4 septembre 1906 : le brick-goélette Aimée, de Dunkerque, qui se rendait à Lorient avec un chargement de charbon, s'échoue sur la roche du Pourceau ; le bateau est perdu, mais l'équipage est sauf, secouru par le canot de sauvetage de Molène[177].
- 14 septembre 1906 : le brick Théodore, échoué depuis plusieurs jours sur un rocher de l'île de Quéménès, finit par couler[178]. Avant qu'il ne coule, « huit pêcheurs des communes de Plouarzel et Lampaul ont été surpris au moment où ils procédaient au pillage du bateau. Les pilleurs d'épave ont été arrêtés »[179].
- 1er octobre 1906 : un bateau-pilote de Molène, commandé par Ambroise Coquet, se perd corps et biens sur les rochers de la Jument (4 morts)[180].
- 29 octobre 1906 : un bateau-pilote de Molène, le René d'Arvor se perd à un mille de Molène (deux hommes disparus, le patron Masson est sauvé)[181].
- 13 février 1907 : le cant de sauvetage Amiral Roussin se porte au secours du bateau de pêche Reine-des-Fleurs, en dérive, sauvant le bateau et son équipage[182].
- 21 février 1907 : le Rose-de-Noël, bateau de pêche de l'Île-Molène disparaît à douze milles au nord-est de l'île (3 disparus)[183].
- 2 décembre 1907 : l'Augustine, bateau de Molène, sombre sur la roche de Men-Corn, près d'Ouessant. Les trois hommes d'équipage ont disparu[184].
- 18 décembre 1907 : le sloop Regina-Cœli, de Molène, s'échoue sur la roche Kromic. Le bateau de sauvetage a sauvé l'équipage[185].
- 27 mai 1908 : le vapeur espagnol Arminza, de Bilbao, coule près de Molène ; l'équipage est recueilli par différents barques de pêche de Molène et Ouessant[186].
- 20 juin 1908 : le contre-torpilleur Sagaie, de Lorient, s'échoue sur des rochers près de Molène. Le navire fut difficilement dégagé et parvint à regagner Brest en dépit de graves avaries[187].
- 30 avril 1909 : le bateau de pêche Couronne, de Portsall, surpris par la tempête, sombre dans le chenal du Four (trois noyés)[188].
- 14 mai 1909 : le vapeur Plongeur, de Brest, sombre au large de l'île Molène ; un canot de sauvetage recueille les naufragés[189].
- 2 novembre 1910 : le vapeur anglais Sirdar, chargé de blé, et allant de Mer Noire en Allemagne, s'échoue près de Molène et disparaît quelques jours plus tard sans avoir pu être renfloué ; les 26 hommes d'équipage ont été sauvés par le canot de sauvetage Amiral Roussin[190].
- 15 octobre 1911 : le vapeur espagnol Sola, chargé de minerai, venant de Sagonte et se rendant à Rotterdam, s'échoue, en raison de la brume, sur les rochers Litiry ; l'équipage est sauf : il a été secouru par les habitants de Molène[191].
- 21 octobre 1911 : le canot de sauvetage Amiral Roussin se porte au secours d'un navire espagnol, le Gorbea Mendi, échoué sur un récif en raison d'une forte tempête et parvient, au milieu de difficultés inouïes, à sauver la totalité des 54 hommes qui se trouvaient à bord[192].

« C'était par un vrai cyclone ; le vent de sud-ouest soufflait en tempête furieuse et la mer était démontée. Tout le monde était atterré. (...) La femme du patron Delarue s'accroche aux habits de son mari et le supplie, au nom de ses enfants auxquels il se doit avant tout, de ne pas sortir par un temps pareil. Aimable Delarue répond tout simplement : « Arrivera ce qui arrivera ! Mais je sors, entends-tu ! Au revoir ! » Après la mise en eau du canot, qui ne dura pas dix minutes, ce fut une lutte terrible contre les éléments déchaînés. Dans la tourmente, nos canotiers ne se voyaient pas ; des vagues de plus de dix mètres de hauteur balayaient le bord toutes les secondes ; par moments l'Amiral Roussin ne gouvernait plus, tant il était à la merci des vents et de la marée. (...) Et cette lutte dura trois heures, car ce n'est qu'à quatre heures du matin, malgré des efforts surhumains, que nos marins purent atteindre le Gorbea Mendi, distant de seulement quatre milles de notre station. À l'arrivée de nos canotiers, un spectacle pénible s'offrit à leurs yeux : le Gorbea Mendi n'était plus qu'une épave ; la mer déferlait sur lui comme sur un rocher, toutes les embarcations du bord avaient été enlevées, le bateau lui-même était gîté sur tribord jusqu'à chavirer. Les hommes avaient tous leurs ceintures de sauvetage. La situation était réellement critique (...). Le premier accostage fut des plus pénibles, néanmoins l'on put embarquer quinze naufragés qu'on débarqua ensuite à un mille de là, sur la grève de l'île Quéménès. Le canot fit trois autres voyages, au prix des mêmes difficultés et sauva successivement 17, 11 et 11 personnes, en tout 54. »

« Voici la composition de l'équipage de l'Amiral Roussin : Delarue (Aimable), patron ; Masson (René), sous-patron ; Gouachet (Ambroise) ; Masson (François) ; Tual (Théophile) ; Dubosq (René) ; Podeur (François) ; Cariou (Jean-Marie) ; Gouachet (Jean-Marie) ; Cuillandre (Roman) ; Bidan (Sylvestre), canotiers. »

- 14 décembre 1911 : le vapeur Flandre, chargé de charbon, fait naufrage à la suite d'une violente tempête. Une barque de l'Île-Molène sauve son équipage[194].
- 22 décembre 1911 : un bateau goémonier se brise sur les roches de l'Île-Molène. L'équipage est sauvé par les habitants de l'île[195].
- 30 novembre 1912 : le canot Amiral Roussin, par violente tempête, porte secours aux chaloupes de pêche Rosnoen et Joseph, de Douarnenez, et parvient à sauveur leurs 19 membres d'équipage[196].
- 5 juin 1913 : le sloop Christine, du Conquet, est pris par une lame près de Molène et coule ; deux disparus, le patron Perrot et le matelot Balcon[197].
- 10 décembre 1915 : le vapeur anglais Star of New-Zealand, de 120 mètres de long, coule au large de Molène ; l'équipage est recueilli dans l'île[198].
- 6 janvier 1916 : le cargo Cirages Français, de la Société des Forges d'Hennebont, chargé de charbon et revenant d'Angleterre, s'échoue sur des écueils avoisinant Molène et sombre presque aussitôt ; l'équipage est sauf[199].
- 29 octobre 1916 : le bateau de sauvetage de Molène sauve l'équipage du trois-mâts goélette Grèbe, de Saint-Malo, qui a talonné un rocher au large de Molène ; le bateau put finalement être remorqué jusqu'à Brest[200].
- 20 novembre 1916 : le vapeur hollandais Tembergen, chargé de blé, venant de Buenos Aires et se dirigeant vers Rotterdam s'échoue sur des rochers au sud-est de l'île de Trielen ; huit hommes d'équipage sont sauvés par le canot de sauvetage de Molène ; onze autres, à bord d'une baleinière, sont recueillis par le navire de guerre Albatros ; un noyé toutefois[201].
- 24 novembre 1916 : le canot de sauvetage Amiral Roussin sauve les onze membres de l'équipage du trois-mâts Padang, coulé au sud-ouest de Molène[202].
- 20 janvier 1920 : naufrage du steamer anglais Nero à cinq milles nautiques au sud-ouest d'Ouessant avec 16 hommes à bord (5 survivants à bord d'une baleinière parviennent à se réfugier à Molène)[203].
- 28 novembre 1920 : le canot de sauvetage de Molène, Amiral Roussin se porte au secours du cargo grec Joannis Carros échoué sur Basse-Large à l'entrée du goulet de Brest et parvient à sauver les 21 hommes d'équipage débarqués au Conquet[204].
- nuit du 14 au 15 novembre 1921 : le sloop de pêche Notre-Dame-de-la-Mer, tout neuf, du port de Molène, brise ses amarres en raison d'un fort coup de vent, part à la dérive et disparaît ; aucun homme ne se trouvait à bord[205].
- 27 novembre 1921 : le Coleman se porte au secours d'un navire de guerre espagnol qui n'était plus maître de sa manœuvre à la suite d'une avarie et l'aide à gagner Brest[206].
- 29 août 1923 : Maurice Cuillandre, alors patron du canot de sauvetage de Molène, parvient à secourir deux bateaux de pêche désemparés, Gerodias et Cuillandre, en raison d'une tempête affreuse : il reçut pour cet exploit un prix décerné par l'Académie française[207].
- 1er avril 1924 : les canots de sauvetage Amiral Roussin et Coleman ramènent deux goémoniers naufragés sur Basse Venn, près de l'île de Quéménès[208].
- 13 février 1924 : le bateau de pêche Notre-Dame-de-la-Mer désemparé par gros temps, est ramené au port de Molène par le sloop Sainte-Marie[209].
- 30 octobre 1924 : le trois-mâts Saint-Gervais, de Saint-Malo, revenant de la pêche sur les bancs de Terre-Neuve, en danger de se perdre corps et biens sur les récifs des Pierres Noires, fut secouru par le Coleman et dirigé sur la baie de Camaret avec ses 28 hommes d'équipage sains et saufs[210].
- 8 janvier 1925 : le sloop Paul-Louis-Georges s'échoue sur un rocher près de Molène et est remorqué, malgré ses avaries, par les canots de sauvetage Amiral Roussin et Coleman[211].
- 23 août 1925 : le patron-pêcheur Maurice-Marie Cuillandre et le canot de sauvetage de Molène, le Coleman, se portent au secours des naufragés du vapeur Nantaise au large de Molène et prennent en remorque la baleinière de ce navire jusqu'au port du Conquet, ce qui permet de sauver les onze hommes d'équipage[212].
- 1927 : sauvetage des 22 hommes du vapeur Bard par le Coleman, canot de sauvetage de Molène[213].
- 26 et 27 décembre 1927 : le Coleman effectue trois sauvetages en deux nuits, ceux du sloop Céline et de deux barques de pêche[214].
- 7 décembre 1929 : sauvetage par le Coleman de deux hommes de la goélette Notre-Dame-de-Bonne-Nouvelle en train de couler au nord-est d'Ouessant, les autres marins étant sauvés par le canot de sauvetage d'Ouessant[213].
- 11 janvier 1930 : remorquage par le Coleman du voilier Amphitrite, qui a heurté le récif de Pen ar Polvan dans les rochers des Trois Pierres[213].
- 29 avril 1930 : l'équipage du goémonier Françoise, de Plouguerneau, chavire à la suite d'un fort coup de vent ; le Coleman prend en remorque le bateau (1 noyé, 2 rescapés)[215].
- 12 janvier 1931 : remorquage par le Coleman de l'Étoile-du-Matin et de ses trois marins-pêcheurs[216].
- nuit du 17 au 18 février 1936 : le canot de sauvetage Coleman (patron Michel Corolleur ; sous-patron Charles Masson ; mécanicien Coëffeur) réussit à ramener au port de Molène quatre bateaux de pêche en détresse pris dans une forte tempête[217].

« Personne ne dormit cette nuit-là à Molène? Vers 13 heures, une violente tempête s'était élevée subitement, tandis que la flottille de pêche croisait dans les parages d'Ouessant. Devant le mauvais temps, les bateaux commencèrent à regagner le port, mais à 18 heures, on s'aperçut qu'il en manquait un certain nombre. (...) Le sous-patron du Coleman, Marcel Masson, fit mettre le canot à la mer (..) et aperçut le Berceau-du-Matin [sa grand'voile déchirée] et le ramena à 20 H 30 en rade de Molène, et repartit aussitôt. À un mille dans le nord-est de la Basse-Colvine, vers 21 h 30, il trouva le Notre-Dame-du-Bon-Voyage dont la réserve d'essence était épuisée. Le Coleman l'amena à Molène à 22 h 30. Pour la troisième fois, il repartit, car on était sans nouvelles du Saint-Jean et de l' Étoile-du-Matin. Le Coleman, pendant des heures, fouilla la mer, alluma des signaux, en vain... Il rentra à Molène à 1 heure du matin avec un équipage exténué. Entre-temps, le patron du canot, Michel Corolleur, était rentré et décida avec un nouvel équipage de volontaires de continuer les recherches. Filant droit sur la pointe du Stiff, (...), dans la baie de Bélinou, il aperçut l'éclat d'une lampe électrique. C'était le Saint-Jean. Tandis qu'ils rentraient tous deux au port, un éclat du phare du Creac'h permit à Corolleur d'apercevoir un pavillon de détresse hissé sur un mât violemment secoué. C'était l' Étoile-du-Matin. Son équipage était à bout de forces : il y avait 23 heures qu'il était en mer, glacé et affamé. Le Coleman prit 5 hommes à son bord, les remplaçant par 5 canotiers sur l' Étoile-du-Matin. Il était cinq heures du matin quand ils arrivèrent enfin au port pour goûter un repos bien gagné : quatre bateaux sauvés et vingt-cinq hommes. »

- 15 mai 1937 : le cargo anglais Beasta, qui se rendait de Carthagène à Gdynia, chargé de 17 000 caisses d'oranges; s'échoue à deux milles au sud de l'île de Molène[219].
- 1er mai 1938 : naufrage de la pinasse Petit-Pierre, de Douarnenez entre Molène et Bannec, à la suite d'un violent coup de vent ; des bateaux de Molène parviennent à remorquer l'épave à demi immergée sur une grève de Molène (12 pêcheurs noyés, 5 corps retrouvés)[220].
- 15 juillet 1950 : naufrage du Mathieu-Bihen, pinasse de Douarnenez, entre Le Conquet et Molène, après avoir heurté le récif du Grand Pourceau[221].
- 3 septembre 2013 : le Fromveur II, dans un épais brouillard, talonne vers 10H30 un rocher à 900 mètres de l'entrée du port de l'Île-Molène : ses 361 passagers sont évacués sans dommages en deux heures par les canots de la SNSM de Molène, Ouessant et Camaret et divers petits bateaux se trouvant sur place[222].Malgré deux déchirures dans la coque, le navire parvint à se déséchouer à la faveur de la marée et à regagner le continent afin d'y être réparé[223].
- etc.

La liste complète des naufrages recensés à Molène est consultable sur un site Internet. Le plus curieux est probablement le cas de l'Arethusa le 19 mars 1779 : ce navire de guerre anglais, gravement endommagé et devenu impossible à manœuvrer à la suite de son combat la veille contre la frégate française L'Aigrette, s'échoua sur les récifs de Molène et s'y brisa : les 200 rescapés de ce navire de guerre anglais voulurent s'emparer de l'île, mais les Molénais parvinrent à faire prisonnier leurs assaillants ! Le plus célèbre étant celui du paquebot Drummond Castle :

##### Le naufrage duDrummond Castleen 1896

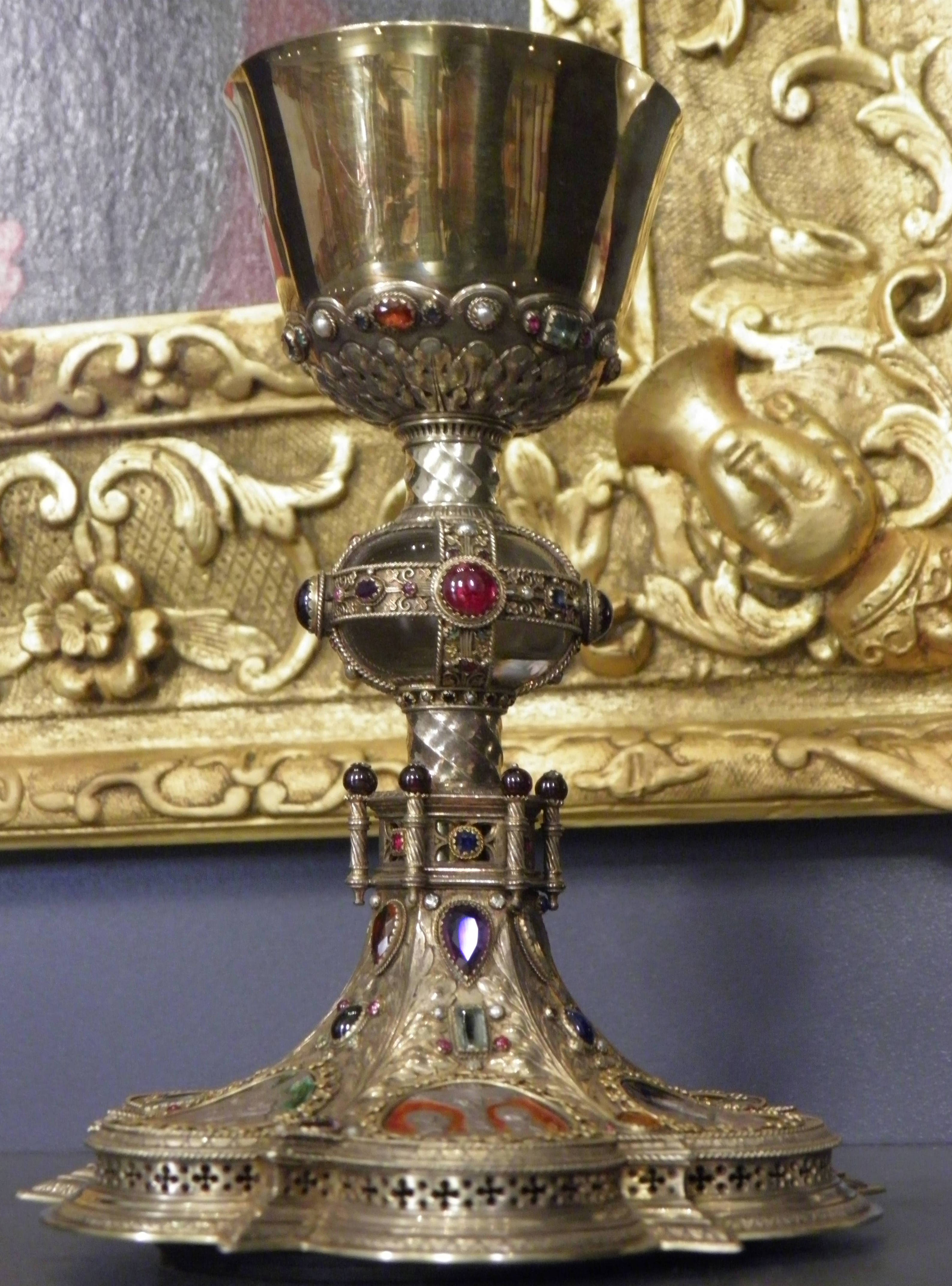
Calice "Drummond Castle".

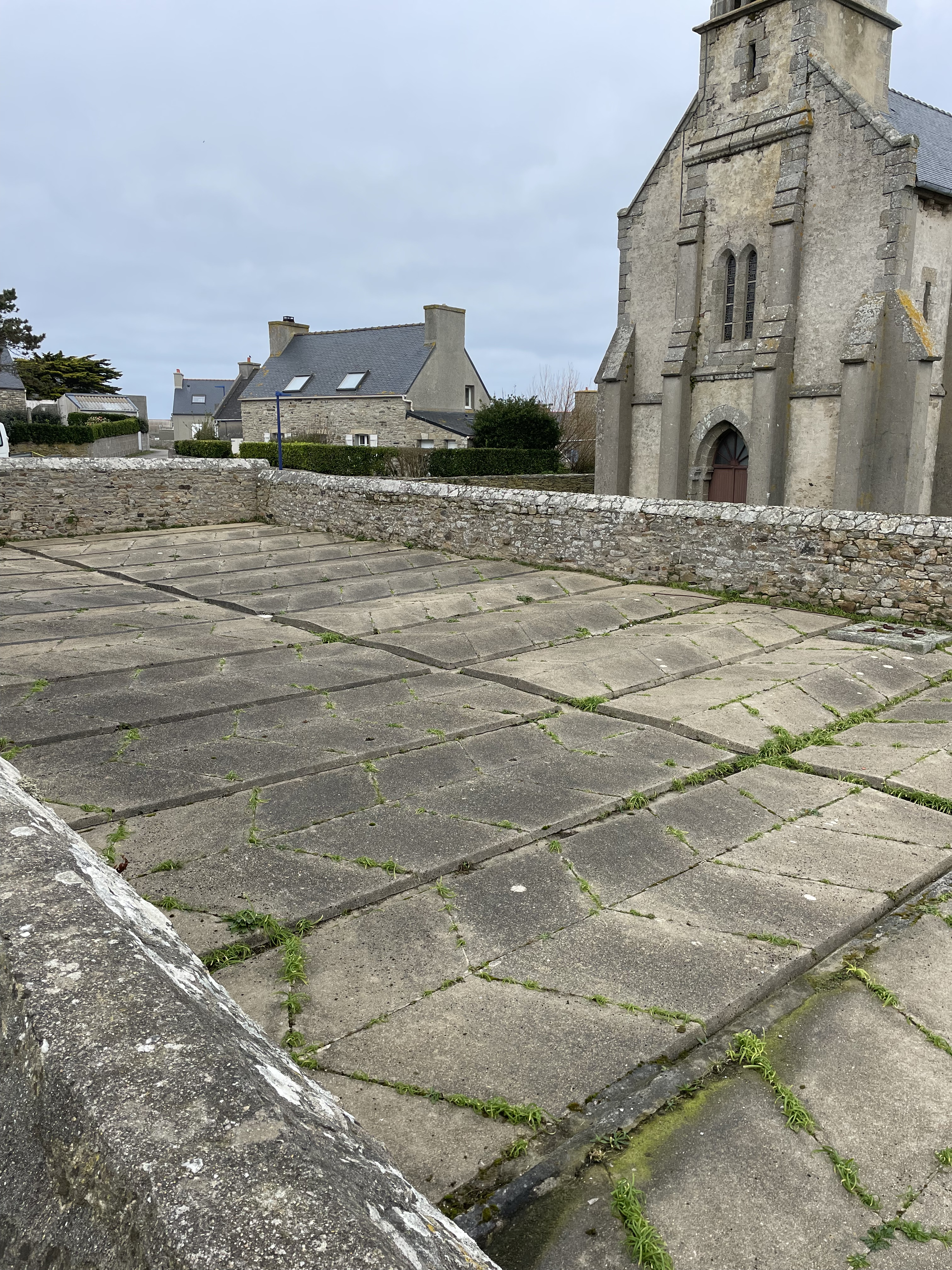
Citerne offerte par les Anglais à la suite du naufrage du Drummond-Castle

Des nombreux naufrages s'étant produits aux environs de l'île, celui du paquebot Drummond Castle a durablement marqué l'île. Après avoir heurté une roche de la chaussée des Pierres Vertes dans la nuit du 16 juin 1896, il a sombré en 15 minutes dans le passage du Fromveur, et n'a laissé que 3 survivants sur les 361 personnes embarquées (248 passagers et 113 hommes d'équipage), essentiellement anglais. Les habitants de l'île se sont alors distingués dans les opérations de secours et dans le traitement des nombreux corps s'échouant sur l'île, et ont été remerciés par la Reine Victoria, sous la forme d'une citerne d'eau douce d'une capacité de 300 m3 
(complétée par un impluvium alimentant une citerne de 4 000 m3 depuis 1976), d'une horloge et d'un calice en or orné de pierres précieuses pour l'église de l'île.

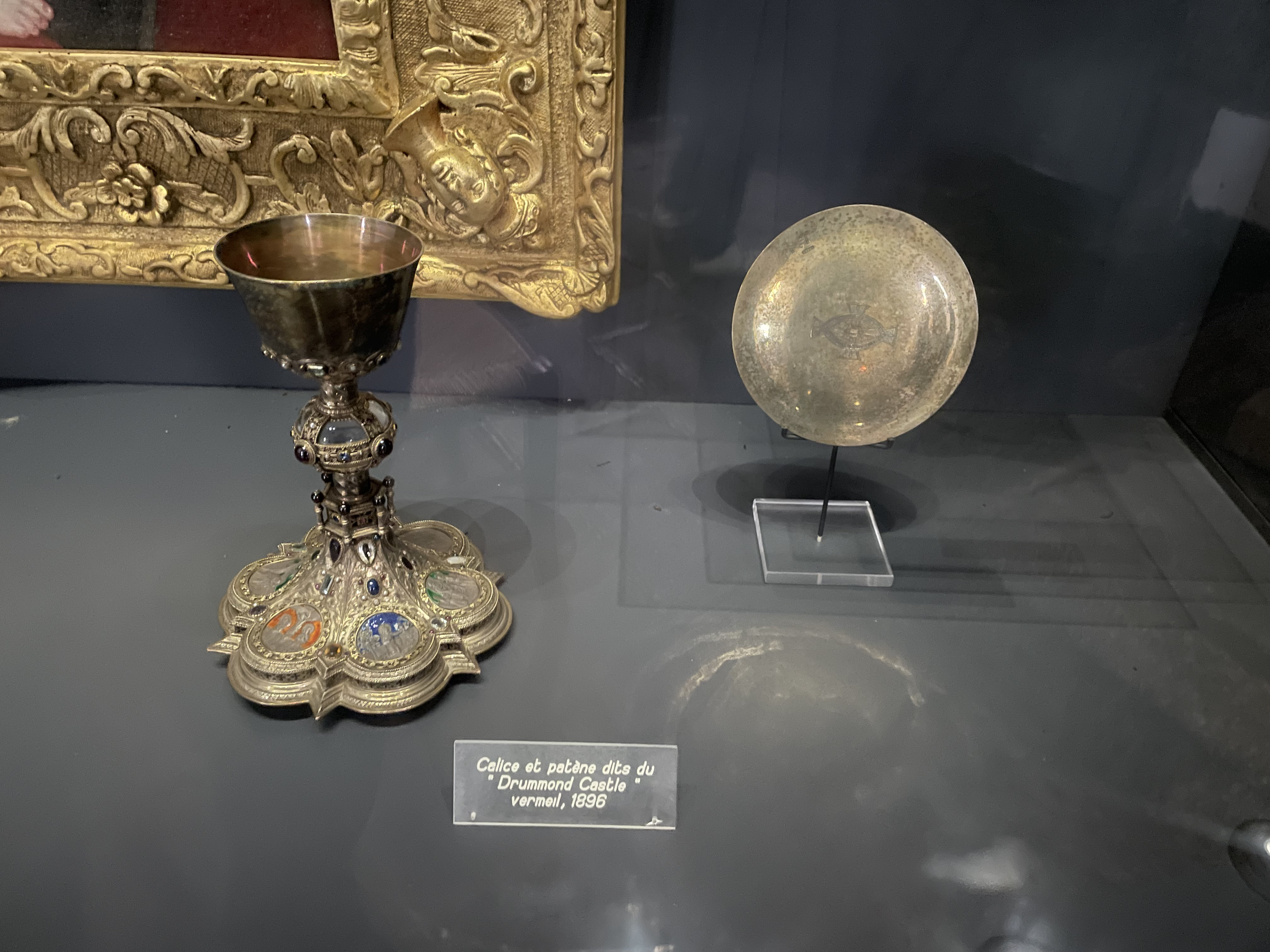
Calice et patène offerts par les anglais en souvenir du naufrage du Drummond-Castle(viisibles dans l'église)

Dans le cimetière de Molène, sur la tombe de Herbert Hinds (Passager de première classe du Drummond-Castle), une plaque commémorative au nom de W.H Moverley, "died in sea" en 1920.

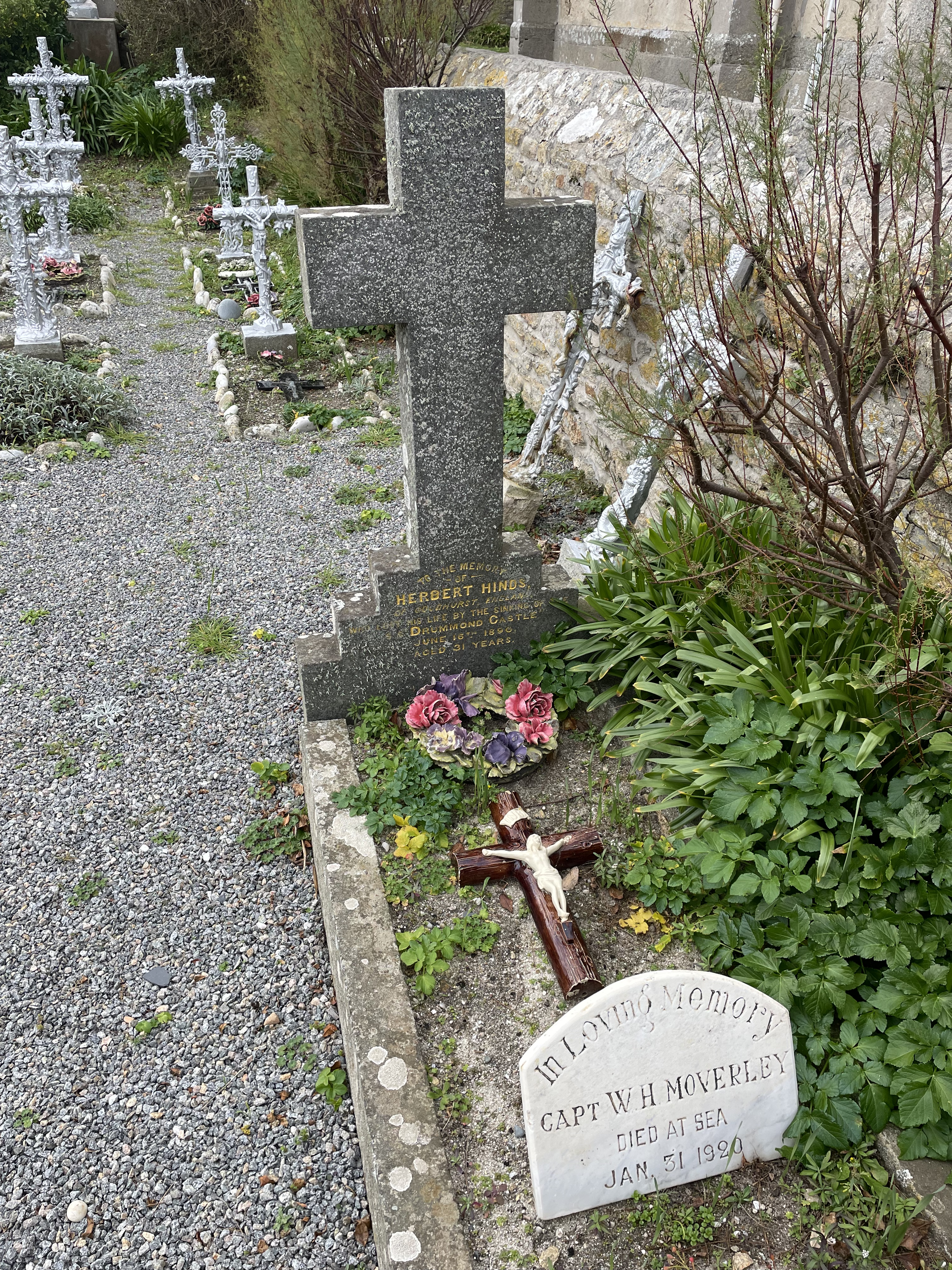
Tombe de Herbert Hinds passager du Drummont-Castle, cimetière de Molène

Pourquoi cette plaque ? Quel lien entre Herbert Hinds et W.H. Moverley?
En 1996 le centenaire du naufrage a été commémoré sur Ouessant et Molène. La reine Élisabeth II a offert aux Molénais un drapeau anglais en signe d’amitié et de remerciements.

#### Les canots de sauvetage de Molène et les pilotes

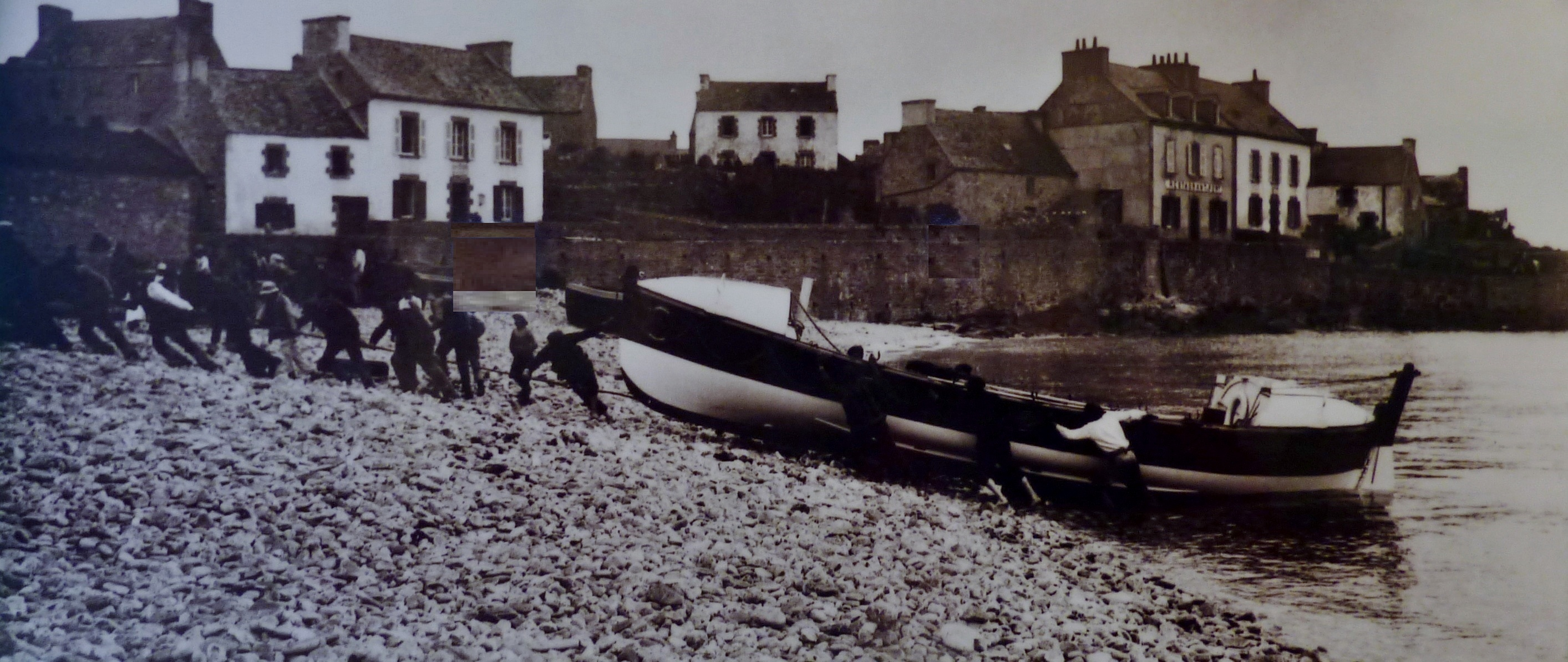
Le canot de sauvetage Amiral-Roussin vers 1910

Jean-Zacharie Dubosque (ou Dubosq), né en 1797, mousse dès l'âge de 13 ans, simple pêcheur devenu canonnier garde-côtes à Ouessant, pratiquant la guerre de course contre les Anglais, surnommé bonnet rouge, fut célèbre lorsque, revenu à Molène, il sauva seul les neuf marins du navire anglais Waratha pris dans une tempête le 3 mai 1848 et décoré de la légion d'honneur, mais il mourut dans la misère en 1875.

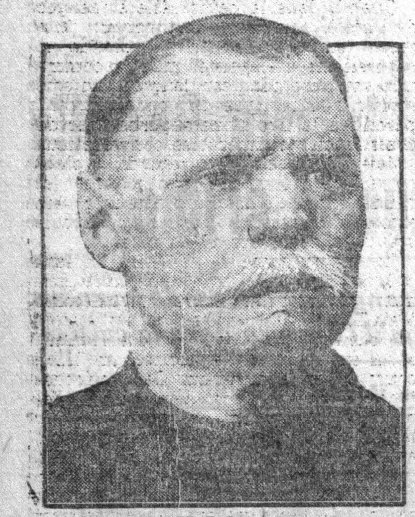
Aimable Delarue, patron du canot de sauvetage Amiral Roussin.

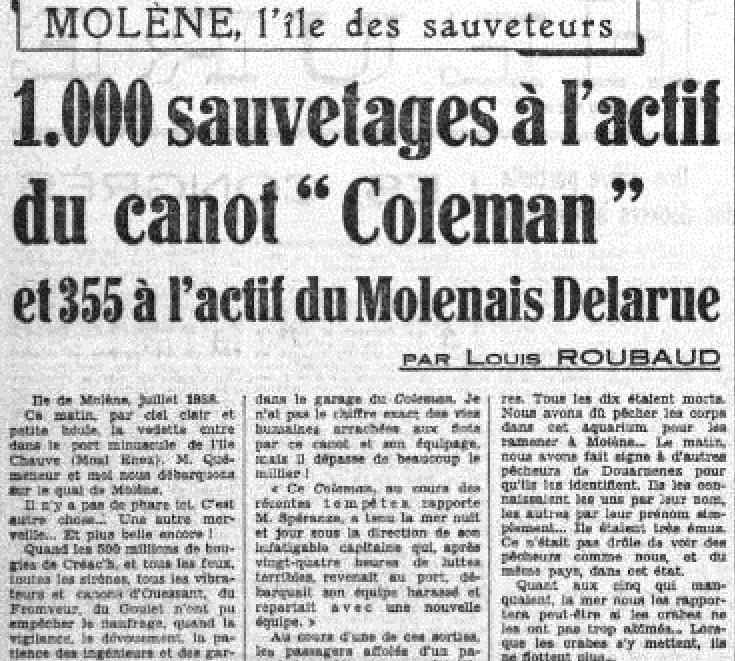
Article du journal "Le Petit Parisien" du 28 juillet 1938 (extrait).

La liste des canots de sauvetage qu'a connu l'Île-Molène est la suivante :
- Le Saint-Renan, baleinière à rame, de 9,78 mètres de long, fut en service de 1867 à 1894. N. Dréo, nommé recteur de Molène en 1887, fut président du comité du canot de sauvetage de l'île pendant plusieurs années[231]. En 1883, Masseron (sans doute Masson en fait), patron du canot de sauvetage, reçut la médaille d'or de la Société centrale de sauvetage des naufragés[232]. En 1887, Jean-René Masson reçut une médaille d'or de la Société centrale des naufragés pour avoir effectué 27 sorties, sauvé 102 personnes et sauvé 8 navires[233].
- L'Amiral Roussin, à voiles et à avirons, de 10,10 mètres de long, fut en service de 1894 à 1950. Un de ses patrons, Aimable Delarue[234], fut le sauveteur le plus décoré de France (96 sorties, 352 vies sauvées)
- Le Coleman, long de 13,26 mètres, fut en service de 1921 à 1939. Le 21 mai 1922, Aimable Delarue, patron de la station de sauvetage de l'Île-Molène, reçut la Légion d'honneur dans le grand amphithéâtre de la Sorbonne; il aurait sauvé à lui seul plus de 500 personnes au cours de sa vie[235]. Le journal Le Petit Parisien du 28 juillet 1938 titre l'un de ses articles : 1 000 sauvetages à l'actif du canot Coleman et 355 à l'actif du Molénais Delarue[236]. En 1927, le patron Gouachet, de Molène, reçoit aussi la légion d'honneur[237]. Michel Corolleur lui succéda comme patron du canot de sauvetage[213] et fut décoré à son tour le 7 mai 1939 à la Sorbonne pour avoir sauvé 200 vies[238].
- Le Jean Charcot I, long de 13 mètres, fut en service de 1938 à 1956.
- Le Jean Charcot II, long de 13,60 mètres, fut en service de 1957 à 1982.
- Le Jean Charcot III, long de 13,60 mètres, fut en service de 1982 à 1986.
- Le Jean Cam, long de 17,60 mètres, est en service depuis 1988[239].

En 60 ans, de 1870 à 1930, la station de sauvetage de Molène a sauvé plus de 50 bâtiments et 561 vies.
Par ailleurs, des pilotes de Molène étaient fréquemment demandés par les navires voulant gagner Brest pour les guider à proximité de l'archipel de Molène et de la Pointe Saint-Mathieu, jusqu'à leur entrée en rade de Brest. Par exemple en octobre 1859, trois marins de Molène qui regagnaient leur île après avoir guidé l'escadre russe qui venait en visite à Brest périrent entre Le Conquet et Molène.

## Politique et administration

### Liste des maires
| Période        | Période        | Identité                      | Étiquette | Qualité    |
| -------------- | -------------- | ----------------------------- | --------- | ---------- |
| 1801           | 1807           | Vincent Foly                  |           |            |
| 1807           | 1808           | Nicolas Féas                  |           |            |
| 1808           | 1819           | Sébastien Toussaint           |           |            |
| 1819           | 1919           | Vincent-Marie Masson          |           |            |
| 1820           |                | Yves Le Mao                   |           |            |
| 1821           | 1826           | Vincent-Marie Masson          |           |            |
| 1826           |                | Dominique Masson              |           |            |
| 1832           | 1840           | Jean-Marie Rocher             |           |            |
| 1840           |                | Vincent-Marie Mao             |           |            |
| 1848           |                | Joseph-Marie Le Louët         |           |            |
| 1855           |                | Vincent-Marie Masson          |           |            |
| 1859           | 1864           | Jean-Marie Coquet             |           |            |
| 1865           | 1868           | Victor Marie Luneau           |           |            |
| 1869           | 1870           | René Marie Cam                |           |            |
| 1871           | 1872           | Jean-François Foly            |           |            |
| 1872           | 1878           | Martial Masson                |           |            |
| 1878           | 1881           | Vincent Cuillandre            |           |            |
| 1881           | 1892           | Hyacinthe Le Bousse           |           |            |
| 1892           | 1900           | Victor Masson                 |           |            |
| 1900           | 1905           | Étienne Le Mao                |           |            |
| 1905           | 1908           | Théophile Le Bras             |           |            |
| 1908           | 1912           | Étienne Le Mao                |           |            |
| 1912           | 1923           | Félix Tual                    |           |            |
| 1923           | 1925           | Marcien Cuillandre            |           |            |
| 1925           |                | Eugène Masson                 |           |            |
| 1936           | 1944           | Etienne Masson                |           |            |
| 1944           |                | Auguste Rocher                |           |            |
| 1947           | 1952           | Louis Masson                  |           |            |
| 1953           | 1965           | Henri Bourles                 |           |            |
| 1965           | 1989           | Auguste Delarue               |           |            |
| 1989           | 2001           | Marcel Masson                 |           | Commerçant |
| 2001           | 2008           | Marie-Thérèse Callac-Ollivier |           |            |
| 2008           | 2014           | Jean-François Rocher          | SE        | Retraité   |
| 2014           | 4 juillet 2020 | Daniel Masson                 | SE        | Retraité   |
| 4 juillet 2020 | En cours       | Didier Delhalle               |           |            |

## Équipements et services publics

### Eau et énergie
L'eau est recueillie dans un impluvium de 1 500 m3, et la plupart des habitations possèdent leur propre citerne alimentée par les eaux de pluie. Le puits de Saint-Renan, situé derrière l'ancien abri du canot de sauvetage, fournit de l'eau saumâtre qui résulte à la fois du ruissellement des pluies et des infiltrations d'eau de mer car son niveau varie avec la marée.
Et surtout, phénomène remarquable sur une si petite île : Molène dispose d'eau douce souterraine depuis 1989. La documentation sur cette trouvaille est disponible à la mairie de Molène : des forages ont été effectués en septembre 1989, année de grande sécheresse en Bretagne. De l'eau douce et potable a été trouvée à 22 mètres de profondeur. Depuis lors, un réseau d'adduction d'eau a été créé : 60 % des habitations de Molène y sont raccordées.
L'île produit sa propre électricité grâce à un groupe électrogène fonctionnant au gazole.

### Santé et secours
Molène possède un dispensaire, et reçoit la visite hebdomadaire d'un médecin venant du continent.
Un centre d'intervention du Service départemental d'incendie et de secours 29 et la station de la Société Nationale de Sauvetage en Mer de Molène disposant d'un canot de sauvetage tous temps performant, le Jean Cam, constituent les moyens de secours de l'île.
Ainsi, en cas d'urgence, les blessés sont pris en charge par le véhicule des sapeurs pompiers transférés sur le continent par le canot de sauvetage de la SNSM ou par hélicoptère via l'héliport selon l'urgence.

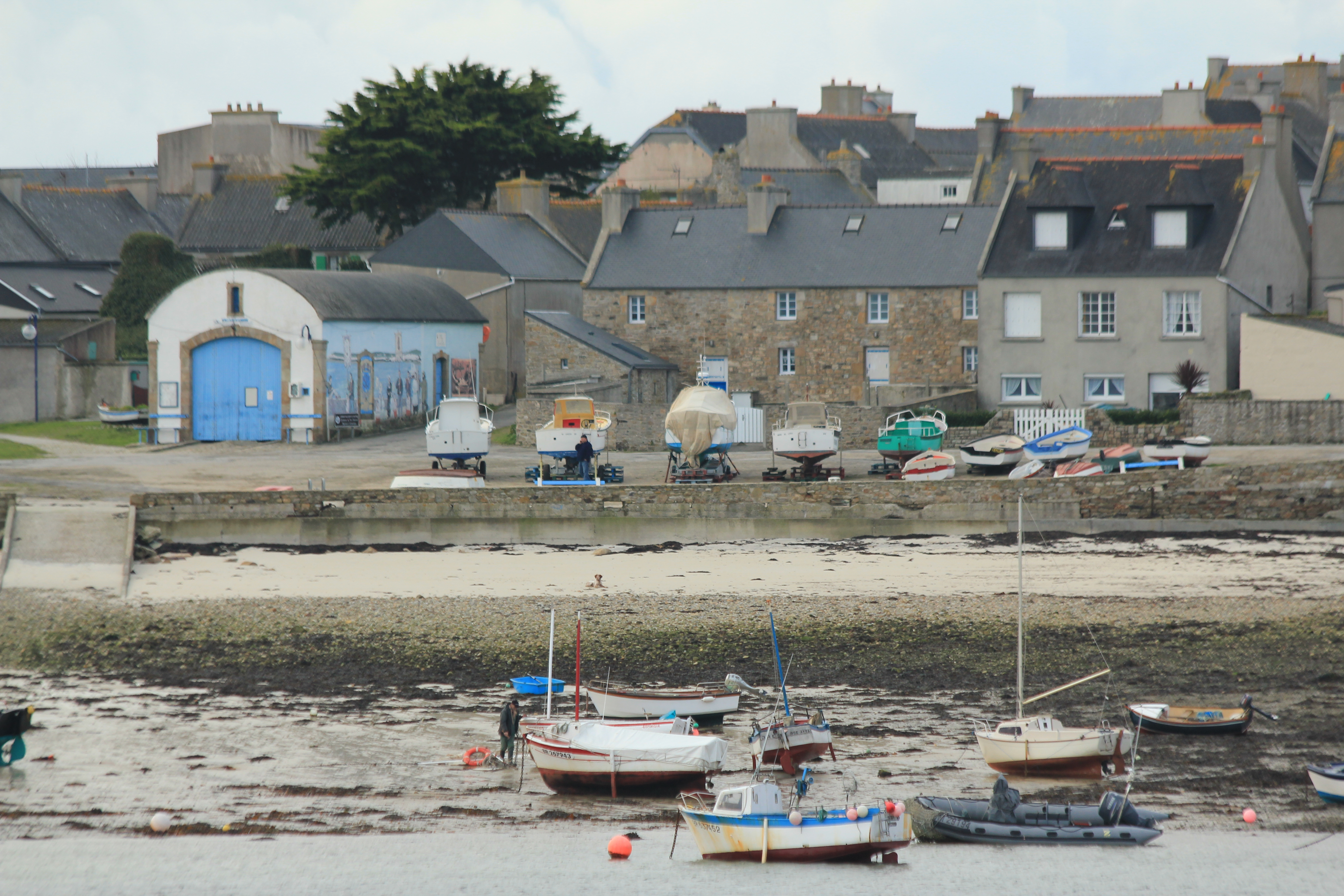
L'abri de l'ancien canot « Amiral Roussin », à gauche de l'image, a été désaffecté par la SNSM, mais accueille désormais un véhicule de secours.
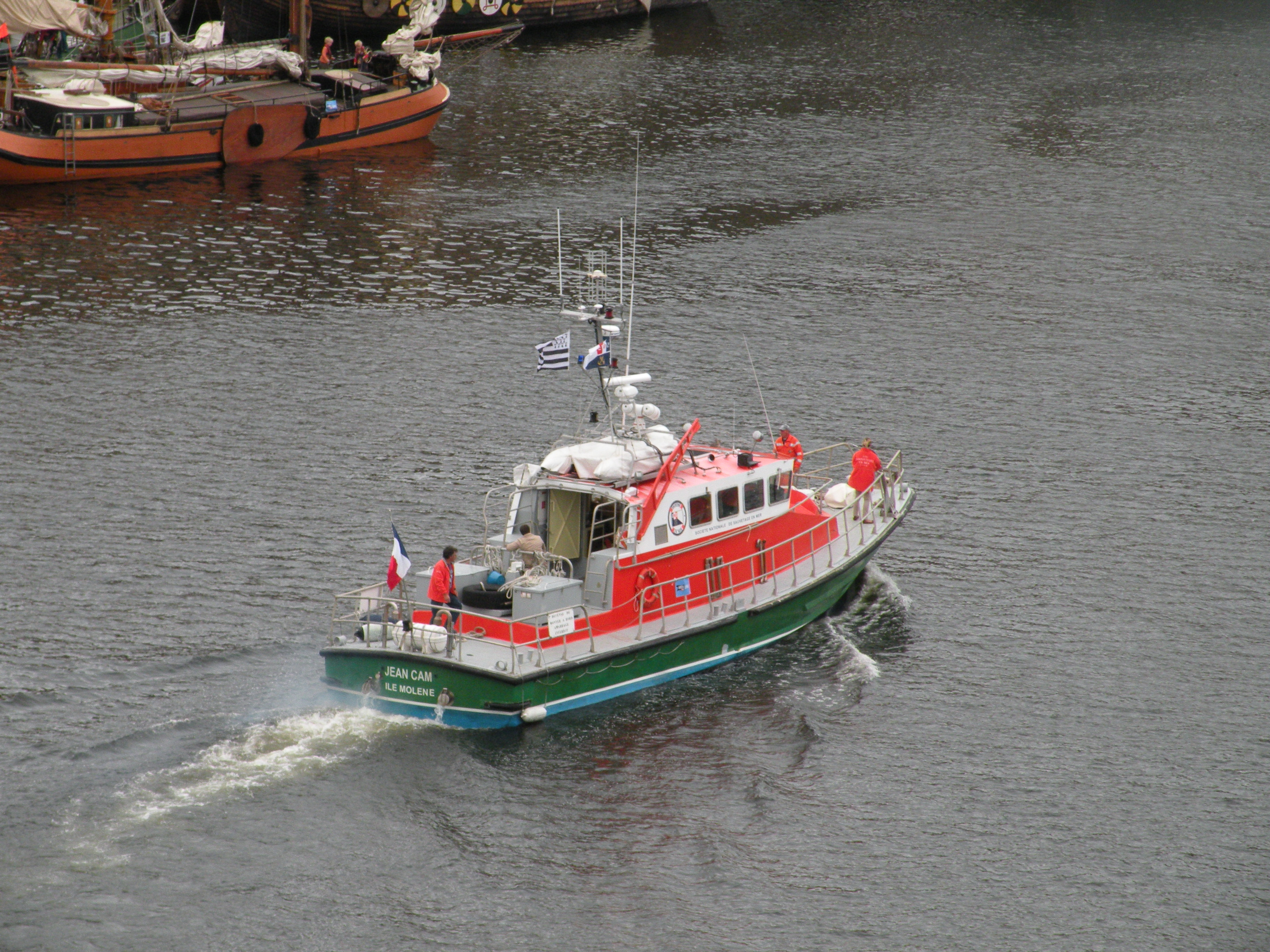
Le Jean Cam (SNS 065) de L'Île Molène à Brest en 2012.

## Population et société

### Démographie

#### Évolution démographique
L'évolution du nombre d'habitants est connue à travers les recensements de la population effectués dans la commune depuis 1793. Pour les communes de moins de 10 000 habitants, une enquête de recensement portant sur toute la population est réalisée tous les cinq ans, les populations de référence des années intermédiaires étant quant à elles estimées par interpolation ou extrapolation. Pour la commune, le premier recensement exhaustif entrant dans le cadre du nouveau dispositif a été réalisé en 2004.

En 2022, la commune comptait 166 habitants, en évolution de +25,76 % par rapport à 2016 (Finistère : +2,16 %, France hors Mayotte : +2,11 %).
| 1793 | 1800 | 1806 | 1821 | 1831 | 1836 | 1841 | 1846 | 1851 |
| ---- | ---- | ---- | ---- | ---- | ---- | ---- | ---- | ---- |
| 213  | 708  | 281  | 311  | 337  | 330  | 363  | 362  | 392  |

| 1856 | 1861 | 1866 | 1872 | 1876 | 1881 | 1886 | 1891 | 1896 |
| ---- | ---- | ---- | ---- | ---- | ---- | ---- | ---- | ---- |
| 386  | 447  | 532  | 537  | 575  | 583  | 585  | 559  | 570  |

| 1901 | 1906 | 1911 | 1921 | 1926 | 1931 | 1936 | 1946 | 1954 |
| ---- | ---- | ---- | ---- | ---- | ---- | ---- | ---- | ---- |
| 613  | 622  | 653  | 673  | 664  | 668  | 627  | 596  | 604  |

| 1962 | 1968 | 1975 | 1982 | 1990 | 1999 | 2004 | 2006 | 2009 |
| ---- | ---- | ---- | ---- | ---- | ---- | ---- | ---- | ---- |
| 596  | 527  | 397  | 330  | 277  | 264  | 232  | 221  | 211  |

| 2014 | 2019 | 2022 | - | - | - | - | - | - |
| ---- | ---- | ---- | - | - | - | - | - | - |
| 151  | 160  | 166  | - | - | - | - | - | - |

Si l'on néglige la statistique concernant l'année 1800 (résultat aberrant lié probablement à une erreur de transcription, il faut plutôt comprendre 308 habitants), la population de l'Île-Molène a augmenté à peu près constamment jusqu'en 1886, gagnant 372 habitants (+ 175 % en 93 ans), prolongeant même sa croissance démographique, à l'exception d'un léger déclin temporaire dans la dernière décennie du XIXe siècle, jusqu'en 1921, année du pic démographique de l'île avec 673 habitants (la population est alors plus du triple de celle de l'année 1793) ; depuis 1931, la population de l'île décline régulièrement et fortement : l'Île-Molène a perdu 460 habitants (- 68,9 %) en 79 ans et est désormais moins peuplée qu'elle ne l'était en 1793. C'est entre 1962 et 1990 que le déclin démographique a été le plus spectaculaire, l'île perdant alors 319 habitants en 28 ans, soit plus de 11 habitants chaque année en moyenne ; ce déclin s'est toutefois nettement ralenti dans la première décennie du XXIe siècle. Ce déclin démographique est dû pour partie à une émigration nette (-4,1 % l'an entre 1968 et 1975, - 1,3 % l'an encore entre 1999 et 2009), les jeunes en particulier quittant l'île, mais aussi à un solde naturel négatif (-0,9 % entre 1999 et 2009 par exemple), le taux de mortalité (16,7 pour mille entre 1999 et 2009) étant nettement supérieur au taux de natalité (7,5 pour mille pendant la même période). Le nombre des décès est nettement supérieur à celui des naissances : de 2001 à 2010 inclus, l'Île-Molène a enregistré 18 naissances (aucune naissance certaines années comme en 2004 et 2006) et 41 décès, ceci en raison du net vieillissement de la population : en 2009, les moins de 20 ans représentaient 11,8 % de la population totale et les plus de 65 ans 35,1 %. La densité de population reste toutefois élevée : 281 habitants par km2 en 2010, mais elle atteignait 702 habitants par km2 en 1968, en raison de la petitesse de l'île. Le nombre des résidences principales diminue en raison du déclin démographique, passant de 163 en 1968 à 120 en 2009, mais ce déclin est plus que compensé par la hausse spectaculaire du nombre des résidences secondaires, passées de 13 à 168 pendant la même période ; elles sont désormais nettement plus nombreuses que les résidences principales, l'île étant désormais attractive touristiquement.

#### Pyramide des âges
La population de la commune est relativement âgée. En 2018, le taux de personnes d'un âge inférieur à 30 ans s'élève à 11,2 %, soit un taux inférieur à la moyenne départementale (32,5 %). À l'inverse, le taux de personnes d'un âge supérieur à 60 ans (59,4 %) est supérieur au taux départemental (29,8 %).
En 2018, la commune comptait 77 hommes pour 74 femmes, soit un taux de 50,99 % d'hommes, supérieur au taux départemental (48,59 %).
Les pyramides des âges de la commune et du département s'établissent comme suit :
| Hommes | Classe d’âge | Femmes |
| ------ | ------------ | ------ |
| 1,2    | 90 ou +      | 6,4    |
| 11,0   | 75-89 ans    | 15,4   |
| 45,1   | 60-74 ans    | 39,7   |
| 26,8   | 45-59 ans    | 20,5   |
| 4,9    | 30-44 ans    | 6,4    |
| 6,1    | 15-29 ans    | 5,1    |
| 4,9    | 0-14 ans     | 6,4    |

| Hommes | Classe d’âge | Femmes |
| ------ | ------------ | ------ |
| 0,7    | 90 ou +      | 2,2    |
| 7,8    | 75-89 ans    | 11,5   |
| 19,2   | 60-74 ans    | 20,1   |
| 20,8   | 45-59 ans    | 19,7   |
| 17,7   | 30-44 ans    | 16,6   |
| 17,1   | 15-29 ans    | 14,7   |
| 16,8   | 0-14 ans     | 15,2   |

### Langue bretonne
Le breton fut longtemps la seule langue parlée par les îliens, mais n'est guère plus employé depuis plusieurs décennies, tous les enfants nés après 1930 ayant été élevés en français.
Selon Mikael Madeg, qui a étudié le dialecte local, le breton de Molène reste très proche du breton léonard, mais possède de nombreuses singularités au niveau de son lexique, de sa prononciation et de ses expressions.

### Vie associative
La vie insulaire est essentiellement animée par l'association l'Amicale molénaise et par la SNSM, grâce à de nombreux bénévoles.
Sans oublier l'active association Jeunesse Molénaise, créée par des jeunes de l’Île, l'association Nouvelle Vague, qui est née en décembre 2010 et a pour but le soutien aux personnes âgées et/ou handicapées de l'île, l'association A.C.M (Ateliers Créatifs du Mardi) qui, sur une initiative de L'Amicale Molénaise, propose des ateliers créatifs, l'association Spered Ar Mor pour la réhabilitation et la réaffectation du sémaphore.

### L'heure de Molène
Les habitants de Molène ont longtemps vécu à l'heure solaire, ou plus exactement à l'heure du méridien de Greenwich, refusant l'heure légale en vigueur officiellement en France, mais ce n'est plus le cas désormais sauf au restaurant Kastel Swann, anciennement Kastel an Daol, qui fonctionnait toujours à l'heure solaire, décalée donc de deux heures l'été par rapport à l'"heure continentale". Ce restaurant a fermé en janvier 2016.

### Manifestations culturelles et festivités
Le 15 août est célébrée à Molène la Fête de la Mer, en mémoire des disparus en mer. Elle est l'occasion de nombreuses animations sur le port, organisées au profit de la SNSM.
À la grande marée d'août ou de septembre, l'Amicale molénaise organise depuis 1979 une marche reliant les deux îles de Trielen et de Molène à marée basse, en mémoire des goémoniers, qui faisaient parfois ce trajet à pied. Cette traversée nécessite un beau temps et marée de coefficient supérieur à 107.

## Économie
Le port de pêche, autrefois relativement important, n'est plus que d'une activité limitée.
Molène compte une supérette, un bureau de tabac et un bureau de poste.
Si le flux touristique reste incomparable avec celui d'Ouessant, sa voisine, il tend à s'intensifier. Ainsi, il existe sur Molène un hôtel, deux bars et deux restaurants.
Depuis 2018 un maraîcher s'est installé à Molène et Ouessant, cultivant en plein champ sur une surface de 3,5 ha pommes de terres et oignons à Molène et tomates et autres légumes sous 900 m² de serres à Ouessant.

### Exonération d'impositions foncières
Les habitants d'Île-Molène et d'Île-de-Sein sont exonérés de taxe d'habitation et de taxe foncières,,. Par extension les biens immobiliers sis sur la commune que possèderait un non-résident seraient exonérés de ces taxes.

## Culture locale et patrimoine

### Lieux et monuments

#### Église Saint-Ronan

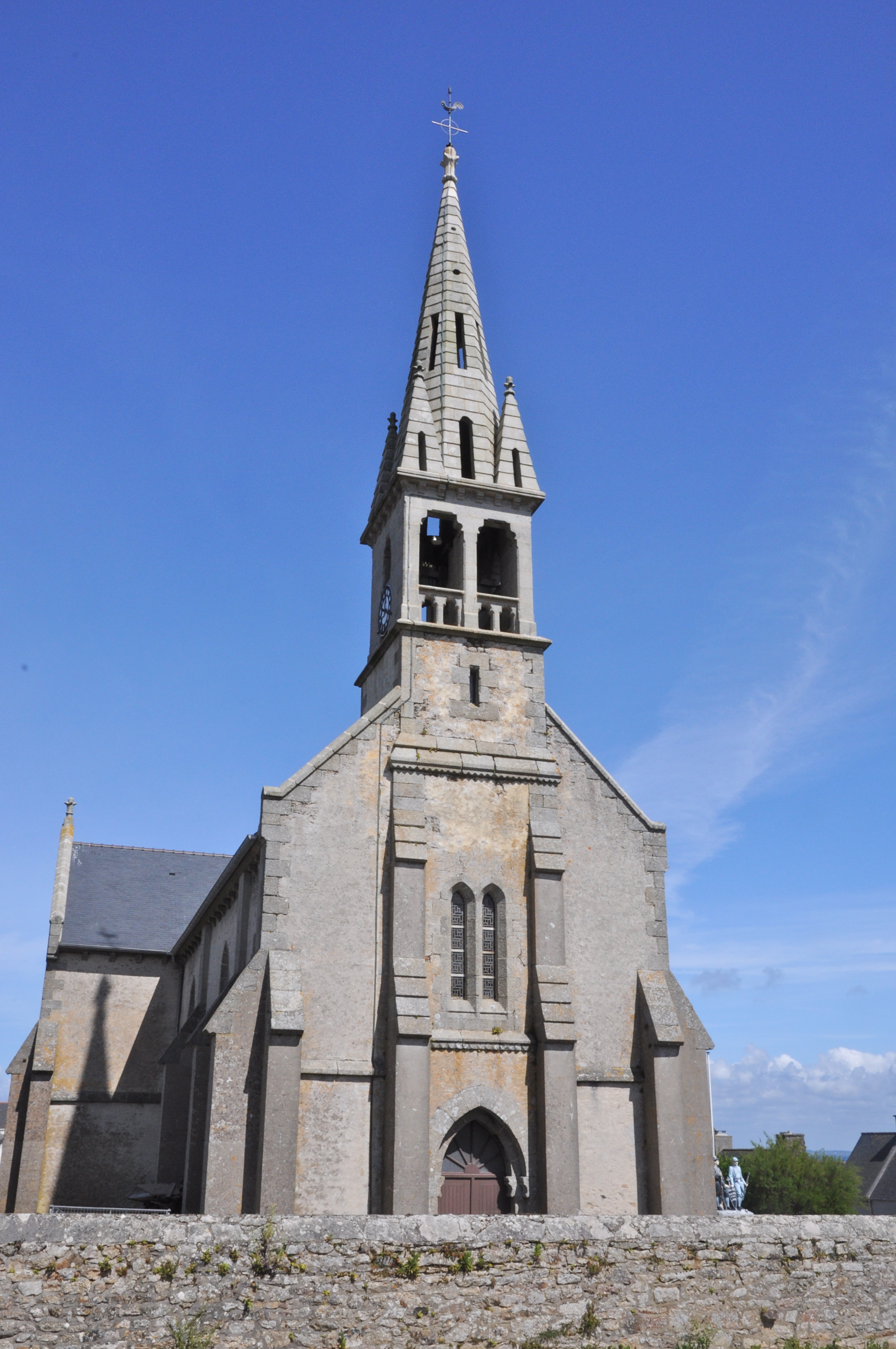
L'église.

Plusieurs fois reconstruite, l'église Saint-Ronan de Molène actuelle date de 1882. Elle abrite un tableau d'une Vierge à l'Enfant peint par une école française au XVe siècle. Le pardon de Saint-Ronan était célébré le 1er juin.

#### Sémaphore

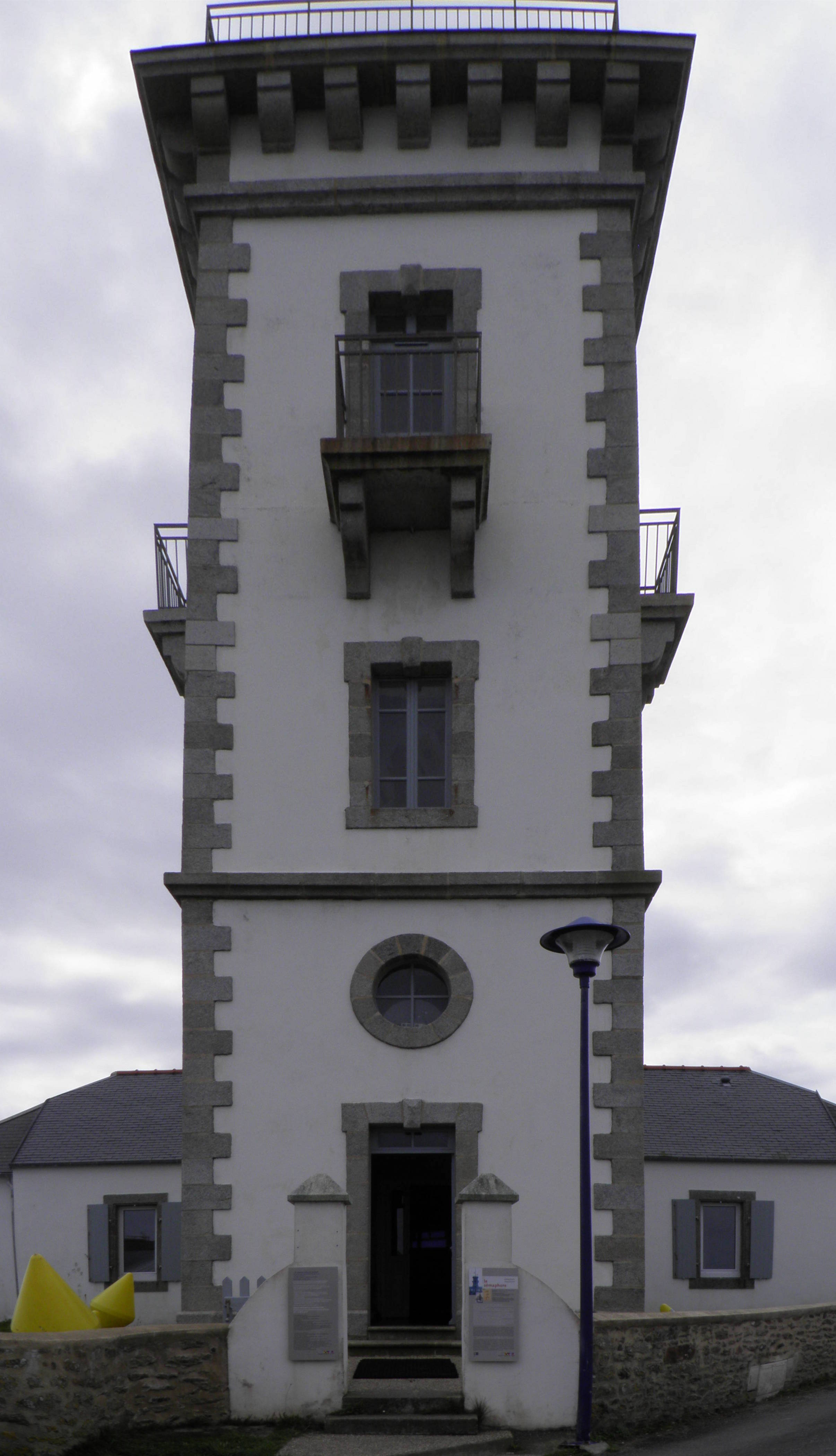
Le sémaphore de l'île.

Désaffecté depuis 1983, le sémaphore a été ensuite occupé par la station de sauvetage, qui y a exposé des maquettes et des documents historiques et l'a ouvert au public.
Propriété du conseil général du Finistère depuis 2005, ce bâtiment est fermé en 2007, ne permettant plus l'accueil du public dans de bonnes conditions. Une association nommée Spered ar Mor a été créée la même année pour œuvrer à la restauration et à la mise en valeur du sémaphore.
En janvier 2010, le propriétaire des lieux a voté les financements d'une restauration du bâtiment devant s'achever en 2012, avec comme destination l'accueil d'un espace d'interprétation, reprenant les collections du musée du Drummond Castle.

### Personnalités liées à la commune
- Michel Corolleur : né le 30 avril 1893 à l'Île-Molène, un temps gardien du phare de Kéréon, décoré de la croix de guerre 1914-1918 (marine nationale), patron des canots de sauvetage Coleman, puis Jean Charcot (voir ci-dessus), il répondit à l'appel du général de Gaulle partant en Angleterre dès le 19 juin 1940, emmenant avec lui d'autres îliens dont son fils aîné alors âgé de 18 ans ; il décéda le 12 mars 1942 à l'hôpital militaire des Forces françaises libres de Penzance Cornouailles britannique. Il était marié avec Léocadie Masson, dont il eut 10 enfants.

### Cartes
1. ↑  IGN, « Évolution comparée de l'occupation des sols de la commune sur cartes anciennes », sur remonterletemps.ign.fr (consulté le 15 juillet 2023).